# Liste von Burgen und Schlössern in Niedersachsen

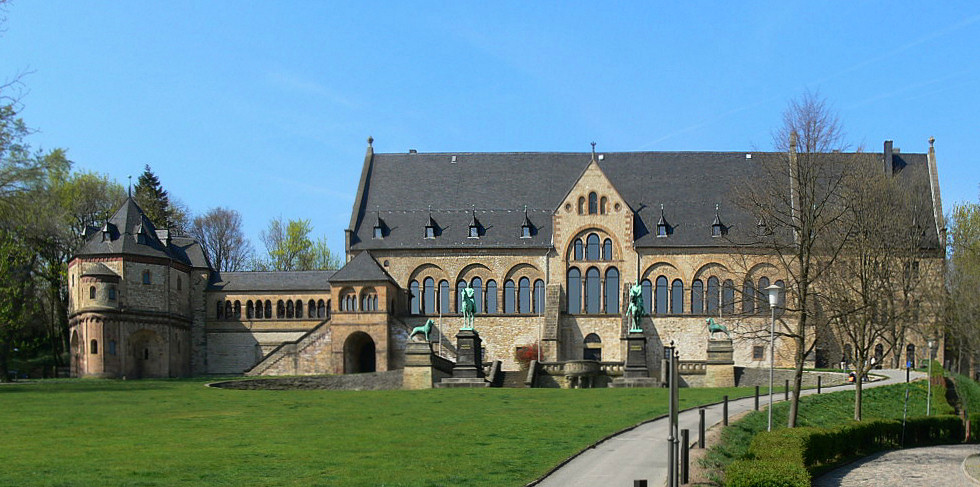
Die Kaiserpfalz Goslar gehört zum UNESCO-Welterbe

Diese Liste beinhaltet die Burgen und Schlösser auf dem Gebiet des deutschen Landes Niedersachsen. Diese zum Teil auf eine 1000-jährige Geschichte zurückgehenden Bauten waren Schauplatz historischer Ereignisse und Wirkungsstätte bekannter Persönlichkeiten. Sie sind häufig noch heute eindrucksvolle Gebäude. Nicht dazu gezählt werden Zier- und Nachbauten, die nie als Wohngebäude oder zur Verteidigung genutzt wurden.
Nach Zählung und Erfassung der niedersächsischen Burgen, Schlösser, Festungen und Pfalzen durch das Niedersächsische Landesamt für Denkmalpflege sind mit Stand vom August 2018 1397 Bauten (einschließlich etwa 200 Burgwälle) zuzüglich 38 Königspfalzen registriert, die mit der Burgendatenbank „EBIDAT“ der Deutschen Burgenvereinigung abgeglichen wurden. Einige der niedersächsischen Burgen sind nicht in „EBIDAT“ verzeichnet, um sie vor Raubgräbern zu schützen.
Die Liste ist alphabetisch nach Landkreisen geordnet.

## Landkreis Ammerland
| Name              | Ort / Lage                                         | Typ            | Bemerkungen | Bild |
| ----------------- | -------------------------------------------------- | -------------- | --- | ---- |
| Bokeler Burg      | Bokel (Wiefelstede) 53° 14′ 18″ N, 8° 9′ 31″ O     | Wallburg       | Wallburg des 9. Jahrhunderts |      |
| Burg Burgforde    | Westerstede 53° 16′ 22″ N, 7° 56′ 34″ O            | Niederungsburg | Abgegangene Grenzburg der Grafschaft Oldenburg gegen die Friesen                                                                             |      |
| Burg Conneforde   | Wiefelstede 53° 19′ 36″ N, 8° 3′ 52″ O             | Wasserburg     | Abgegangene Sperr- und Grenzburg der Grafen von Oldenburg.                                                                                   |      |
| Dänikhorst        | Dänikhorst 53° 8′ 38″ N, 7° 56′ 26″ O              | Niederungsburg | Abgegangene Burg der Herren von Slepegrell                                                                                                   |      |
| Delvesdamm        | vermutlich bei Delfshausen                         | Niederungsburg | Abgegangene, nicht lokalisierte Grenzburg der Friesen gegen die Grafschaft Oldenburg. Nur 1377 einmal erwähnt.                               |      |
| Burg Dringenburg  | Dringenburg 53° 17′ 20″ N, 8° 4′ 43″ O             | Burg           | 1383 als Dringenborch das einzige Mal erwähnt, in den 1970ern archäologisch erforscht.                                                       |      |
| Burg Elmendorf    | Elmendorf 53° 12′ 49″ N, 8° 1′ 17″ O               | Motte          | Aus einer Flachsiedlung des 9. Jahrhunderts entwickelte sich eine dreigliedrige Motte. Weiter hat es wohl einen zwölfeckigen Wohnturm geben. |      |
| Eyhausen          | Rostrup (Bad Zwischenahn)                          | Wasserburg     | Burg der Herren von Elmendorff, ab 1331 Oldenburger Landesburg. Heute Schlossgut                                                             |      |
| Schloss Fikensolt | Westerstede 53° 14′ 29″ N, 7° 55′ 25″ O            | Schloss        | Das Wasserschloss entstand in der zweiten Hälfte des 18. Jahrhunderts. Das Schloss kann nicht besichtigt werden.                             |      |
| Gut Hahn          | Rastede 53° 17′ 58″ N, 8° 10′ 4″ O                 | Motte          | Motte zum Schutz eines den Grafen von Oldenburg und später den Johannitern gehörenden Gutes                                                  |      |
| Gut Horn          | Wiefelstede 53° 13′ 8″ N, 8° 3′ 21″ O              | Wasserburg     | Abgegangene Burg des Ministerialengeschlechts Mule, heute klassizistisches Herrenhaus                                                        |      |
| Kayhausen         | Bad Zwischenahn 53° 10′ 50″ N, 8° 2′ 56″ O         | Wasserburg     | Spätmittelalterlicher Sitz der Junker von Kayhausen, im 15. Jahrhundert aufgegeben.                                                          |      |
| Gut Loy           | Rastede 53° 13′ 39″ N, 8° 15′ 11″ O                | Wasserburg     | Abgegangene Burg von Niederadelsgeschlechtern. Im 16. Jahrhundert zerstört und zum Gut umgewandelt. Heute Herrenhaus von 1878.               |      |
| Burg Mansing      | Westerstede-Mansie 53° 14′ 27″ N, 7° 54′ 35″ O     | Burg (Motte)   | 1226 urkundlich; Ende 14. Jh. aufgegeben; Burgstall, Kulturdenkmal in LSG                                                                    |      |
| Schloss Rastede   | Rastede 53° 14′ 33″ N, 8° 12′ 7″ O                 | Schloss        | Das der Öffentlichkeit nicht zugängliche Schloss liegt inmitten einer Parklandschaft im englischen Stil.                                     |      |
| Scusselsburg      | Bad Zwischenahn-Ekern 53° 9′ 44″ N, 7° 58′ 38″ O   | Wasserburg     | Im 15. Jahrhundert abgegangener Niederadelssitz                                                                                              |      |
| Specken           | Bad Zwischenahn-Specken 53° 10′ 33″ N, 8° 0′ 14″ O | Wasserburg     | Um 1500 aufgegebene Burg der Herren von Specken                                                                                              |      |

## Landkreis Aurich
| Name                            | Ort / Lage                                                   | Typ                               | Bemerkungen | Bild |
| ------------------------------- | ------------------------------------------------------------ | --------------------------------- | --- | ---- |
| Schloss Aurich                  | Aurich 53° 28′ 5″ N, 7° 28′ 40″ O                            | Schloss                           | Eine erste Burg wurde 1380 gebaut. Das heutige Schloss wurde in den Jahren 1851 bis 1855 auf den Grundmauern der 1448 errichtet. |      |
| Beningaburg                     | Dornum 53° 38′ 50″ N, 7° 25′ 48″ O                           | Burg                              | Um 1400 entstanden in Dornum drei Häuptlingsburgen: die Westerburg, Norderburg und die Osterburg, alles Wasserburgen. 1971 wurde die Anlage denkmalgerecht Renoviert und wird seitdem als Hotel genutzt. |      |
| Beningaburg (Osterburg)         | Krummhörn-Grimersum 53° 28′ 37″ N, 7° 10′ 32″ O              | Wasserburg                        | Ruinenreste |      |
| Beningaburg                     | Samtgemeinde Brookmerland-Wirdum 53° 28′ 37″ N, 7° 11′ 30″ O | Wasserburg                        | Burgstall, Warften sichtbar, Infotafel |      |
| Burg Berum                      | Hage-Berum 53° 36′ 5″ N, 7° 17′ 50″ O                        | Burg                              | Wann genau der Bau der Burg Berum begann, ist unklar. Erste urkundliche Hinweise datieren die Häuptlingsburg auf das Jahr 1310. |      |
| Burg Brockzetel                 | Aurich-Brockzetel 53° 28′ 30″ N, 7° 36′ 32″ O                | Steinhaus                         | 1514 zerstörte Sperrburg der Grafschaft Ostfriesland |      |
| Burg Eilsum                     | Krummhörn-Eilsum 53° 28′ 27″ N, 7° 8′ 29″ O                  | Niederungsburg                    | Abgegangene Burg der Häuptlinge von Eilsum, evtl. ursprünglich zur Verteidigung des dortigen Hafens errichtet. |      |
| Ennenburg                       | Norden 53° 35′ 53″ N, 7° 12′ 45″ O                           | Niederungsburg                    | Abgegangener, nicht sicher lokalisierter Häuptlingssitz der Familie Attena |      |
| Fresenhaus                      | Hinte-Loppersum 53° 25′ 30″ N, 7° 13′ 58″ O                  | Burg, Steinhaus                   | überbaut mit Schloss, |      |
| Burg Greetsiel                  | Krummhörn-Greetsiel 53° 29′ 55″ N, 7° 5′ 53″ O               | Burg                              | Stammburg der ostfriesischen Grafen- und Fürstenfamilie Cirksena, 1457 bis 1460 erbaut, Abbruch 1777, Einzelhäuser erhalten |      |
| Burg Hinta                      | Hinte 53° 24′ 46″ N, 7° 10′ 56″ O                            | Wasserburg                        | erhalten, heute Vierflügelanlage mit großem Innenhof und Wassergraben |      |
| Idzingaburg                     | Norden-Lintel 53° 36′ 20″ N, 7° 11′ 49″ O                    | Niederungsburg                    | 1434 abgerissene, ostfriesische Häuptlingsburg der Familie Idzinga |      |
| Burg Jennelt                    | Krummhörn-Jennelt 53° 27′ 46″ N, 7° 7′ 58″ O                 | Niederungsburg                    | Abgegangene hochmittelalterliche Burg, später Steinhaus als Häuptlingssitz |      |
| Schloss Lütetsburg              | Hage-Lütetsburg 53° 35′ 59″ N, 7° 15′ 47″ O                  | Schloss                           | Das Schloss entstand in den Jahren 1959 bis 1960 auf den Grundmauern des niedergebrannten Vorgängerbaus. Bekannt ist Lütetsburg wegen seines großen, im 18. Jahrhundert angelegten, barocken Schlossparks. |      |
| Manningaburg                    | Krummhörn-Pewsum 53° 26′ 8″ N, 7° 5′ 42″ O                   | Burg                              | 1954 kaufte der „Heimatverein Krummhörn e. V.“ mit Hilfe des Kreises Norden und der Ostfriesischen Landschaft die Burg. Die Anlage stand zu dieser Zeit kurz vor dem Verfall, so dass der Verein die Burg zunächst umfassend sanieren musste. 1980 übernahm die Gemeinde Krummhörn die Burg. Zurzeit befinden sich in der Burg ein Museum und das Standesamt. |      |
| Burg Manslagt                   | Krummhörn-Manslagt 53° 27′ 25″ N, 7° 2′ 22″ O                | Niederungsburg                    | Wohl noch im 15. Jahrhundert abgegangene Burg des Häuptlingsgeschlechts Beninga. |      |
| Burg Midlum                     | Hinte-Groß Midlum 53° 24′ 36″ N, 7° 9′ 33″ O                 | Niederungsburg                    | abgegangen, nur Reste der Mauer mit Torbogen und Sockelstein erhalten |      |
| Middelsteburg                   | Krummhörn-Groothusen 53° 26′ 4″ N, 7° 3′ 58″ O               | Niederungsburg, Turmhaus          | abgerissen, Gewölbe mit Villa überbaut |      |
| Middelstewehr                   | Krummhörn 53° 29′ 17″ N, 7° 7′ 34″ O                         | Wasserburg                        | Abgegangene Häuptlingsburg der Cirksena, heute Gutsanlage |      |
| Schloss Nordeck                 | Hage-Berum 53° 36′ 12″ N, 7° 17′ 41″ O                       | Schloss                           | Zum Anwesen gehören neben dem Herrenhaus ein unmittelbar anliegender Park, das Mausoleum, ein Forsthaus, eine Orangerie sowie ausgedehnte Wald- und Forstflächen. |      |
| Schloss Norderburg              | Dornum 53° 39′ 0″ N, 7° 25′ 0″ O                             | Wasserschloss                     | Die Norderburg wurde wahrscheinlich im 14. Jahrhundert erbaut. Ab 1994 und besonders in den Jahren 1998 bis 2001 erfolgten umfangreiche Restaurierungsarbeiten durch das Land Niedersachsen. |      |
| Olde Borg                       | Norden 53° 29′ 54″ N, 7° 19′ 28″ O                           | Niederungsburg                    | Abgegangene, 1285 errichtete Burg der Landesgemeinde Norden, einer der ältesten bekannten Burgen Ostfrieslands |      |
| Burg Oldeborg (auch Burg Broke) | Südbrookmerland-Oldeborg 53° 30′ 0″ N, 7° 19′ 58″ O          | Wasserburg                        | 1427 geschleift, abgegangen |      |
| Osterburg                       | Krummhörn-Groothusen 53° 26′ 7″ N, 7° 4′ 8″ O                | Wasserburg                        | umgebaut erhalten |      |
| Ulferts Börg                    | Upgant-Schott 53° 31′ 11″ N, 7° 17′ 0″ O                     | Burg                              | Der Gebäudekomplex besteht heute aus dem alten zweigeschossigen, querstehenden Vorderhaus, einem rechtwinklig dahinter gebauten Mittelhaus und einer anschließenden Scheune. |      |
| Burg Upleward                   | Krummhörn-Upleward 53° 25′ 21″ N, 7° 2′ 44″ O                | Wasserburg                        | 1782 abgegangen |      |
| Burg Uttum                      | Krummhörn-Uttum 53° 27′ 6″ N, 7° 9′ 16″ O                    | Wasserburg der Beninga            | keine Reste, nur Gräfte vorhanden, Neuzeitliches Haus |      |
| Westerburg                      | Dornum 53° 38′ 55″ N, 7° 25′ 36″ O                           | Wasserburg mit Vorburg            | abgegangen |      |
| Westerburg Dornum               | Krummhörn-Grimersum                                          | Burg                              | abgegangen |      |
| Westerburg Groothusen           | Krummhörn-Groothusen 53° 26′ 9″ N, 7° 3′ 40″ O               | Wasserburg                        | keine Reste, nur Graften, Wälle und Vorburgbauten erhalten |      |
| Westerburg Hinte                | Hinte 53° 24′ 46″ N, 7° 10′ 55″ O                            | Wasserburg (vermutlich Steinhaus) | abgegangen |      |
| Burg Westerhusen                | Hinte-Westerhusen 53° 24′ 46″ N, 7° 10′ 56″ O                | Niederungsburg, Steinhaus         | Burgstall, Truppen der Stadt Hamburg zerstörten die Burg im Jahre 1436; Graften und Zingel sowie Schatthaus von 1600 erhalten |      |

## Stadt Braunschweig
| Name                   | Ort / Lage                                       | Typ     | Bemerkungen | Bild |
| ---------------------- | ------------------------------------------------ | ------- | --- | ---- |
| Borwall                | Braunschweig 52° 18′ 5″ N, 10° 34′ 58″ O         | Motte   | Rekonstruierte, schon im Hochmittelalter aufgegebene Motte der Herren von Hondelage |      |
| Burg Dankwarderode     | Braunschweig 52° 15′ 53″ N, 10° 31′ 27″ O        | Burg    | Die Burg Dankwarderode wurde von 1160 bis 1175 erbaut. Die Burg war jahrhundertelang die Residenz der Braunschweiger Herzöge und ist heute Teil des Herzog Anton Ulrich-Museums. |      |
| Braunschweiger Schloss | Braunschweig 52° 15′ 47″ N, 10° 31′ 38″ O        | Schloss | Der Bau des Schlosses, das von 1753 bis 1918 die Residenz der Braunschweiger Herzöge war, wurde 1717 unter Leitung des Landbaumeisters Hermann Korb auf dem Gelände eines Wirtschaftshofes der Zisterziensermönche begonnen. Das Gebäude wurde 1830 durch Feuer zerstört, der Nachfolgebau nach Plänen des Hofbaumeisters Carl Theodor Ottmer wurde 1841 eingeweiht. Dieser Bau wurde im Zweiten Weltkrieg schwer beschädigt und 1960 abgerissen. 2005 bis 2007 entstand an dieser Stelle das Einkaufszentrum „Schloss Arkaden“, dessen Vorderseite eine Rekonstruktion der alten Schlossfassade ist. |      |
| Kranenburg             | Braunschweig-Wenden 52° 19′ 38″ N, 10° 30′ 41″ O | Burg    | Im 15. Jahrhundert abgegangene Burg der Herren von Wenden, vermutlich eine Motte. |      |
| Schloss Richmond       | Braunschweig 52° 14′ 24″ N, 10° 31′ 36″ O        | Schloss | Das kleine Barockschloss wurde 1768/69 vom späteren Herzog Karl Wilhelm Ferdinands für seine Ehefrau Herzogin Augusta errichtet. Die Stadt Braunschweig erwarb das Anwesen 1935 und nutzt das Gebäude für öffentliche Veranstaltungen. Der heute etwa vier Hektar große Park wurde 1987 nach Originalplänen rekonstruiert und ist öffentlich zugänglich. |      |
| Schloss Neu-Richmond   | Braunschweig 52° 14′ 33″ N, 10° 31′ 37″ O        | Schloss | Das Schloss war ab 1833 durch Herzog Wilhelm von Braunschweig erbaut worden. Hauptgebäude waren die „herzogliche Villa“ und das „Kavalierhaus“. Das Schloss wurde 1901 aufgegeben und 1906 abgerissen. |      |
| Thune                  | Braunschweig-Thune 52° 20′ 18″ N, 10° 30′ 46″ O  | Motte   | Um 1500 abgegangene Motte des Fürstentums Lüneburg |      |

## Landkreis Celle
| Name                  | Ort / Lage                                            | Typ            | Bemerkungen | Bild |
| --------------------- | ----------------------------------------------------- | -------------- | --- | ---- |
| Schloss Bredebeck     | Truppenübungsplatz Bergen 52° 47′ 14″ N, 9° 53′ 25″ O | Herrenhaus     | Das Herrenhaus wurde von 1901 bis 1902 erbaut. Es befindet sich zwischen den ehemaligen Orten Hörsten und Hohne auf dem Truppenübungsplatz Bergen und ist öffentlich nicht zugänglich.                                   |      |
| Brunonenburg          | Celle-Altencelle 52° 36′ 15″ N, 10° 7′ 17″ O          | Niederungsburg | 1292 abgebrannte Landesburg der Welfen in Form einer rundovalen Wallburg |      |
| Ringwall von Burg     | Celle-Altencelle 52° 35′ 7″ N, 10° 5′ 30″ O           | Wallburg       | Fluchtburg des 9./10. Jahrhunderts, ovaler Ringwall von max. 85 m Durchmesser |      |
| Schloss Celle         | Celle 52° 37′ 26″ N, 10° 4′ 40″ O                     | Schloss        | Die vierflügelige Anlage ist das größte Schloss in der Region der südlichen Lüneburger Heide. |      |
| Schloss Eldingen      | Eldingen 52° 41′ 17″ N, 10° 20′ 38″ O                 | Herrenhaus     | 1904–1907 im Neobarockstil erbaut. Das Schloss diente im August/September 2008 auch als Kulisse für den Film Berlin 36. Heute können die Räume des Schlosses für Tagungen, Messen oder Feierlichkeiten, gemietet werden. |      |
| Nienburg              | Celle-Altencelle 52° 36′ 1″ N, 10° 7′ 25″ O           | Wallburg       | Mittelalterliche Wallburg mit Wurzeln in der Eisenzeit, viereckige Anlage von ca. 150 × 180 m Größe |      |
| Nordburg (Wienhausen) | Wienhausen-Nordburg 52° 34′ 33″ N, 10° 16′ 43″ O      | Wallburg       | Fast völlig zerstörte Wallburg mit unbekannter Entstehung, im 13. Jahrhundert im Besitz der Welfen |      |
| Schloss Wienhausen    | Wienhausen 52° 34′ 52″ N, 10° 11′ 22″ O               | Wasserschloss  | 1781 abgerissenes, frühneuzeitliches Jagdschloss des Herzogtums Braunschweig-Lüneburg, eventuell aus einer Wasserburg entstanden.                                                                                        |      |

## Landkreis Cloppenburg
| Name             | Ort / Lage                                     | Typ            | Bemerkungen | Bild |
| ---------------- | ---------------------------------------------- | -------------- | --- | ---- |
| Arkenau          | Essen 52° 41′ 12″ N, 7° 55′ 3″ O               | Motte          | 1235 zerstörte Motte der Grafschaft Tecklenburg, vollständig abgegangen |      |
| Burg Cloppenburg | Cloppenburg 52° 50′ 49″ N, 8° 2′ 42″ O         | Burg           | Die Burg wurde 1297 erbaut. Am 24. August 1716 brannte die Gebäude der Burg ab. Im Jahre 1805 wurde der Burgturm gesprengt und danach ein Amtshaus erbaut. 1909 kam das Amtsgericht hinzu. |      |
| Gut Lage         | Essen (Oldenburg) 52° 42′ 43″ N, 8° 3′ 0″ O    | Niederungsburg | Burg der Ministerialenfamilie Pennethe, Anfang 17. Jahrhundert in ein Rittergut umgewandelt.                                                                                               |      |
| Burg Lethe       | Emstek 52° 53′ 43″ N, 8° 10′ 23″ O             | Wasserburg     | Abgegangene, spätmittelalterliche Wasserburg des Geschlechts der Dorgelo. |      |
| Burg Oite        | Friesoythe 53° 1′ 9″ N, 7° 51′ 41″ O           | Niederungsburg | 1394 zerstörte Burg der Grafschaft Tecklenburg, Keimzelle der Stadt Friesoythe. Vollständig abgegangen.                                                                                    |      |
| Quatmannsburg    | Cappeln (Oldenburg) 52° 46′ 47″ N, 8° 2′ 36″ O | Wallburg       | Runde, früh- bis hochmittelalterliche Wallburg von ca. 90 m Durchmesser |      |
| Schnappburg      | Barßel 53° 10′ 28″ N, 7° 43′ 38″ O             | Niederungsburg | Abgegangene, spätmittelalterliche Burg der Grafen von Tecklenburg, 1417 zerstört |      |

## Landkreis Cuxhaven
| Name                        | Ort / Lage                                         | Typ                   | Bemerkungen | Bild |
| --------------------------- | -------------------------------------------------- | --------------------- | --- | ---- |
| Altenwalder Burg            | Cuxhaven-Altenwalde 53° 49′ 22″ N, 8° 39′ 35″ O    | Wallburg              | Karolingerzeitliche Wallburg, vermutlich während der Sachsenkriege Karls des Großen als Herrschaftsmittelpunkt über einem sächsischen Gräberfeld angelegt. |      |
| Burg Altluneberg            | Wehdel-Altluneberg 53° 31′ 38″ N, 8° 49′ 27″ O     | Niederungsburg, Motte | Abgegangene Stammburg des Ministerialengeschlechts von Luneberg mit Vorgänger in Form einer Motte |      |
| Burg Bederkesa              | Bad Bederkesa 53° 37′ 35″ N, 8° 50′ 35″ O          | Burg                  | Die heutige Burg Bederkesa besteht aus einem dreiflügeligen Schloss, dessen Bauten zwischen dem dritten Viertel des 15. Jahrhunderts und dem späten 16. Jahrhundert entstanden sind und weitreichende Umbauten im 18. Jahrhundert erfuhren. |      |
| Dornburg (Flögeln)          | Flögeln 53° 40′ 5″ N, 8° 48′ 27″ O                 | Motte                 | Abgegangene Motte der Herren von Flögeln im Flögelner See. Im Seegrund fanden 1971–1986 an dieser Stelle tiefgründige archäologische Untersuchungen durch das Wilhelmshavener Institut für Küstenforschung statt, die vor allem Keramikscherben und zahlreiche Knochen zutage brachten. Sie deuten auf mehrfache Besiedlung der Insel hin, die vom Mittelalter bis in die frühe Steinzeit reichten. Ideell rekonstruierten die Wissenschaftler mit diesen Details eine kleine Burg. |      |
| Burg Elmlohe                | Elmlohe 53° 35′ 53″ N, 8° 45′ 5″ O                 | Niederungsburg        | Um 1300 durch einen Zweig der Herren von Bederkesa gegründete Burg, 1485 durch die Stadt Bremen zerstört. |      |
| Burg zu Hagen im Bremischen | Hagen im Bremischen 53° 21′ 9″ N, 8° 38′ 21″ O     | Burg                  | Bereits im 12. Jahrhundert erwähnt, wurde der heutige, zweigeschossige Backsteinbau im frühen 16. Jahrhundert errichtet. Aus dieser Zeit stammen die ältesten Malereien. Das Gebäude wurde 1985 bis 1988 restauriert und beherbergt heute ein Kulturzentrum. |      |
| Holzurburg                  | Bad Bederkesa 53° 38′ 7″ N, 8° 51′ 7″ O            | Wallburg              | Wahrscheinlich um 1000 durch die Herren von Bederkesa gegründete Wallburg. Mit wohl 6,5 ha Fläche die größte Norddeutschlands. Um 1400 aufgegeben. |      |
| Monsilienburg               | Beverstedt 53° 25′ 9″ N, 8° 51′ 30″ O              | Wallburg              | Wallburg mit mächtiger Befestigung und ungewisser Datierung |      |
| Neuhaus                     | Neuhaus (Oste) 53° 48′ 0″ N, 9° 2′ 0″ O            | Niederungsburg        | Abgegangene spätmittelalterliche Grenzburg des Erzstifts Bremen gegen das Land Hadeln und Verwaltungssitz |      |
| Schloss Otterndorf          | Otterndorf 53° 48′ 32″ N, 8° 53′ 53″ O             | Schloss               | Schon vor 1400 gab es das erste Schloss in Otterndorf, allerdings wurde dies in den kriegerischen Auseinandersetzungen um 1400 zerstört, ein weiteres wurde vor 1773 abgerissen, weil es baufällig war. Das heutige Schloss, in einem kleinen Park mit einem sehr alten Baumbestand gelegen, stammt von 1773 und beherbergt heute das Amtsgericht Otterndorf. |      |
| Pipinsburg (Sievern)        | Sievern 53° 39′ 28″ N, 8° 36′ 38″ O                | Wallburg              | Mächtige Wallburg mit Vorburg des 11./12. Jahrhunderts mit einer zweiten Nutzungsphase im 14. Jahrhundert, deren Funktion bislang ungeklärt ist. |      |
| Remperburg am Balksee       | Samtgemeinde Land Hadeln 53° 41′ 53″ N, 9° 2′ 1″ O | Niederungsburg        | Abgegangene, nicht sicher lokalisierte Burg des Erzstifts Bremen, die wohl nur im 14. Jahrhundert existiert hatte. |      |
| Schloss Ritzebüttel         | Cuxhaven 53° 51′ 26″ N, 8° 41′ 54″ O               | Schloss               | Um 1340 wurde hier eine Burg erbaut. Von 1981 bis 1996 wurde das Schloss renoviert. Heute befinden sich hier ein Restaurant, Ausstellungsräume und ein Trauzimmer. Alle Räume können besichtigt werden. |      |
| Schlickburg                 | Neuhaus (Oste)                                     | Niederungsburg        | Abgegangene, nicht sicher lokalisierte Burg des Erzstifts Bremen, die nur zwischen 1371 und 1389 in den Urkunden erscheint. |      |

## Stadt Delmenhorst
| Name             | Ort / Lage                             | Typ        | Bemerkungen | Bild |
| ---------------- | -------------------------------------- | ---------- | --- | ---- |
| Burg Delmenhorst | Delmenhorst 53° 2′ 44″ N, 8° 37′ 38″ O | Wasserburg | Wahrscheinlich wurde die Burg ab 1234 erbaut, urkundlich das erste Mal erwähnt wurde sie im Jahr 1259 erwähnt. Sie bildete die Keimzelle von Delmenhorst. Ab 1711 wurde die Burg abgerissen, im Jahre 1787 wurde als letzte der Schlossturm rückgebaut und als Steinelager für „Peter-Elisabeth-Krankenhaus“ verwendet. Heute befindet sich hier ein Park. |      |

## Landkreis Diepholz
| Name                       | Ort / Lage                                     | Typ                      | Bemerkungen | Bild |
| -------------------------- | ---------------------------------------------- | ------------------------ | --- | ---- |
| Burg Altbruchhausen        | Bruchhausen-Vilsen 52° 50′ 10″ N, 9° 0′ 36″ O  | Niederungsburg           | Burggründung des 13. Jahrhunderts der Grafen von Oldenburg-Bruchhausen, später im Besitz der Grafschaft Hoya und des Herzogtums Braunschweig-Lüneburg. Heute Amtshaus von 1775.                                                                  |      |
| Auburg                     | Wagenfeld 52° 33′ 31″ N, 8° 34′ 43″ O          | Schutzfeste              | Die Auburg wurde Ende des 15. Jahrhunderts als Schutzfeste errichtet. |      |
| Barenburg                  | Barenburg 52° 37′ 14″ N, 8° 48′ 2″ O           | Niederungsburg           | Abgegangene Burg des 13. Jahrhunderts der Grafen von Hoya. 1706 abgebrannt. |      |
| Burg Cornau                | Drebber 52° 40′ 5″ N, 8° 27′ 21″ O             | Niederungsburg           | Um 1300 durch die Grafen von Diepholz gegründet. Amtssitz. Im 16. Jahrhundert abgegangen |      |
| Schloss Diepholz           | Diepholz 52° 36′ 13″ N, 8° 22′ 21″ O           | Wasserburg               | Die Wasserburg wurde um die Wende vom 10. zum 11. Jahrhundert errichtet. |      |
| Ehrenburg                  | Ehrenburg 52° 45′ 0″ N, 8° 41′ 59″ O           | Niederungsburg           | Spätmittelalterliche Grenzburg der Grafschaft Hoya. Im Dreißigjährigen Krieg zerstört. |      |
| Burg Freudenberg (Bassum)  | Bassum 52° 50′ 42″ N, 8° 42′ 51″ O             | Niederungsburg           | Die Burg wurde wahrscheinlich als Motte im 14. Jahrhundert angelegt. Von 1852 bis 1974 diente die Burg Freudenburg als Sitz des Amtsgerichts Freudenberg. Heute werden die Gebäude von der Volkshochschule als Seminar- und Tagungshaus genutzt. |      |
| Heiligenberg               | Bruchhausen-Vilsen 52° 48′ 13″ N, 8° 59′ 34″ O | Wallburg                 | Karolingerzeitliche Wallburg, in der im 13. Jahrhundert ein Prämonstratenser-Stift gegründet wurde. |      |
| Hünenburg (Stöttinghausen) | Twistringen 52° 47′ 7″ N, 8° 40′ 11″ O         | Wallburg                 | Teilweise rekonstruierte Wallburg des 8. bis 10. Jahrhunderts. 80 m Durchmesser. |      |
| Burg Knippenberg           | Syke-Wachendorf 52° 52′ 42″ N, 8° 54′ 6″ O     | Motte                    | Motte vermutlich der Grafschaft Hoya. Hügel mit 34 m Durchmesser und Wassergraben |      |
| Burg Lembruch              | Lembruch 52° 31′ 38″ N, 8° 22′ 17″ O           | Motte                    | Abgegangene Motte der Grafschaft Diepholz, zwischen 1305 und 1339 nachgewiesen |      |
| Burg Lemförde              | Lemförde 52° 27′ 48″ N, 8° 22′ 36″ O           | Niederungsburg           | Grenzburg der Grafschaft Diepholz vom Anfang des 14. Jahrhunderts. Heute Amtshaus von 1671. |      |
| Mildenburg                 | Maasen (Keine Kartierung vorhanden)            | Niederungsburg           | Abgegangene, nicht lokalisierte Burg des Bistums Minden, zwischen 1248 und 1331 nachgewiesen. |      |
| Burg Neubruchhausen        | Neubruchhausen 52° 50′ 21″ N, 8° 50′ 34″ O     | Wasserburg               | Abgegangene Burg der Grafen von Oldenburg-Bruchhausen, später Amtssitz der Grafen von Hoya. heute nur noch ein Teil des Wassergrabens vorhanden.                                                                                                 |      |
| Siedenburg                 | Siedenburg 52° 42′ 0″ N, 8° 55′ 59″ O          | Niederungsburg           | Spätmittelalterliche Burg der Grafen von Hoya, im 16. Jahrhundert zum Schloss ausgebaut. Heute Amtshaus von 1701. |      |
| Burg Sturenberg            | Lemförde 52° 27′ 52″ N, 8° 22′ 34″ O           | Wasserburg               | Im 14. Jahrhundert abgegangene, hochmittelalterliche Wasserburg der Bistümer Minden und Osnabrück |      |
| Burg Syke                  | Syke 52° 54′ 42″ N, 8° 49′ 25″ O               | Wallburg, Niederungsburg | Burg der Grafen von Neubruchhausen von 1270, in eine frühmittelalterliche Wallburg hineingesetzt. Heute Amtshaus des 18. Jahrhunderts. |      |

## Stadt Emden
| Name         | Ort / Lage                                      | Typ            | Bemerkungen | Bild |
| ------------ | ----------------------------------------------- | -------------- | --- | ---- |
| Burg Emden   | Kernstadt 53° 21′ 56″ N, 7° 12′ 5″ O            | Schloss        | Um 1300 durch die Häuptlingsfamilie Abdena gegründet. Ab 1453 im Besitz der Cirksena, den späteren Grafen von Ostfriesland. Zu Schloss und Festung ausgebautes Turmhaus des 14. Jahrhunderts. 1755/65 abgerissen. Keine Reste. |      |
| Hooge Hus    | Stadtteil Wolthusen 53° 22′ 11″ N, 7° 13′ 51″ O | Steinhaus      | In der 2. Hälfte des 14. Jahrhunderts errichtete Burg der Häuptlinge von Wolthusen. Heutiger Bau zwischen 1610 und 1630 errichtet.                                                                                             |      |
| Burg Uphusen | Stadtteil Uphusen 53° 22′ 42″ N, 7° 15′ 15″ O   | Niederungsburg | Sitz der ab 1367 belegten Häuptlinge der Herrlichkeit Up- und Wolthusen. Turmhaus mit Saal und Wall-Graben-Befestigung Im 17. Jahrhundert abgegangen. Keine Reste.                                                             |      |

## Landkreis Emsland
| Name                     | Ort / Lage                                   | Typ            | Bemerkungen | Bild |
| ------------------------ | -------------------------------------------- | -------------- | --- | ---- |
| Gut Altenkamp            | Papenburg 53° 3′ 11″ N, 7° 20′ 30″ O         | Herrenhaus     | Haus Altenkamp wird als Burgmannensitz erstmals 1394 erwähnt. Zu dem Grundstück, das 1981 von der Stadt gekauft wurde, gehören barocke Gartenanlagen. In den Räumlichkeiten des ehemaligen Gutshauses werden jährlich Ausstellungen der Stiftung Preußischer Kulturbesitz präsentiert. |      |
| Aseburg                  | Herzlake 52° 41′ 29″ N, 7° 39′ 53″ O         | Wallburg       | Gut erhaltene Wallburg eines Adelsgeschlechts, 1074 an das Bistum Osnabrück verkauft. Datierung 9.- bis 11./12. Jahrhundert. |      |
| Gut Campe                | Kluse 52° 55′ 10″ N, 7° 18′ 45″ O            | Gutshof        | Gut Campe ist ein Gutshof mit einem Fachwerkhaus aus dem Jahr 1350. Umgeben ist der Hof von teichartigen Gräften. |      |
| Jagdschloss Clemenswerth | Sögel 52° 50′ 18″ N, 7° 32′ 14″ O            | Jagdsitz       | Die Schlossanlage wurde von 1737 bis 1747 erbaut. Das Jagdschloss und seine Nebengebäude sind für Besucher zugänglich und beherbergen das Emslandmuseum Schloss Clemenswerth. |      |
| Schloss Dankern          | Haren 52° 47′ 42″ N, 7° 12′ 2″ O             | Schloss        | Um die wirtschaftliche Grundlage für die Erhaltung des Schlosses zu sichern, wurde zu Beginn der 1970er-Jahre das Ferienzentrum Schloss Dankern gegründet. |      |
| Fresenburg               | Lathen 52° 53′ 5″ N, 7° 17′ 31″ O            | Motte          | Motte der Grafschaft Ravensberg, 1252 an das Bistum Münster verkauft. Ende des 14. Jahrhunderts aufgegeben. |      |
| Haus Hange               | Freren 52° 28′ 24″ N, 7° 34′ 1″ O            | Niederungsburg | Spätmittelalterliche Burg der Herren von Hange. 1336 geschleift, anschließend Rittergut. |      |
| Burg Haren               | Haren (Ems) 52° 47′ 32″ N, 7° 14′ 27″ O      | Niederungsburg | Abgegangene hochmittelalterliche Landesburg des Bistums Münster 1076 erwähnt, 1173 an die Grafschaft Tecklenburg verschenkt, nach 1340 aufgegeben. Keine Reste. |      |
| Schloss Herzford         | Lingen 52° 28′ 35″ N, 7° 17′ 7″ O            | Schloss        | Errichtung einer Burg des Bistums Münster 1385. Nach 1400 aufgegeben. Anschließend Rittergut, 1722/25 Errichtung des heutigen Schlosses auf der Burgstelle. |      |
| Hünenburg (Emsbüren)     | Emsbüren 52° 23′ 21″ N, 7° 16′ 9″ O          | Wallburg       | Gut erhaltene, hochmittelalterliche Wallburg. Rundwall mit max. 60 m Durchmesser. Funde 11./12. Jahrhundert. |      |
| Juttaburg                | Haselünne 52° 41′ 47″ N, 7° 20′ 53″ O        | Wasserburg     | Abgegangene hochmittelalterliche Wasserburg der Grafschaft Ravensberg. 1240 errichtet, 1258 an das Bistum Münster verkauft. Keine Reste. |      |
| Kreyenborg               | Haselünne-Lehrte 52° 41′ 15″ N, 7° 23′ 32″ O | Wasserburg     | Abgegangene Wasserburg der Herren von Langen. Ersterwähnung 1377. Später in zwei Güter aufgeteilt. Teil des Wassergrabens vorhanden. |      |
| Burg Landegge            | Haren (Ems) 52° 49′ 21″ N, 7° 14′ 46″ O      | Motte          | Hochmittelalterliche Motte. 1178 gemeinsam durch das Bistum Münster und dem Kloster Corvey gegründet. Später Verwaltungssitz des Bistums Münster. Im 16. Jahrhundert aufgegeben. Großer Mottenhügel mit neuzeitlicher Kapelle.                                                         |      |
| Burg Lingen              | Lingen (Ems) 52° 31′ 17″ N, 7° 19′ 26″ O     | Niederungsburg | Spätestens 1327 existierende Burg der Grafschaft Tecklenburg. Evtl eine Motte. Von 1498 vis 1541 Residenz der Grafschaft Lingen. Ab 1541 Ausbau zur Festung, die 1632/33 geschleift wurde. Heute nur noch rekonstruierter Pulverturm vorhanden.                                        |      |
| Burg Nienhaus            | Papenburg 53° 2′ 11″ N, 7° 19′ 23″ O         | Wasserburg     | Abgegangene Landesburg des Bistums Münster. 1274 gegründet. Mehrfach zerstört, zuletzt 1647. |      |
| Papenburg                | Papenburg 53° 4′ 0″ N, 7° 24′ 0″ O           | Turmburg       | Grenzburg des Bistums Münster gegen Friesland. Gründung spätestens in der 1. Hälfte des 15. Jahrhunderts. Mitte 16. Jahrhunderts aufgeben. Überbaut. |      |
| Paulsburg (Meppen)       | Meppen 52° 41′ 33″ N, 7° 17′ 34″ O           | Stadtburg      | Abgegangene Landesburg und Verwaltungssitz des Bistums Münster. 1374 gegründet. Im 16. Jahrhundert zur Festung ausgebaut. 1752 geschleift. Keine Reste. |      |
| Schwakenburg             | Haselünne-Andrup 52° 39′ 43″ N, 7° 31′ 19″ O | Wasserburg     | Vor 1439 Gründung durch die Herren von Langhals. 1538 zerstört, anschließend Rittergut. Heute nur noch Grabenreste vorhanden. |      |
| Burg Venhaus             | Spelle-Venhaus 52° 21′ 27″ N, 7° 26′ 52″ O   | Wasserburg     | Gründung vor 1483 durch die Herren von Langen. Im 19. Jahrhundert größtenteils abgerissen. |      |
| Burg Vredevort           | Geeste 52° 35′ 55″ N, 7° 14′ 49″ O           | Niederungsburg | 1379 durch die Herren von Langen aus Holz erbaut. Vor 1400 zerstört. Keine Reste |      |
| Wekenborg                | Bokeloh 52° 41′ 49″ N, 7° 20′ 36″ O          | Wallburg       | Wallburg des Frühmittelalters oder frühen Hochmittelalters an der Hase. Ca. 300 × 300 m Größe. Befestigung über weite Strecken erhalten. |      |

## Landkreis Friesland
| Name                 | Ort / Lage                                         | Typ            | Bemerkungen | Bild |
| -------------------- | -------------------------------------------------- | -------------- | --- | ---- |
| Christiansburg       | Varel (Hafen) 53° 24′ 20″ N, 8° 10′ 9″ O           | Festung        | Die Christiansburg war eine von Dänen errichtete Festungsanlage mit Seehafen bei Varel, mit deren Bau 1681 begonnen wurde. |      |
| Festung Ellenserdamm | Ellens (Keine Kartierung vorhanden)                | Festung        | Festung zum Schutz des Ellenser Dammes. |      |
| Burg Fischhausen     | Wangerland 53° 38′ 28″ N, 7° 59′ 49″ O             | Burg           | Die Anfänge der Burg sind in einer Erbteilung des auf der Oldeborg in Wüppels ansässigen Häuptlingsgeschlechts zu suchen; die Burg Fischhausen wurde dann Sitz eines nach ihr benannten Häuptlingsgeschlechtes.                                                                                           |      |
| Wasserschloss Gödens | Neustadtgödens, Sande 53° 29′ 7″ N, 7° 57′ 53″ O   | Wasserschloss  | Schon im Spätmittelalter stand in der Nähe die Burg Altgödens, die im 14. Jahrhundert Sitz des Häuptlings Edo Boings war. |      |
| Herzhausen (Westrum) | Westrum 53° 36′ 15″ N, 7° 55′ 8″ O                 | Niederungsburg | Häuptlingssitz, im 15. Jahrhundert im Besitz der Boing von Gödens. Für 1300 erstmals überliefert. Im Spätmittelalter abgegangen. |      |
| Schloss Jever        | Jever 53° 34′ 20″ N, 7° 54′ 11″ O                  | Schloss        | An der Stelle des heutigen Schlosses stand schon seit dem Mittelalter eine Wehrburg, die den Kern der späteren Stadt bildete. Der ursprüngliche Häuptlingssitz wurde um 1370 durch Edo Wiemken der Ältere erbaut.                                                                                         |      |
| Burg Lauerens        | Hohenkirchen 53° 39′ 34″ N, 7° 54′ 28″ O           | Niederungsburg | Als Besitzer ist ab 1294 eine Familie mit Namen Hilderadus oder Hillert nachgewiesen. Später Sitz der Häuptlinge von Lauerens. Zwei Hügel, Haupt- und Vorburg. Beide mit Wassergräben umgeben. Steinhaus auf dem größeren Hügel nachgewiesen.                                                             |      |
| Burg Middoge         | Wangerland-Middoge 53° 38′ 3″ N, 7° 50′ 34″ O      | Niederungsburg | Auf drei Wurten verteilte Burg mit höchstwahrscheinlich früh- bis hochmittelalterlichem Ursprung. Spätmittelalterlicher Häuptlingssitz. Keine Reste. |      |
| Schloss Neuenburg    | Neuenburg 53° 23′ 22″ N, 7° 56′ 56″ O              | Schloss        | Das Schloss wurde 1462 erbaut. Am Ende des 16. Jahrhunderts wurde die Burg zu einem Schloss umgebaut. Heute befinden sich im Schloss ein vogelkundliches Museum, die Schlosskapelle der evangelisch-lutherischen Gemeinde sowie ein Trausaal, dieser ist auch Sitzungssaal des Zeteler Gemeinderates ist. |      |
| Oldeborg (Wüppels)   | Wüppels 53° 38′ 31″ N, 7° 59′ 14″ O                | Niederungsburg | Eventuell 1149 zerstörte Burg der Wangerlander Landesgemeinde. Nachgewiesen ist aber erst ein Häuptlingssitz des 14. Jahrhunderts auf zwei Wurten. |      |
| Rahlingsburg         | Borgstede 53° 23′ 40″ N, 8° 3′ 59″ O               | Motte          | 2 m hoher Mottenhügel mit 27 m Durchmesser. Graben teilweise erhalten Möglicherweise 1445 erwähnt. |      |
| Reiseburg            | Wangerland-Westrum 53° 36′ 9″ N, 7° 54′ 38″ O      | Niederungsburg | Vermutlich bis ins 13. Jahrhundert zurückgehender Häuptlingssitz. Abgegangenes Steinhaus. |      |
| Rickelhausen         | Wangerland-Westrum 53° 30′ 38″ N, 7° 55′ 16″ O     | Niederungsburg | Ende des 14. Jahrhunderts errichteter Sitz der Häuptlinge von Rickelhausen. 1. Hälfte 16. Jahrhundert abgerissen. Heute Gutshaus. |      |
| Roffhausen           | Schortens-Roffhausen 53° 31′ 32″ N, 8° 1′ 59″ O    | Niederungsburg | Häuptlingssitz vom Anfang des 15. Jahrhunderts. 1495 ausgebaut. 1554 durch Maria von Jever abgerissen. 75 × 50 m großer Burghügel mit Graben. |      |
| Burg Sandel          | Jever-Cleverns 53° 31′ 48″ N, 7° 51′ 20″ O         | Niederungsburg | Häuptlingssitz des 14. Jahrhunderts. Unterteilung in Haupt- und Vorburg erkennbar. |      |
| Tengshausen          | Wangerland-Minsen 53° 37′ 8″ N, 7° 58′ 56″ O       | Niederungsburg | Spätmittelalterlicher Stammsitz der Ministerialenfamilie Duren. 1532 abgebrochenes Steinhaus mit Wassergraben auf einer Wurt. |      |
| Burg Tiardeshusen    | Schortens-Conhausen 53° 34′ 13″ N, 8° 1′ 45″ O     | Niederungsburg | Um 1300 errichteter Häuptlingssitz, 1387 niedergebrannt. 1522 Versuch des Neubaus eines Steinhauses, durch Maria von Jever verhindert. Keine Reste. |      |
| Vareler Schloss      | Varel 53° 23′ 49″ N, 8° 8′ 13″ O                   | Schloss        | Ursprünglich Wehrkirche mit Steinhaus der Häuptlinge von Varel. 1465 Verkauf an die Grafen von Oldenburg. Ab 1496 Ausbau zur Burg, 1656 bis 1659 Ausbau zum Schloss der Grafen von Aldenburg. 1817 abgebrannt.                                                                                            |      |
| Waddewarden          | Wangerland-Waddewarden 53° 36′ 33″ N, 7° 57′ 19″ O | Niederungsburg | Abgegangenes Steinhaus der Häuptlinge von Waddewarden auf einer Wurt südlich der Kirche. Mitte des 16. Jahrhunderts aufgegeben. |      |
| Woltersberg          | Jever 53° 34′ 58″ N, 7° 54′ 46″ O                  | Niederungsburg | Wahrscheinlich die Burg der Billunger Amtsgrafen in Jever. Funde ab dem 9. Jahrhundert. 40 × 45 m großer Burghügel mit Wall und Graben, |      |

## Landkreis Gifhorn
| Name                     | Ort / Lage                                            | Typ            | Bemerkungen | Bild |
| ------------------------ | ----------------------------------------------------- | -------------- | --- | ---- |
| Burg Brome               | Brome 52° 36′ 11″ N, 10° 56′ 55″ O                    | Burg           | Die Burg wurde das erste Mal im Jahre 1203 erwähnt, sie muss also davor errichtet worden sein. Die Besitzverhältnisse wechselten im Laufe der Zeit öfter. Von 2009 bis 2014 wurde die Burg grundlegend saniert. Seit 2014 ist die Burg wieder zugänglich und wird als Museum genutzt. |      |
| Dammburg (Alt Isenhagen) | Hankensbüttel 52° 43′ 47″ N, 10° 39′ 36″ O            | Wallburg       | Ende des 12. Jahrhunderts errichteter Ringwall mit Doppelgraben. |      |
| Dammburg (Wentorf)       | Obernholz 52° 45′ 2″ N, 10° 39′ 56″ O                 | Wallburg       | Wallburg des 9.–11. Jahrhunderts. Ringwall von 50–55 m Durchmesser. Wall großenteils, vorgelagerter Graben kaum erhalten. |      |
| Burg Dieckhorst          | Müden (Aller)-Dieckhorst 52° 31′ 37″ N, 10° 25′ 24″ O | Niederungsburg | Abgegangene Burg des Herzogtums Braunschweig-Lüneburg, 1433 erstmals erwähnt. Ministerialensitz der Herren von Marenholtz. Überbaut. |      |
| Schloss Gifhorn          | Gifhorn 52° 29′ 22″ N, 10° 32′ 50″ O                  | Schloss        | Das Schloss wurde von 1525 bis 1581 im Stil der Weserrenaissance erbaut. Heute befinden sich neben Einrichtung des Landkreises Gifhorn auch ein Museum. |      |
| Burg Knesebeck           | Wittingen-Knesebeck 52° 40′ 49″ N, 10° 42′ 25″ O      | Wasserburg     | Im 13. Jahrhundert durch die Familie von dem Knesebeck gegründet, ab 1348 Verwaltungssitz des Herzogtums Braunschweig-Lüneburg. Ringmauerburg mit Bergfried Heute Amtshaus von 1690.                                                                                                  |      |
| Burg Meinersen           | Meinersen 52° 28′ 30″ N, 10° 20′ 45″ O                | Niederungsburg | Anfang des 14. Jahrhunderts errichtete Landesburg der Herzöge von Braunschweig-Lüneburg. 1519 zerstört. Heute Amtshaus von 1769. |      |
| Burg auf dem Weinberg    | Meinersen 52° 28′ 23″ N, 10° 20′ 55″ O                | Wasserburg     | Burg der Edelherren von Meinersen aus dem 12. Jahrhundert. Nach 1367 abgegangen. Nur noch der Burgplatz erkennbar. |      |
| Mundburg                 | Müden (Aller) 52° 31′ 9″ N, 10° 22′ 4″ O              | Burg           | Die Burg wurde 993 erbaut. Die Burg ist abgegangen. |      |
| Scheverlingenburg        | Schwülper-Walle 52° 20′ 25″ N, 10° 26′ 46″ O          | Wallburg       | Zwischen dem 7. und dem 5. Jahrhundert v. Chr. entstandener, bogenförmiger Wall in einer Flussschleife der Schunter. Nach den Schriftquellen zwischen dem 11. Jahrhundert und 1218 durch Brunonen und Welfen wiederverwendet. Teil des Walls erhalten.                                |      |
| Burg Wahrenholz          | Wahrenholz 52° 36′ 56″ N, 10° 36′ 25″ O               | Wallburg       | Ringwall, von Bischof Bernward von Hildesheim 995 gegen die Slawen errichtet. In der 2. Hälfte des 11. Jahrhunderts abgebrannt. Durchmesser von 50-55 m. |      |

## Landkreis Goslar
| Name                       | Ort / Lage                                              | Typ                         | Bemerkungen | Bild                             |
| -------------------------- | ------------------------------------------------------- | --------------------------- | --- | -------------------------------- |
| Kaiserpfalz Goslar         | Goslar 51° 54′ 10″ N, 10° 25′ 33″ O                     | Kaiserpfalz                 | Der erste Bau einer Pfalz erfolgte wahrscheinlich im Jahr 1005. Im Laufe des 11. Jahrhunderts wurde die Pfalz ausgebaut. Die Kaiserpfalz kann besichtigt werden. Heute gehört die Kaiserpfalz mit dem Rammelsberg zum Weltkulturerbe.                                       |                                  |
| Birkenburg (Harz)          | Gemeindefreies Gebiet Harz 51° 51′ 33″ N, 10° 27′ 48″ O | Felsenburg                  | Kurzlebige Burg des 13. Jahrhunderts der Herren von Wildenstein. Geringe Reste |                                  |
| Schloss Bündheim           | Bündheim 51° 53′ 20″ N, 10° 32′ 45″ O                   | Amtshaus                    | 1685 zur Verwaltung des Amtes Harzburg erbaut. Seit den 1970er Jahren steht das Gebäude in städtischem Besitz und wird seither hauptsächlich für Veranstaltungen genutzt.                                                                                                   |                                  |
| Burg Burghagen             | Wolfshagen im Harz 51° 54′ 47″ N, 10° 18′ 30″ O         | Ringmauerburg auf Berggrat  | Keine historische Nachrichten. Hauptburg, Unterburg, zwei Vorburgen. Gesamtlänge 230 m. Erhalten sind Halsgräben und geringe Reste der Ringmauer und des Bergfrieds. |                                  |
| Grenzlerburg               | Liebenburg 52° 1′ 29″ N, 10° 23′ 29″ O                  | Wallburg                    | Mittelalterliche Turmhügelburg, im 14. Jahrhundert aufgegeben. |                                  |
| Harliburg                  | Vienenburg 51° 57′ 38″ N, 10° 34′ 12″ O                 | Reichsburg                  | Auf der großflächigen Bergkuppe bestanden neben der Harliburg weitere Befestigungsanlagen, die als Schanz- sowie Belagerungswerke angesehen werden. |                                  |
| Harzburg                   | Bad Harzburg 51° 52′ 17″ N, 10° 34′ 3″ O                | Höhenburg, Ruine            | Die Große Harzburg (Hartesburg) wurde während des Burgenbauprogramms in Sachsen 1065 bis 1068 an strategisch günstiger Stelle von König Heinrich IV. errichtet. |                                  |
| Kleine Harzburg            | Bad Harzburg 51° 52′ 28″ N, 10° 33′ 57″ O               | Höhenburg, Spornburg, Ruine | Die Kleine Harzburg liegt auf dem Kleinen Burgberg, einem nördlichen Nebengipfel des Großen Burgbergs, mit ihrem höchsten Punkt in der Südwestecke. |                                  |
| Hasselburg                 | Bad Harzburg 51° 53′ 3″ N, 10° 38′ 12″ O                | Höhenburg, Ringmauerburg    | Wahrscheinlich zu Beginn des 11. Jahrhunderts durch die Herren von Veckenstedt gegründet. Im Spätmittelalter abgegangen. Reste der Befestigung erhalten. |                                  |
| Burg Kahlenberg            | Lutter am Barenberge 51° 58′ 6″ N, 10° 15′ 11″ O        | Motte                       | 5 m hoher Hügel einer Motte des 12./13. Jahrhunderts |                                  |
| Kansteinburg               | Langelsheim 51° 56′ 26″ N, 10° 21′ 1″ O                 | Höhenburg                   | Ringmauerburg am Rand eines Bergplateaus. Im 9./10. Jahrhundert gegründet, Anfang des 11. Jahrhunderts aufgegeben. Vermutlich Reichsburg. Durch Steinbruch zerstört. |                                  |
| Neues Schloss (Königskrug) | Königskrug 51° 44′ 48″ N, 10° 34′ 29″ O                 | Burgstall                   | Hauptbestandteil der Anlage war ein quadratischer Burgturm von 10 Meter Seitenlänge auf einem etwa 1,5 Meter starken Steinfundament. Während der Keller und das Erdgeschoss als Steinbau anzunehmen sind, dürfte der weitere Aufbau des Turms aus Fachwerk bestanden haben. |                                  |
| Burg Liebenburg            | Liebenburg 52° 1′ 10″ N, 10° 25′ 21″ O                  | Spornburg                   | Die zwischen 1292 und 1302 erbaute Burg Liebenstein war mit ihren sieben Türmen eine der stärksten Burgen im Harzvorland. |                                  |
| Schloss Liebenburg         | Liebenburg 52° 1′ 11″ N, 10° 25′ 20″ O                  | Schloss                     | Das Barockschloss wurde 1754–1760 durch Fürstbischof Clemens August errichtet, aber nicht fertiggestellt. Die Westhälfte bildet die heutige Schlosskirche. | Schlosskirche Mariä Verkündigung |
| Burg Lutter                | Lutter am Barenberge 51° 59′ 11″ N, 10° 16′ 14″ O       | Burg                        | Die 1259 erstmals erwähnte Burg war ursprünglich eine Wasserburg und diente seit dem Dreißigjährigen Krieg als landwirtschaftliche Domäne. Seit 1980 ist sie im Besitz der Kommune Lutter.                                                                                  |                                  |
| Neuwallmoden               | Wallmoden 52° 0′ 44″ N, 10° 15′ 47″ O                   | Motte                       | 1307 erstmals erwähnte Motte des Bistums Hildesheim. 1368 zerstört. 5 m hoher Hügel. |                                  |
| Pagenburg                  | Wallmoden 52° 0′ 26″ N, 10° 17′ 42″ O                   | Höhenburg                   | Burg des 13./14. Jahrhunderts der Herren von Wallmoden. Befestigungsreste. |                                  |
| Scharenburg                | Lengde 51° 59′ 1″ N, 10° 33′ 18″ O                      | Höhenburg                   | Kurzlebige, spätmittelalterliche Ringmauerburg des Bistums Hildesheim. |                                  |
| Burg Schildberg            | Seesen 51° 52′ 41″ N, 10° 13′ 49″ O                     | Höhenburg                   | 1148 durch die Grafen von Winzenburg erbaut, später im Besitz der Welfen. Reste von Ringmauer, Bergfried, Kammertor und weiteren Gebäuden. |                                  |
| Schlosskopf                | Gemeindefreies Gebiet Harz 51° 42′ 14″ N, 10° 34′ 13″ O | Felsenburg                  | Zweigeteilter Felsen mit Gebäuderesten und Graben. Funde des 12./13. Jahrhunderts. |                                  |
| Jagdschloss Seesen         | Seesen 51° 53′ 33″ N, 10° 10′ 19″ O                     | Schloss                     | Hier befindet sich heute das Städtische Museum Seesen. |                                  |
| Burg Sehusa                | Seesen 51° 53′ 28″ N, 10° 10′ 23″ O                     | Burg                        | Heute befindet sich in dem Gebäude das Amtsgericht Seesen. |                                  |
| Stauffenburg               | Seesen-Münchehof 51° 49′ 17″ N, 10° 10′ 1″ O            | Höhenburg                   | Nach 1050 durch die Grafen von Katlenburg gegründet. Später umstritten zwischen Staufern und Welfen. Gut erhaltene Ruine. |                                  |
| Sudburg                    | Oker (Goslar) 51° 54′ 46″ N, 10° 33′ 57″ O              | Wüstung                     | Teile der Grundmauern 1933 ergraben und dokumentiert, anschließend wieder zugeschüttet |                                  |
| Tränkestein                | Gemeindefreies Gebiet Harz                              | Felsenburg                  | Abschnittsgraben vor wahrscheinlicher Felsenburg (siehe Treppenstein) |                                  |
| Treppenstein               | Gemeindefreies Gebiet Harz 51° 52′ 20″ N, 10° 28′ 50″ O | Felsenburg                  | Felsen mit Resten von Befestigung und Bauten. Funde des 13./14. Jahrhunderts. |                                  |
| Burgruine Vienenburg       | Vienenburg 51° 56′ 51″ N, 10° 33′ 50″ O                 | Burgruine                   | Die Burg wurde zum Teil abgetragen, um die Steine als Baumaterial für Domänengebäude zu gewinnen. 1853/54 und erneut 2010 wurde der Bergfried renoviert und kann heute als Aussichtsturm bestiegen werden.                                                                  |                                  |
| Burg Wiedelah              | Goslar 51° 57′ 32″ N, 10° 35′ 32″ O                     | Wasserburg                  | Die Burg blieb bis zum Ende der Hildesheimer Stiftsfehde 1523 in den Händen der Hildesheimer Bischöfe, wurde aber regelmäßig verpfändet. Nach der Säkularisation 1802 kam die Burg 1815 an das Königreich Hannover und wurde Staatsdomäne.                                  |                                  |
| Burg Wohlenstein           | Bilderlahe 51° 53′ 45″ N, 10° 6′ 57″ O                  | Höhenburg, Ruine            | Die Burg wurde 1295 von einer Nebenlinie der Wohldenberger erbaut, wobei die Äbtissin des Stiftes Gandersheim als Lehnsherrin fungierte. |                                  |

## Landkreis Göttingen
| Name                                                    | Ort / Lage                                               | Typ                   | Bemerkungen | Bild |
| ------------------------------------------------------- | -------------------------------------------------------- | --------------------- | --- | ---- |
| Burg Adelebsen                                          | Adelebsen 51° 34′ 39″ N, 9° 44′ 55″ O                    | Höhenburg, Felsenburg | Mittelalterliche Burganlage auf einem Felsen oberhalb des Ortes. Der das heutige Bild der Burg prägende Turm entstand um 14. und 15. Jahrhundert. Nach Zerstörung im Dreißigjährigen Krieg erfolgte ein Wiederaufbau als Schloss, das bis heute in Privatbesitz ist.                                                           |      |
| → Burg Barlissen (Burg Berlevessen, Ringwall Barlissen) | Jühnde-Barlissen 51° 26′ 17″ N, 9° 49′ 11″ O             | Motte                 | Kurzlebige Motte und Stammburg der Berlepsch des 13. Jahrhunderts; 1266 erwähnt, nach 1296 zerstört. Das Geschlecht wanderte dann im 14. Jahrhundert nach Hessen ab. |      |
| Burg Bernshausen                                        | Bernshausen 51° 33′ 53″ N, 10° 10′ 30″ O                 | Motte                 | Ausgrabungen ergaben, dass vermutlich im 7. Jahrhundert eine Fliehburg etwa 400 m südlich des heutigen Aueauslaufs angelegt worden ist. Diese Anlage hat wahrscheinlich bis ins 12. Jahrhundert bestanden. |      |
| Borgwall Bernshausen                                    | Bernshausen 51° 33′ 40″ N, 10° 10′ 11″ O                 | Wallburg              | Im 7. Jahrhundert errichtete Wallburg auf einer Halbinsel zum Schutze eine curtis. Um 1100 mit Ringmauer versehen, vor 1150 aufgeben. Keine Reste. |      |
| Rittergut Besenhausen                                   | Niedergandern 51° 23′ 24″ N, 9° 56′ 54″ O                | Rittergut             | Die ältesten Gebäudeteile stammen aus dem Mittelalter. Das Gut mit seinem umliegenden Landbesitz befindet sich seit 700 Jahren ununterbrochen in Familienbesitz. Heute ist Besenhausen ein beliebtes Ausflugsziel. |      |
| Burg Bodenhausen                                        | Friedland-Ballenhausen 51° 27′ 5″ N, 9° 58′ 4″ O         | Stammburg             | Spornburg wohl des 12. Jh., 1396 und 1400 mehrfach zerstört, Burgruine: Burghügel, Geländeformation |      |
| Burgruine Brackenburg                                   | Scheden 51° 25′ 59″ N, 9° 44′ 51″ O                      | Höhenburg             | Von der einstigen Burganlage, die auf der Gipfelregion aus Basaltsteinen errichtet wurde, sind noch Graben-, Wall- und Mauerreste vorhanden. |      |
| Bramburg                                                | Hann. Münden 51° 31′ 7″ N, 9° 36′ 16″ O                  | Hangburg              | Die Bramburg wurde sehr wahrscheinlich durch den Corveyer Abt Widukind von Spiegel zur Sicherung der Besitztümer des Klosters Corvey rund um Hemeln gegründet. |      |
| Herrensitz Düna                                         | Düna 51° 41′ 15″ N, 10° 16′ 50″ O                        | Herrensitz            | Als Herrensitz Düna wird ein ehemaliges Steingebäude auf dem archäologischen Fundplatz einer wüst gefallenen Siedlung am Ortsrand von Düna bezeichnet. |      |
| Eschenberg (Bremke)                                     | Bremke 51° 27′ 34″ N, 10° 2′ 53″ O                       | Abschnittsbefestigung | Wall-Graben-Anlage mit Lesefunden von Keramik des 11./12. Jhs. |      |
| Burg Frauenstein                                        | Bad Lauterberg 51° 37′ 51″ N, 10° 24′ 48″ O              | Höhenburg, Felsenburg | Vorfeldbefestigung von Burg Scharzfels. Durch Ringmauer erweiterte Felsenburg. |      |
| Burg Friedland                                          | Friedland 51° 25′ 3″ N, 9° 55′ 6″ O                      | Höhenburg             | 1280 als welfische Grenzburg zu Hessen erbaut, 1625 zerstört, um 1780 abgetragen, Burgruine: Burghügel und Mauerreste |      |
| Schloss Gieboldehausen                                  | Gieboldehausen 51° 36′ 34″ N, 10° 12′ 49″ O              | Schloss               | Wasserburg Gieboldehausen als Vorgängerbau |      |
| Die Gleichen (Alte und Neue Gleichen)                   | Gleichen 51° 28′ 2″ N, 10° 2′ 19″ O                      | Burgen                | Die beiden Zwillingsberge heißen Alte Gleichen (südlicher Berg) und Neue Gleichen (nördlicher Berg). |      |
| Stadtburg Göttingen                                     | Göttingen 51° 32′ 11″ N, 9° 56′ 14″ O                    | Ringmauerburg         | Abgegangene Landesburg des Herzogtums Braunschweig-Lüneburg. 1387 zerstört. |      |
| Pfalz Grona                                             | Göttingen 51° 33′ 7″ N, 9° 54′ 46″ O                     | Königspfalz           | Die Königspfalz auf dem Gebiet der heutigen Stadt Göttingen wurde 915 erstmals urkundlich als Burg Grona erwähnt. Sie wurde 1387 von den Göttinger Bürgern vollständig abgerissen. |      |
| Burg Harste                                             | Harste 51° 36′ 3″ N, 9° 51′ 22″ O                        | Niederungsburg        | Abgegangene spätmittelalterliche Landesburg des Herzogtums Braunschweig-Lüneburg. Zeitweise Nebenresidenz des Fürstentums Göttingen. Heute Amtshaus von 1727. |      |
| Schloss Herzberg                                        | Herzberg am Harz 51° 39′ 20″ N, 10° 19′ 51″ O            | Schloss               | Auf eine mittelalterliche Burg aus dem 11. Jahrhundert zurückgehende Schlossanlage. Nach einem Brand im Jahr 1510 wurde die heutige Vierflügelanlage als Schloss neu aufgebaut. Schloss Herzberg ist die größte Fachwerk Schlossanlage Niedersachsens.                                                                         |      |
| Hindenburg                                              | Bad Grund-Badenhausen 51° 45′ 57″ N, 10° 12′ 17″ O       | Höhenburg             | Hochmittelalterliche Ringmauerburg der Welfen, 1398 zerstört. |      |
| Gut Holtensen                                           | Göttingen 51° 33′ 31″ N, 9° 53′ 40″ O                    | Herrenhaus            | Das Herrenhaus der Gutes Holtensen wurde Ende des 19. Jahrhunderts erbaut. Bauherr war Erich von Hellmolt. Heute Versuchsgut der Universitätsmedizin Göttingen. |      |
| Hünenburg bei Dransfeld                                 | Dransfeld 51° 31′ 54″ N, 9° 45′ 47″ O                    | Höhenburg             | 20×120 m große Ringmauerburg mit Trockenmauer und vorgelagertem Graben. Keramik vom 9. bis zur 1. Hälfte des 12. Jahrhunderts. Wahrscheinlich Fluchtburg. |      |
| Hünenburg Hemeln                                        | Hemeln 51° 30′ 50″ N, 9° 36′ 24″ O                       | Wallburg              | Befestigung der späten Römischen Kaiserzeit auf einer Bergnase, die in der Karolingerzeit wiederverwendet wurde. |      |
| Hünsche Burg                                            | Gleichen-Niedeck 51° 30′ 7″ N, 10° 4′ 12″ O              | Wallburg              | 67 × 60 m große Ringmauerburg mit Wallhinterschüttung, Graben und Zangentor. Vermutlich 9./10. Jahrhundert. |      |
| Hünstollen                                              | Bösinghausen 51° 34′ 45″ N, 10° 3′ 5″ O                  | Wallburg              | Dreifache Abschnittsbefestigung, zum Teil aus der ältere vorrömischen Eisenzeit, zum Teil aus dem 9,-12. Jahrhundert. Innerer Wall ursprünglich mittelalterliche Mauer. |      |
| Schloss Jühnde                                          | Jühnde 51° 27′ 45″ N, 9° 48′ 1″ O                        | Rittergut             | Die im Jahr 1290 erstmals genannte Burg wird seit 1664 von den Freiherren Grote bewohnt und bewirtschaftet. Ein Gut Jühnde wurde 960 von Otto I. erstmals urkundlich erwähnt. |      |
| Burgruine Lichtenstein                                  | Osterode am Harz 51° 43′ 16″ N, 10° 10′ 33″ O            | Höhenburg             | 1404 erstmals urkundlich als Eigentum der Herzöge von Grubenhagen erwähnt. Heute sind von der Anlage nur noch der Burghügel, der Burggraben und ein kleines Teilstück der Ringmauer aus hellem Gipsstein vorhanden. |      |
| Lippoldsburg                                            | Hann. Münden 51° 24′ 46″ N, 9° 42′ 53″ O                 | Wallburg              | Dreieckige Anlage mit Haupt- und Vorburg. Ringmauer mit Hinterschüttung. Zangentor 9.-11. Jahrhundert. |      |
| Burg Lutterberg                                         | Bad Lauterberg 51° 37′ 52″ N, 10° 27′ 47″ O              | Höhenburg             | 1180 gegründeter Stammsitz der Grafen von Scharzfeld-Lutterberg. Im 15. Jahrhundert zerstört. Kurzer Rest der Ringmauer, Vorwall und ein Brunnen. |      |
| Madeburg                                                | Friedland 51° 24′ 45″ N, 9° 55′ 51″ O                    | Wallburg              | Höhenburg aus zwei voneinander unabhängigen Wallanlagen. Ältere mit unbekannter Datierung, jüngere aus dem 10. Jahrhundert |      |
| Welfenschloss Münden                                    | Hann. Münden 51° 25′ 5″ N, 9° 39′ 16″ O                  | Schloss               | Die heute aus zwei Gebäudeflügeln bestehende Schlossanlage wurde ab 1501 als Residenzschloss mit Verwaltungssitz im gotischen Stil errichtet. |      |
| Burg Niedeck (Alte Niedeck)                             | Gleichen-Benniehausen-Niedeck 51° 30′ 2″ N, 10° 3′ 43″ O | Höhenburg             | 13. Jahrhundert, zerfallen im 17. Jahrhundert, Burgstall mit sichtbarem Burghügel; war Amtssitz des kleinen Amtes Niedeck, ab 2. Hälfte des 17. Jh. übernahm diese Funktion die Domäne / das Rittergut Niedeck im Tal südöstlich.                                                                                              |      |
| Alte Burg (Osterode)                                    | Osterode am Harz 51° 43′ 48″ N, 10° 15′ 26″ O            | Spornburg             | Das denkmalgeschützte Wahrzeichen der Stadt Osterode besteht nur noch aus der Hälfte eines Bergfrieds. |      |
| Burg Plesse                                             | Bovenden 51° 35′ 51″ N, 9° 57′ 57″ O                     | Spornburg             | Seit 1945 befindet sie sich im Eigentum des Landes Niedersachsen, seit 1978 steht sie unter Denkmalschutz. |      |
| Pfalz Pöhlde                                            | Pöhlde 51° 37′ 55″ N, 10° 22′ 41″ O                      | Königspfalz           | Mittelalterliche Königspfalz, die als Pfalzstift gemeinsam mit einem Kloster bestand. Die Reste der Anlage befinden sich im heutigen Ortszentrum auf dem Gelände der 1668 errichteten Kirche. |      |
| Wallburg Pöhlde (König Heinrichs Vogelherd)             | Pöhlde 51° 36′ 29″ N, 10° 18′ 49″ O                      | Wallburg              | Ältere, ovale Unterburg, in die die jüngere, runde Oberburg eingeschoben ist. Funde des 9.–11. Jahrhunderts. Fundamente eines Zangentors teilweise rekonstruiert. |      |
| Burg Radolfshausen                                      | Ebergötzen 51° 34′ 8″ N, 10° 5′ 57″ O                    | Wasserburg, Turmburg  | Wohnturm aus der 1 Hälfte des 13. Jahrhunderts, der sukzessive von den Edelherren von Plesse ausgebaut wurde. |      |
| Burg Reinhausen                                         | Gleichen-Reinhausen 51° 28′ 4″ N, 9° 59′ 0″ O            | Burg                  | abgegangen, überbaut mit Klosteranlage unter Beibehalt von Burgteilen. |      |
| Burg Sachsenstein                                       | Bad Sachsa 51° 35′ 16″ N, 10° 34′ 53″ O                  | Spornburg             | Durch König Heinrich IV. zwischen 1070 und 1073 erbaute Abschnittsbefestigung. 1074 geschleift. Sehr eigentümliche Toranlage. |      |
| Burg Scharzfels                                         | Herzberg am Harz 51° 37′ 45″ N, 10° 24′ 32″ O            | Höhenburg             | Seit ihrer Errichtung im 10. Jahrhundert galt sie als uneinnehmbare Festung. Die Burg wurde erst während des Siebenjährigen Kriegs 1761 nach einer Belagerung erobert und gesprengt. |      |
| Burg Seeburg (Seeburg)                                  | Seeburg 51° 33′ 45″ N, 10° 9′ 4″ O                       | Motte                 | 1265/68 zerstört, 1306 erneut erwähnt. Lesefunde von Keramik des 12.-16. Jahrhunderts. Verschliffener Mottenhügel von ca. 30 m Durchmesser. |      |
| Burgruine Sichelnstein                                  | Staufenberg 51° 21′ 2″ N, 9° 38′ 16″ O                   | Hangburg              | Der Grundriss der Anlage weist eine eigentümliche Hufeisenform auf. Eine sieben bis zehn Meter hohe Umfassungsmauer bildet den Überrest der einstigen Festung, aus der alle Innenmauern verschwunden sind. |      |
| Spiegelburg                                             | Hann. Münden 51° 23′ 34″ N, 9° 43′ 26″ O                 | Spornburg             | Rechteckige Befestigung wohl aus dem Spätmittelalter. Durch Abschnittsbefestigung zusätzlich geschützt. |      |
| Herrenhaus Waake                                        | Waake 51° 33′ 21″ N, 10° 3′ 8″ O                         | Rittergut             | 1700 wurde das Rittergut Waake mit allen Nutzungsrechten von den Herren von Uslar-Gleichen an den hannoverschen Oberforst- und Jägermeister Hartmann Ludwig von Wangenheim als Lehen übertragen. Das Herrenhaus des Gutes wurde von 1779 bis 1786 erbaut. Die barocke Parkanlage wird ab 1766 zum Landschaftspark umgestaltet. |      |
| Herrenhaus Walkenried                                   | Walkenried 51° 34′ 57″ N, 10° 37′ 6″ O                   | Klosterdomäne         | 1854 erbautes Herrenhaus der Klosterdomäne Walkenried, heute Welterbe-Infozentrum und Touristinformation. |      |
| Jagdschloss Walkenried                                  | Walkenried 51° 34′ 53″ N, 10° 37′ 4″ O                   | Jagdschloss           | Das im 18. Jahrhundert als fürstliches Jagdschloss erbaute Barockgebäude diente von 1756 bis 1966 als Forstamt und ist seit 1976 eine Hotel-Pension. |      |
| Herrenhaus Weende                                       | Göttingen-Weende 51° 33′ 47″ N, 9° 55′ 45″ O             | Herrenhaus            | Das Amtshaus des ehemaligen Klosterguts wurde auf Betreiben des Klosteramtmanns Cleve nach Plänen des Baumeisters Schaedler 1752–1756 als schlichter, symmetrischer Massivbau mit Mittelrisalit erbaut. |      |
| Burgruine Windhausen                                    | Windhausen 51° 47′ 14″ N, 10° 12′ 45″ O                  | Höhenburg             | Spätmittelalterliche Burg des Herzogtums Braunschweig-Lüneburg. Reste von Ringmauer und Bergfried. |      |

## Landkreis Grafschaft Bentheim
| Name                    | Ort / Lage                                             | Typ            | Bemerkungen | Bild |
| ----------------------- | ------------------------------------------------------ | -------------- | --- | ---- |
| Burg Altena (Schüttorf) | Schüttorf 52° 19′ 11″ N, 7° 13′ 31″ O                  | Stadtburg      | Mitte des 14. Jahrhunderts im Zuge der Befestigung von Schüttorf durch die Grafen von Bentheim errichtet. Ab 1565 Altena genannt. Nach Beschädigungen im Dreißigjährigen Krieg aufgegeben. 1973 abgerissen. |      |
| Burg Bentheim           | Bad Bentheim 52° 18′ 9″ N, 7° 9′ 22″ O                 | Burg           | Die Burg wurde bereits im 11. Jahrhundert erbaut. In der Burg befindet sich ein Trauzimmer. Heute kann die Burg besichtigt werden.                                                                          |      |
| Burg Dinkelrode         | Neuenhaus 52° 29′ 48″ N, 6° 57′ 51″ O                  | Wasserburg     | Kurz vor 1328 errichtete Burg der Grafschaft Bentheim. 1770 abgerissen. |      |
| Burg Grasdorf           | Neuenhaus 52° 29′ 40″ N, 6° 59′ 43″ O                  | Motte          | Im 12. Jahrhundert wahrscheinlich von den Grafen von Bentheim gegründet. 24 m breiter, 4,5 m hoher Turmhügel.                                                                                               |      |
| Gut Laar                | Laar (Grafschaft Bentheim) 52° 36′ 43″ N, 6° 44′ 23″ O | Niederungsburg | 1227 zerstörte Landesburg der Grafen von Bentheim. 1380 kurzzeitig wieder befestigt. |      |
| Burg Lage               | Neuenhaus 52° 28′ 12″ N, 6° 57′ 48″ O                  | Wasserburg     | Burg der Bischöfe von Utrecht aus der 2. Hälfte des 12. Jahrhunderts. Dreimal neu errichtet. Seit 1626 Ruine.                                                                                               |      |
| Haus Langen             | Bad Bentheim 52° 18′ 11″ N, 7° 8′ 13″ O                | Wasserburg     | Anfang 15. Jahrhundert errichteter Sitz von Burgmannen der Grafen von Bentheim. 130 × 180 m große Gräfte mit umgräftetem Platz der Hauptburg darin. Ansonsten abgegangen.                                   |      |
| Burg Nordhorn           | Nordhorn 52° 26′ 10″ N, 7° 4′ 9″ O                     | Wasserburg     | Wahrscheinlich im 14. Jahrhundert durch die Grafen von Bentheim erbaut. 1579 an ein Kloster verkauft. Überbaut                                                                                              |      |

## Landkreis Hameln-Pyrmont
| Name                    | Ort / Lage                                              | Typ            | Bemerkungen | Bild |
| ----------------------- | ------------------------------------------------------- | -------------- | --- | ---- |
| Burg Aerzen             | Aerzen 52° 3′ 0″ N, 9° 15′ 51″ O                        | Burg           | Die Burg wurde vor 1293 erbaut, in diesem Jahr wurde sie das erste Mal erwähnt. |      |
| Amelungsburg            | Hessisch Oldendorf 52° 12′ 3″ N, 9° 16′ 11″ O           | Wallburg       | Wallburg der Vorrömischen Eisenzeit, die wohl während der Sachsenkriege Karls des Großen reaktiviert wurde. Damals Aufschüttung eines Vorwalls. |      |
| Rittergut Behrensen     | Behrensen 52° 6′ 38″ N, 9° 28′ 41″ O                    | Rittergut      | Die erste urkundliche Erwähnung des späteren Rittergutes Behrensen kann mit dem Namen Seghebode und Theodoricus de Bernusen auf das Jahr 1228 datiert werden.                                                                                              |      |
| Schloss Bisperode       | Coppenbrügge-Bisperode 52° 5′ 12″ N, 9° 30′ 6″ O        | Schloss        | Das Schloss Bisperode erscheint erstmals 1491 in den Quellen, als Otto von Werder mit dem damals dort existierenden Gut belehnt wurde. |      |
| Bullerburg              | Salzhemmendorf-Ahrenfeld 52° 3′ 56″ N, 9° 38′ 46″ O     | Wasserburg     | Erbauungszeitpunkt unbekannt, 1540 im Besitz der Bock von Wülfingen. Im Dreißigjährigen Krieg zerstört. Nur noch erahnbar. |      |
| Burg Coppenbrügge       | Coppenbrügge 52° 7′ 7″ N, 9° 32′ 51″ O                  | Burg           | Die Burganlage wird von einem max. 40 m breiten Wassergraben umfasst, der im Osten zugeschüttet ist. Der Innenhof ist umgeben von einem bis zu 20 m breiten und 6 m hohen Wall mit Futtermauern, auf dem heute im 18. Jahrhundert gepflanzte Bäume stehen. |      |
| Herrenhaus Diedersen    | Coppenbrügge-Diedersen 52° 5′ 59″ N, 9° 27′ 46″ O       | Schloss        | Das Rittergut geht auf eine Vorgängeranlage aus dem 14. Jahrhundert zurück. Das Herrenhaus ist ein 1791/92 errichteter zweistöckiger Fachwerkbau auf Steinsockel, mit Mansarddach, belegt mit Sollingplatten.                                              |      |
| Schloss Grohnde         | Grohnde 52° 1′ 6″ N, 9° 25′ 19″ O                       | Schloss        | 1358 erstmals erwähnte Burg der Herren von Hake, später im wechselnden Besitz des Herzogtums Braunschweig-Lüneburg und des Bistums Hildesheim. Ab 1530 Amtssitz und Domäne. Baubestand 14.–18. Jahrhundert.                                                |      |
| Burg Hachmühlen         | Bad Münder-Hachmühlen 52° 9′ 41″ N, 9° 29′ 6″ O         | Wasserburg     | Spätmittelalterliche Burg der Herzöge von Braunschweig-Lüneburg, später im Besitz der Grafen von Spiegelberg. 1434 zerstört. Vollständig abgegangen. |      |
| Schloss Harderode       | Haus Harderode 52° 3′ 42″ N, 9° 31′ 35″ O               | Schloss        | Historistischer Bau mit Erkern und Turm. 1896 Neubau des Herrenhauses. Das Rittergut befindet sich bis heute im Privatbesitz. |      |
| Schloss Hämelschenburg  | Emmerthal 52° 1′ 42″ N, 9° 20′ 40″ O                    | Schloss        | 1588 durch Jürgen Klencke errichtetes Prunkstück der Weserrenaissance mit Vorgängerburg des 14. Jahrhunderts. Schloss und Kirche können heute besichtigt werden.                                                                                           |      |
| Schloss Hastenbeck      | Hastenbeck 52° 4′ 38″ N, 9° 24′ 54″ O                   | Schloss        | Hochmittelalterliche Burg der Herren von Hastenbeck. 1619 durch die Festung Wobersnow ersetzt. 1633 zerstört und als Gut wiederaufgebaut. 1869 Bau des neogotischen Schlosses durch die Herren von Reden.                                                  |      |
| Burg Heineburg          | Fischbeck 52° 7′ 53″ N, 9° 18′ 49″ O                    | Spornburg      | Wall-Graben-Befestigung mit Funden aus dem 10./11. Jahrhundert. Im Wall steckt eine Zweischalenmauer, |      |
| Rittergut Helpensen     | Hameln-Haverbeck 52° 7′ 12″ N, 9° 18′ 29″ O             | Rittergut      | Das an der Weser zwischen Hessisch Oldendorf und Hameln gelegene Rittergut Helpensen gehörte ursprünglich zur Grafschaft Schaumburg. |      |
| Hünenburg               | Bad Pyrmont 51° 59′ 7″ N, 9° 16′ 18″ O                  | Ruine          | Die Hünenburg ist in den historischen Quellen nicht überliefert, ihre Erbauer sind unbekannt. 1910 wurden Mauerreste eines von Wällen und Gräben umgebenen Wohnturms freigelegt.                                                                           |      |
| Burg Lauenstein         | Salzhemmendorf 52° 4′ 35″ N, 9° 32′ 56″ O               | Höhenburg      | Vor 1247 durch die Grafen von Homburg errichtet. 1409 an Herzogtum Braunschweig-Lüneburg. Zerstörung in der Hildesheimer Stiftsfede. Verfall nach dem Dreißigjährigen krieg Geringe Ruinenreste.                                                           |      |
| Münchhausenhof          | Hessisch Oldendorf 52° 10′ 0″ N, 9° 14′ 48″ O           | Schloss        | Das schlossähnliche Herrenhaus ist eine ab 1583 entstandene Zweiflügelanlage an einem Flussarm der Weser. |      |
| Obensburg               | Hameln 52° 4′ 51″ N, 9° 26′ 37″ O                       | Wallburg       | Abschnittsbefestigung mit Wall und Graben, wobei im Wall eine Mörtelmauer steckt. Wohl frühes Hochmittelalter. Bei Schlacht von Hastenbeck 1757 als Artillerieschanze. verwendet. Jagdhaus aus dem Anfang des 19. Jahrhunderts.                            |      |
| Rittergut Ohr           | Emmerthal-Ohr 52° 3′ 46″ N, 9° 21′ 17″ O                | Herrenhaus     | Das im Mittelalter entstandene Rittergut steht seit 1307 im Besitz der Familie von Hake. Das Gut ist vor allem wegen seines 45 Hektar großen Ohrbergparks bekannt, der in Sichtweite des Rittergutes auf dem Ohrberg liegt.                                |      |
| Burg Ohsen              | Emmerthal-Hagenohsen 52° 3′ 6″ N, 9° 23′ 38″ O          | Wasserburg     | Vermutlich um 1200 durch die Grafen von Everstein erbaut. Später Eigentum der Welfen und lange Zeit an die Grafen von Spiegelberg verpfändet. Amtssitz und Domäne. Dreiflügelige Hauptburg mit Bergfried sowie Vorburg mit Torturm am Weserübergang.       |      |
| Rittergut Posteholz     | Aerzen-Posteholz 52° 5′ 38″ N, 9° 12′ 19″ O             | Rittergut      | Das Rittergut Posteholz wurde im 17. Jahrhundert von dem Geheimen Rat Arnold Ludwig von Post errichtet. |      |
| Redenhof                | Hameln 52° 6′ 7″ N, 9° 21′ 34″ O                        | Adelshof       | Der Redenhof ist die letzte Anlage dieser Art in Hameln und gehört zu den wenigen Adelshöfen, die sich innerhalb von Städten in ihrer Gesamtheit erhalten haben.                                                                                           |      |
| Burg Roden              | Hessisch Oldendorf-Rohdental 52° 12′ 1″ N, 9° 15′ 11″ O | Burg           | Die Reste der Burganlage Roden liegen im Naturschutzgebiet Hohenstein. |      |
| Sassenburg              | Coppenbrügge                                            | Wallburg       | Früh- bis hochmittelalterliche Wallburg von 65 bis 75 m Durchmesser mit mehreren Vorwällen. Evtl. in der Schlacht von Hastenbeck 1756 wiederverwendet. |      |
| Schellenburg            | Bad Pyrmont 52° 0′ 9″ N, 9° 16′ 36″ O                   | Spornburg      | Um 1184 errichteter Stammsitz der Grafen von Pyrmont. Unter den Edelherren zu Lippe zwischen 1276 und 1284 zerstört. Hauptburg mit Ringmauer, zwei Türmen (Schutthügel), Vorburg und Abschnittsgräben. Aussichtsturm des 19. Jahrhunderts                  |      |
| Schloss Pyrmont         | Bad Pyrmont 51° 59′ 1″ N, 9° 14′ 54″ O                  | Schloss        | Das Schloss Pyrmont ist Teil der Festung Pyrmont aus dem 16. Jahrhundert und wird heute als Museum sowie für Veranstaltungen genutzt. |      |
| Schloss Schwöbber       | Aerzen-Königsförde 52° 4′ 9″ N, 9° 15′ 6″ O             | Schloss        | Ab etwa dem Jahr 1510 bis 1919 gehörte das Gut Schwöbber dem niedersächsischen Adelsgeschlecht der Münchhausen, dem auch der berühmte Lügenbaron entstammt. Heute wird die Schlossanlage als 5-Sterne-Hotel genutzt.                                       |      |
| Burg Spiegelberg        | Lauenstein 52° 4′ 51″ N, 9° 34′ 22″ O                   | Niederungsburg | Abgegangene Stammburg der Grafen von Spiegelberg. Um 1200 errichtet, 1226 zerstört. |      |
| Rittergut Stau          | Hessisch Oldendorf-Weibeck                              | Rittergut      | Der freie Burgmannshof Gut Stau wurde 1476 gegründet. Er war Wohnsitz eines niederadligen Burgmannes. Heute wird er als landwirtschaftlicher Betrieb genutzt.                                                                                              |      |
| Rittergut Voldagsen     | Coppenbrügge 52° 6′ 9″ N, 9° 35′ 20″ O                  | Schloss        | Spätmittelalterliche Burg der Bock von Nordholz. Ab 1655 im Besitz der Münchhausen. Herrenhaus von 1885 im Stil der Neorenaissance. |      |
| Burg Waldau (Emmerthal) | Emmerthal 52° 1′ 12″ N, 9° 19′ 27″ O                    | Spornburg      | Zu Beginn des 14. Jahrhunderts im Besitz der Grafen von Everstein. Haupt- und Vorburg noch mit Mauerresten. |      |

## Region Hannover
| Name                                       | Ort / Lage                                             | Typ            | Bemerkungen | Bild |
| ------------------------------------------ | ------------------------------------------------------ | -------------- | --- | ---- |
| Barenburg                                  | Eldagsen 52° 8′ 29″ N, 9° 38′ 25″ O                    | Wallburg       | Wallburg der vorrömischen Eisenzeit, die im 8./9. Jahrhundert reaktiviert wurde. |      |
| Rittergut Bennigsen                        | Bennigsen 52° 14′ 13″ N, 9° 40′ 10″ O                  | Rittergut      | Um 1300 gegründete Burg der Herren von Bennigsen. 1517/23 abgebrannt, danach Umwandlung zum Rittergut. Herrenhaus von 1863/64. |      |
| Bennigser Burg                             | Bennigsen 52° 13′ 49″ N, 9° 38′ 3″ O                   | Wallburg       | Mächtige Wallburg des 10. Jahrhunderts aus Hauptburg mit zwei Vorburgen und Zangentor. |      |
| Schloss Bokeloh                            | Wunstorf 52° 24′ 38″ N, 9° 22′ 23″ O                   | Schloss        | Eine im 13. Jahrhundert vom Mindener Bischof Ludolf erbaute Burganlage. Die Grafen von Schaumburg richteten in ihr im 15. Jahrhundert den Sitz des Amtes Bokeloh ein. Nach der Auflösung des Amtes 1819 wurden die meisten Gebäude abgerissen.                                                      |      |
| Burg Bordenau                              | Neustadt am Rübenberge 52° 28′ 32″ N, 9° 29′ 12″ O     | Burgstall      | Im 13. Jahrhundert gegründete Burg der Grafen von Roden. Später durch das Herzogtum Braunschweig-Lüneburg an die Herren von Mandelsloh und Herren von Campe verlehnt. Nach 1388 abgegangen, nicht sicher lokalisiert.                                                                               |      |
| Wasserburg Bredenbeck                      | Wennigsen 52° 15′ 26″ N, 9° 36′ 40″ O                  | Schloss        | Spätmittelalterliche Stammburg der Knigge. Um 1560 Bau von zwei Herrenhäusern im Renaissancestil. 1752 Geburtsort des Freiherrn Adolph Knigge. Heutiges Herrenhaus um 1850 errichtet. |      |
| Schloss Burgdorf                           | Burgdorf 52° 26′ 40″ N, 10° 0′ 22″ O                   | Schloss        | Spätmittelalterliche Burg des Bistums Hildesheim, später an die Welfen. Mehrfach zerstört. 1641 Bau des heutigen Schlosses als zweiflügeliger Fachwerkbau. |      |
| Burg Burgwedel                             | Großburgwedel 52° 29′ 35″ N, 9° 51′ 21″ O              | Niederungsburg | Hochmittelalterliche Burg der Welfen. 1426 abgerissen, keine Reste. |      |
| Burg Calenberg                             | Pattensen-Schulenburg 52° 11′ 47″ N, 9° 47′ 47″ O      | Burgruine      | Die Burg wurde 1292 in der Nähe der Leine erbaut. Nach dem Dreißigjährigen Krieg wurde die Burg geschleift. Heute sind noch Wälle und Keller vorhanden. |      |
| Ringwall Gehrden                           | Gehrden 52° 18′ 52″ N, 9° 35′ 8″ O                     | Wallburg       | Ovale Wallburg von 140 × 75 m Größe mit vorgelagertem Spitzgraben. Wohl 9.–11. Jahrhundert. |      |
| Gernandesburg                              | Hannover 52° 23′ 49″ N, 9° 42′ 30″ O                   | Wallburg       | In den 1870er Jahren einplanierte, rechteckige Wallburg von 135 × 75 m Größe. Erbauungszeitpunkt unbekannt, im Hochmittelalter im Besitz der Grafen von Roden. |      |
| Georgenpalais                              | Hannover 52° 23′ 3″ N, 9° 42′ 28″ O                    | Palais         | Heute wird das Georgenpalais als Wilhelm Busch – Deutsches Museum für Karikatur und Zeichenkunst (vorher: Wilhelm-Busch-Museum) genutzt. |      |
| Burg Hallermund                            | Springe 52° 11′ 20″ N, 9° 34′ 25″ O                    | Burgstall      | Die Burg geht auf das Jahr 1189 zurück. Der Burgstall befindet sich auf dem Hallermundskopf im Saupark Springe. |      |
| Hardenbergsches Haus                       | Hannover 52° 23′ 31″ N, 9° 41′ 42″ O                   | Herrenhaus     | Seit seinem Umbau im Jahre 2000 dient das Gebäude als Gästehaus und für spezielle Feierlichkeiten und Tagungen. |      |
| Burg Heeßel                                | Burgdorf 52° 26′ 22″ N, 9° 58′ 48″ O                   | Motte          | Motte, die von Wällen im Stil einer Wallburg umgeben war. Wohl mehrphasig, Ausgrabung mit Keramik des 9.–13. Jahrhunderts. |      |
| Schloss Herrenhausen (Rekonstruktion 2013) | Hannover 52° 23′ 28″ N, 9° 41′ 52″ O                   | Schloss        | Das Schloss wurde im Zweiten Weltkrieg im Jahr 1943 vollständig zerstört. Bis zum Jahr 2013 wurde es wieder aufgebaut, die Fassade ist originalgetreu wieder errichtet worden. Im Inneren befindet sich ein Tageszentrum.                                                                           |      |
| Fürstenhaus Herrenhausen-Museum            | Hannover 52° 23′ 32″ N, 9° 41′ 34″ O                   | Palais         | Palais im Besitz der Welfenfamilie, das von 1955 bis 2011 als Museum genutzt wurde. Das Palais zeigte im Erdgeschoss Möbel, Gemälde, Porzellan und Skulpturen. Seit 2011 ist es für die Öffentlichkeit geschlossen.                                                                                 |      |
| Isenburg (Landringhausen)                  | Barsinghausen 52° 21′ 53″ N, 9° 26′ 43″ O              | Wallburg       | Rundwall von 75 m Durchmesser mit anschließender Vorburg von 100 m Länge. Zweiphasig, um 1000 errichtet, im 12. Jahrhundert erneuert. Eingeebnet. |      |
| Burg Koldingen                             | Pattensen 52° 16′ 34″ N, 9° 47′ 44″ O                  | Niederungsburg | Im 13. oder 14. Jahrhundert durch die Grafen von Hallermund errichtet. Später im Besitz der Welfen und des Bistums Hildesheim. 1521 zerstört. Heute überbaut. |      |
| Kranenburg                                 | Steinhuder Meer 52° 27′ 20″ N, 9° 20′ 52″ O            | Niederungsburg | Vermutlich 1320 erwähnte Burg des Bistums Minden. Heute auf dem Grund des Steinhuder Meeres. |      |
| Kukesburg                                  | Springe 52° 9′ 41″ N, 9° 31′ 45″ O                     | Wallburg       | 1007 genannte Grenzmarke des Bistums Hildesheim. Zweiphasig, ältere Phase wohl eisenzeitlich. Wall der jüngeren Phase enthält Mauer. Kleine Vorburg und Vorwall. |      |
| Schloss Landestrost                        | Neustadt am Rübenberge 52° 30′ 9″ N, 9° 27′ 47″ O      | Schloss        | Eigentümer der Schlossanlage ist die Stiftung Kulturregion Hannover. In den Kellergewölben ist seit 1888 eine Sektkellerei untergebracht, die mit Flaschengärung arbeitet. Sie ist die einzige Sektkellerei in Niedersachsen.                                                                       |      |
| Burg Lauenrode                             | Hannover 52° 22′ 21″ N, 9° 43′ 43″ O                   | Niederungsburg | 1215 errichtete Burg der Grafen von Roden. 1241 an die Welfen. 1371 zerstört. Überbaut |      |
| Leineschloss                               | Hannover 52° 22′ 14″ N, 9° 44′ 0″ O                    | Schloss        | Das zunächst als Fachwerkbau 1637 erbaute Schloss an der Leine wurde mehrfach erweitert, umgebaut, zerstört und nach dem Zweiten Weltkrieg wiederaufgebaut. 1837 bis 1866 war es die Residenz der Könige von Hannover. Seit 1962 hat der Niedersächsische Landtag hier seinen Sitz.                 |      |
| Burg Limmer                                | Hannover 52° 23′ 2″ N, 9° 41′ 21″ O                    | Motte          | Abgegangene Motte, 1187 im Besitz der Grafen von Roden. Nach 1250 aufgegeben. |      |
| Lüningsburg                                | Neustadt am Rübenberge 52° 29′ 0″ N, 9° 28′ 21″ O      | Wallburg       | Rundwall von ca. 135 m Durchmesser. 1. Phase im 9. und 2, Phase im 10. Jahrhundert. |      |
| Burg Mandelsloh                            | Neustadt am Rübenberge 52° 36′ 3″ N, 9° 34′ 11″ O      | Wasserburg     | Abgegangene Stammburg der Herren von Mandelsloh. 1376 abgerissen. |      |
| Schloss Marienburg                         | Pattensen 52° 10′ 22″ N, 9° 45′ 58″ O                  | Schloss        | Das Schloss wurde von 1857 bis 1867 nach Plänen von Conrad Wilhelm Hase und Edwin Oppler erbaut. Das Schloss kann heute besichtigt werden. |      |
| Ringwall der Marienburg                    | Pattensen 52° 10′ 28″ N, 9° 46′ 0″ O                   | Wallburg       | Gut erhaltene eisenzeitliche Wallburg mit frühmittelalterlicher Wiederverwendung. |      |
| Burg Ordenberg                             | Nordstemmen 52° 10′ 32″ N, 9° 45′ 43″ O                | Höhenburg      | Vor 1458 abgegangene Burg der Edelherren von Ordenberg und Bock von Wülfingen. Geringe Reste der Befestigung. |      |
| Burg Pattensen                             | Pattensen 52° 15′ 45″ N, 9° 45′ 50″ O                  | Burgstall      | Die Burg wurde Anfang des 13. Jahrhunderts angelegt, also deutlich später als das Dorf. Von der Burg ist heute nur noch ein Hügel vorhanden. |      |
| Burg Reden                                 | Pattensen 52° 16′ 54″ N, 9° 47′ 11″ O                  | Niederungsburg | Zwei jeweils kurzlebige Burganlagen von 1230 und 1416 der Herren von Reden. Heute Rittergut des 19. Jahrhunderts. |      |
| Retburg                                    | Laatzen 52° 17′ 38″ N, 9° 47′ 50″ O                    | Motte          | 1341 abgerissene Motte mit Vorburg des Bistums Hildesheim. Keine Reste. |      |
| Schloss Rethmar                            | Rethmar 52° 18′ 48″ N, 10° 0′ 10″ O                    | Schloss        | Vorläufer des Schlosses war eine 1332 erstmals urkundlich erwähnte Burg. Um 1700 entstanden auf den Burgfundamenten das heutige Haupthaus sowie ein Ostflügel, die eine barocke Dreiflügelanlage bilden.                                                                                            |      |
| Schloss Ricklingen                         | Schloß Ricklingen, Garbsen 52° 25′ 28″ N, 9° 30′ 23″ O | Amtshaus       | Vorläufer war eine um 1225 entstandene Wasserburg. Das 1399 auf dem Vorhof der Burg errichtete Amtshaus wurde um 1600 durch einen zweigeschossigen, durch Merian überlieferten Fachwerkbau ersetzt. Er wurde um 1750 zu einem repräsentativen Amtshaus umgestaltet.                                 |      |
| Spreensburg                                | Wunstorf 52° 25′ 34″ N, 9° 24′ 50″ O                   | Niederungsburg | 1317 abgerissene Burg der Grafen von Roden. Keine Reste. |      |
| Burg Springe                               | Springe 52° 12′ 26″ N, 9° 33′ 25″ O                    | Wasserburg     | Um 1282 gegründete Burg der Grafen von Hallermunt. 1435 abgebrochen, danach Amtssitz der Herzöge von Braunschweig. Zweiflügeliger Amtssitz des 19. Jahrhunderts. Rest des Wassergrabens, einer Mauer und Erhöhung eines Rondells.                                                                   |      |
| Jagdschloss Springe                        | Springe 52° 11′ 20″ N, 9° 34′ 25″ O                    | Jagdschloss    | Ehemaliges Jagdschloss der Könige von Hannover im Saupark Springe. Heute dienen der Schlossbau und seine Nebengebäude als Forstamt, Museum und Jägerlehrhof. |      |
| Rittergut Stemmen                          | Barsinghausen 52° 20′ 37″ N, 9° 31′ 22″ O              | Rittergut      | Das Herrenhaus des ehemaligen Rittergutes ist um 1560/1580 angelegt worden. Um 1875 wurde es wesentlich umgestaltet. Die ältesten Wirtschaftsgebäude wurden um 1700 errichtet. |      |
| Wangenheimpalais                           | Hannover 52° 22′ 9″ N, 9° 44′ 5″ O                     | Palais         | Von 1863 bis 1913 war es Rathaus und Sitz der Stadtverwaltung von Hannover. Heute ist es Sitz des niedersächsischen Wirtschaftsministeriums. |      |
| Welfenschloss                              | Hannover 52° 22′ 57″ N, 9° 43′ 4″ O                    | Schloss        | Seit 1879 Sitz der Technischen Hochschule Hannover, heute Gottfried Wilhelm Leibniz Universität Hannover. Das frühere Schloss ist heute von einer Parkanlage im landschaftlichen Stil, dem Welfengarten, umgeben.                                                                                   |      |
| Festung Wilhelmstein                       | Steinhude, Wunstorf 52° 27′ 38″ N, 9° 18′ 27″ O        | Festung        | Eine 1,25 ha große künstliche Insel im Steinhuder Meer, die im 18. Jahrhundert aus militärischen Gründen als Landesfestung geschaffen wurde. Auf ihr befindet sich seither die Festung Wilhelmstein, die noch dem Haus Schaumburg-Lippe gehört. Die Insel und Festung kann heute besichtigt werden. |      |
| Burg Wilkenburg                            | Hemmingen 52° 18′ 53″ N, 9° 45′ 32″ O                  | Wasserburg     | Abgegangene hochmittelalterliche Burg des Bistums Minden. 1397 zerstört 1424 gleich wieder zerstörter Neubau. Später Gutshof und historistisches Schloss, 1943 zerstört. |      |

## Landkreis Harburg
| Name                 | Ort / Lage                                 | Typ            | Bemerkungen | Bild |
| -------------------- | ------------------------------------------ | -------------- | --- | ---- |
| Burgwall Hollenstedt | Hollenstedt 53° 21′ 10″ N, 9° 43′ 6″ O     | Ringwall       | Ringwall, dendrodatiert auf das Ende des 9. Jahrhunderts. Ende durch Brand im 10. Jahrhundert. Durchmesser 120 m. Nach Ausgrabung rekonstruiert.                             |      |
| Burg Moisburg        | Moisburg 53° 24′ 15″ N, 9° 41′ 48″ O       | Niederungsburg | Kurz vor 1322 erbaute Burg des Fürstentums Lüneburg. Amtssitz und Pfandobjekt. 1711 durch das heutige Amtshaus ersetzt, von dem noch der Mittelflügel erhalten ist.          |      |
| Schloss Winsen       | Winsen (Luhe) 53° 21′ 47″ N, 10° 12′ 15″ O | Schloss        | Zuerst entstand hier eine Burg, diese wurde 1315 das erste Mal urkundlich erwähnt. Um 1600 wurde die Burg in ein Schloss umgebaut. Heute befindet sich hier das Amtsgericht. |      |

## Landkreis Heidekreis
| Name               | Ort / Lage                                   | Typ            | Bemerkungen | Bild |
| ------------------ | -------------------------------------------- | -------------- | --- | ---- |
| Schloss Ahlden     | Ahlden 52° 45′ 33″ N, 9° 33′ 28″ O           | Wasserschloss  | Das Wasserschloss wurde ab 1549 erbaut. Es wird als Kunstauktionshaus genutzt. |      |
| Burg Bierde        | Bierde 52° 46′ 43″ N, 9° 30′ 18″ O           | Niederungsburg | Um 1250 errichtete Burg des Herzogtums Braunschweig-Lüneburg. Nach 1310 aufgegeben. Mächtige vierfache Wall-Graben-Anlage mit mind. 54 × 39 m großem, rechteckigen Innenraum. Nord- und Westteil abgegangen.                           |      |
| Burg Blankenhagen  | Grethem 52° 43′ 49″ N, 9° 35′ 5″ O           | Motte          | Mehrphasige Burganlage des 12./13. Jahrhunderts, die aus zwei Mottenhügeln mit verbindenden Wall-Graben-Anlagen besteht. |      |
| Gut Böhme          | Böhme 52° 47′ 28″ N, 9° 28′ 56″ O            | Niederungsburg | Burganlage in einer Karte aus der Mitte des 19. Jahrhunderts eingezeichnet. Als erste Besitzer des Gutes sind zu Beginn des 15. Jahrhunderts die Herren von Ahlden nachgewiesen. Heute Herrenhaus aus dem Anfang des 18. Jahrhunderts. |      |
| Bunkenburg         | Ahlden 52° 45′ 41″ N, 9° 33′ 31″ O           | Niederungsburg | Grenzburg der Herzöge von Braunschweig-Lüneburg gegen das Bistum Minden von 1310 bis Mitte 14. Jahrhunderts. 100 × 150 m großer, ovaler Ringwall, der wohl in das 10./11. Jahrhundert zurückgeht. Größtenteils eingeebnet.             |      |
| Burg Hodenhagen    | Hodenhagen 52° 45′ 17″ N, 9° 37′ 7″ O        | Niederungsburg | Ungefähr 1244 errichteter Sitz der Herren von Hodenberg. 1289 zerstört. Wall-Graben-Anlage von 108 × 95 m Durchmesser mit Bergfried. Vollständig eingeebnet. Gedenkstein.                                                              |      |
| Burg Hudemühlen    | Hodenhagen 52° 45′ 31″ N, 9° 35′ 23″ O       | Niederungsburg | Wohl im 14. Jahrhundert errichtete Burg der Herren von Hodenberg. Im 16. Jahrhundert Umbau zum Renaissanceschloss. Im 18./19. Jahrhundert vollständig abgegangen.                                                                      |      |
| Hünenburg bei Borg | Bomlitz 52° 52′ 50″ N, 9° 37′ 35″ O          | Wallburg       | Langovale Wallburg auf einem niedrigen Sporn. Gehört mit einer C14-Datierung in das 7.-9. Jh. zu den frühesten Burgenbauten in Norddeutschland. Mit Sicherheit mehrphasig und länger belegt.                                           |      |
| Burg Rethem        | Rethem (Aller) 52° 47′ 6″ N, 9° 23′ 8″ O     | Burg           | Die Burg ist im 13. Jahrhundert entstanden. Durch viele Zerstörungen sind von der ursprünglichen Burg nur wenig Mauern übrig. Ab 2004 wurde der Burghof neu überbaut.                                                                  |      |
| Altenburg (Rethem) | Rethem (Aller) 52° 46′ 35″ N, 9° 20′ 36″ O   | Niederungsburg | Vollständig abgegangener, hochmittelalterlicher Vorgänger der Burg Rethem. Haupt- und Vorburg. |      |
| Burg Soltau        | Soltau 52° 59′ 9″ N, 9° 50′ 36″ O            | Niederungsburg | Burg der Herzöge von Braunschweig-Lüneburg, nur während des Lüneburger Erbfolgekrieges ab 1378 erwähnt. 1388 abgerissen. Vollständig abgegangen.                                                                                       |      |
| Gut Stellichte     | Walsrode 52° 56′ 22″ N, 9° 32′ 1″ O          | Wasserburg     | Zu Beginn des 14. Jahrhunderts errichtete Burg der Herren von Slepegrell, dann der Herzöge von Lüneburg. Ab 1470 durch die Familie Behr zuerst zum Schloss, dann zum Rittergut umgewandelt. Herrenhaus von 1704.                       |      |
| Uhlenburg          | Buchholz (Aller) 52° 41′ 15″ N, 9° 39′ 59″ O | Niederungsburg | 1394 zerstörte Burg der Herren von Hademstorf. Haupt- und Vorburg nur noch in geringen Resten erhalten. |      |

## Landkreis Helmstedt
| Name                     | Ort / Lage                                      | Typ            | Bemerkungen | Bild |
| ------------------------ | ----------------------------------------------- | -------------- | --- | ---- |
| Burg Bahrdorf            | Bahrdorf 52° 23′ 14″ N, 11° 0′ 15″ O            | Niederungsburg | Landesburg der Herzöge von Braunschweig-Lüneburg vom Beginn des 14. Jahrhunderts, lange Zeit an die Herren von Marenholtz verpfändet. Im 19. Jahrhundert zur Domäne umgewandelt. Bergfried ist erhalten. |      |
| Burg Brunsrode           | Lehre 52° 21′ 8″ N, 10° 40′ 15″ O               | Wasserburg     | 1328 erwähnte Landesburg der Herzöge von Braunschweig-Lüneburg. In der Neuzeit Umwandlung zu einem Rittergut. Keine Reste der Burganlage erhalten. |      |
| Burg Campen              | Lehre 52° 21′ 9″ N, 10° 42′ 33″ O               | Burg           | Die Burg wurde vermutlich einige Zeit vor ihrer ersten Erwähnung 1279 auf einem von zwei Armen des Flüsschens Schunter umschlossenen Werder errichtet, um die Handelsstraße Braunschweig-Altmark zu schützen. |      |
| Elmsburg                 | Söllingen 52° 8′ 38″ N, 10° 55′ 10″ O           | Höhenburg      | Hochmittelalterliche Burg der Welfen in vorgeschichtlichem Ringwall. 1221 Kommende des Deutschen Ordens, die 1264 verlegt wurde. Danach verlehnt, 1572 abgebrannt und anschließend verfallen. Mauerreste v. a. der Kirche, Wälle und Gräben.                                                                                    |      |
| Burg Esbeck              | Schöningen 52° 9′ 40″ N, 10° 57′ 32″ O          | Wasserburg     | Hochmittelalterliche Burg des Herzogtums Braunschweig-Lüneburg und zeitweise des Bistums Halberstadt. Im 16. Jahrhundert zum Schloss umgebaut. Hauptgebäude in der Folgezeit mehrfach umgebaut. |      |
| Herrenhaus Essenrode     | Lehre 52° 22′ 18″ N, 10° 38′ 7″ O               | Herrenhaus     | Das Herrenhaus wurde 1738 erbaut. Das Herrenhaus liegt in einem Park und ist von einem Wassergraben umgeben. Hier wohnten unter anderem die Adelsgeschlechter von Bülow und von Lüneburg. |      |
| Hünenburg bei Watenstedt | Gevensleben 52° 5′ 17″ N, 10° 50′ 50″ O         | Wallburg       | Wallburg der Bronzezeit, die im Frühmittelalter reaktiviert wurde. Keramik von 5. bis 8. Jahrhundert. Evtl. mit der „Hocseoburg“ bzw. „Heaseburg“ identisch, die Sitz des Sachsenfürsten Theoderich in dessen Kämpfe mit den fränkischen Hausmeiern Karlmann und Pippin war. Angeblich 748 zerstört. Eindrucksvolle Wallanlage. |      |
| Burg Jerxheim            | Jerxheim 52° 4′ 58″ N, 10° 53′ 48″ O            | Niederungsburg | 1313 erstmals erwähnte Burg des Herzogtums Braunschweig-Lüneburg. Ab dem 16. Jahrhundert zur Domäne und Amtssitz umgestaltet. Heute Herrenhaus von 1890. |      |
| Burg Königslutter        | Königslutter am Elm 52° 15′ 2″ N, 10° 49′ 7″ O  | Wasserburg     | Um 1200 gegründete Burg des Herzogtums Braunschweig-Lüneburg. Häufig verpfändet. Ab 1637 Amtssitz, Abriss der Burggebäude. Letztes Amtshaus 1967 abgerissen. |      |
| Burg Langeleben          | Königslutter am Elm 52° 12′ 34″ N, 10° 49′ 4″ O | Wasserburg     | 1258 erwähnte Burg des Herzogtums Braunschweig-Lüneburg. 1626 zerstört. 1689 Bau eines Jagdschlosses westlich der Burg. Nach 1830 abgerissen bzw. verfallen. Mauerreste und Wassergraben. |      |
| Schloss Schöningen       | Schöningen 52° 8′ 26″ N, 10° 57′ 54″ O          | Schloss        | Um 1350 von Herzog Magnus von Braunschweig-Lüneburg gegründet. Im 16. Jahrhundert Umbau zu einem Schloss mit Festungsanlagen. Ab 1815 Domäne und allmählicher Verfall. |      |
| Burg Süpplingenburg      | Süpplingenburg 52° 15′ 3″ N, 10° 54′ 16″ O      | Niederungsburg | Vermutlich im 10. Jahrhundert von den Grafen von Haldensleben errichtet. Später Stammsitz Kaisers Lothars III. Um 1130 Umwandlung in ein Kanonikerstift. Wohl 1173 an den Templerorden. Später an die Johanniter und ab 1820 Domäne. Ende 19. Jahrhundert. Abriss der Burg. Stiftskirche steht noch.                            |      |
| Burg Twieflingen         | Söllingen 52° 7′ 29″ N, 10° 55′ 3″ O            | Wasserburg     | 1254 erwähnte Burg der Herren von Heimburg. Später in braunschweigischem Besitz. 1379 und 1391 zerstört. Reste des Walls |      |
| Burg Warberg             | Warberg 52° 11′ 0″ N, 10° 55′ 0″ O              | Wasserburg     | Gegründet wurde die Wasserburg in den ersten Jahrzehnten des 13. Jahrhunderts von den Edlen von Warberg, deren Stammsitz sie über Jahrhunderte war. |      |
| Alte Burg Warberg        | Warberg 52° 10′ 11″ N, 10° 53′ 59″ O            | Burgstall      | Die Alte Burg Warberg besteht aus einer im Norden offenen, U-förmigen Wall-Grabenanlage von ca. 130 m Ausdehnung. Geschichtlich wird die um 1100 erbaute Burg dem Adelsgeschlecht derer von Hagen zugerechnet. |      |
| Schloss Wendhausen       | Lehre 52° 19′ 10″ N, 10° 37′ 58″ O              | Schloss        | Das Schloss ließ 1688 der Kanzler des Herzogtums Braunschweig-Wolfenbüttel Philipp Ludwig Probst auf den Grundmauern einer Wasserburg aus dem 14. Jahrhundert errichten. An die Dreiflügelanlage schloss sich während des 18. Jahrhunderts ein bedeutender Barockgarten an.                                                     |      |

## Landkreis Hildesheim
| Name                    | Ort / Lage                                     | Typ            | Bemerkungen | Bild |
| ----------------------- | ---------------------------------------------- | -------------- | --- | ---- |
| Burg Ahrbergen          | Ahrbergen 52° 13′ 12″ N, 9° 52′ 7″ O           | Höhenburg      | abgegangen |      |
| Bennoburg               | Hildesheim 52° 8′ 50″ N, 9° 56′ 15″ O          | Niederungsburg | Burg der Herren von Lutter, 1249 zerstört. Überbaut. |      |
| Schloss Bodenburg       | Bad Salzdetfurth 52° 1′ 37″ N, 10° 0′ 27″ O    | Wasserburg     | Burg des 12. Jahrhunderts der Herren von Bodenburg. Ab 1361 in braunschweigischem Besitz. Im 16. Jahrhundert zum Schloss umgebaut. |      |
| Schloss Brüggen         | Brüggen 52° 2′ 33″ N, 9° 46′ 29″ O             | Schloss        | Das Schloss wurde 1693 von Friedrich von Steinberg nach Plänen des Wolfenbütteler Hofbaumeisters Hermann Korb erbaut. Seit 1911 ist das Schloss im Besitz der Freiherren von Cramm, die Schlossanlage ist nur bei Veranstaltungen zugänglich. |      |
| Kaiserpfalz Dahlum      | Königsdahlum 51° 59′ 9″ N, 10° 7′ 13″ O        | Kaiserpfalz    | Die Pfalz war im 10. Jahrhundert ein wichtiger Stützpunkt der Ottonen und wurde zwischen 936 und 950 allein von König Otto I. fünfmal besucht. Die Anlage, von der heute keine Reste mehr erhalten sind, war 1192 von Heinrich dem Löwen zerstört worden. |      |
| Schloss Derneburg       | Derneburg 52° 5′ 42″ N, 10° 7′ 13″ O           | Schloss        | Das Schloss ist aus dem 1213 gegründeten Augustiner-Chorfrauenstift Derneburg hervorgegangen, das 1651 in ein Zisterzienserkloster umgewandelt worden war. Das Kloster wurde 1803 infolge der Säkularisation aufgelöst und 1815 von König Georg III. seinem Minister Ernst Friedrich Herbert zu Münster geschenkt. Dessen Sohn ließ 1846–1848 das Klostergebäude zu einem Schloss im Tudorstil umbauen. Die Familie zu Münster verkaufte das Schloss 1975, es befindet sich heute in Privatbesitz. Nach umfangreicher Sanierung wurde in der Schlossanlage das Kunstmuseum Schloss Derneburg eröffnet. |      |
| Motte Dinklar           | Schellerten-Dinklar 52° 9′ 46″ N, 10° 3′ 58″ O | Motte          | Motte des vermutlich 12. Jahrhunderts, zu großen Teilen abgetragen und verändert |      |
| Dörhai                  | Winzenburg 51° 56′ 58″ N, 9° 57′ 5″ O          | Wallburg       | Wallburg des 12./13. Jahrhunderts. Sporn mit Abschnittsbefestigung. Möglicherweise Vorposten der Winzenburg. |      |
| Burg Hallerburg         | Nordstemmen 52° 10′ 24″ N, 9° 43′ 1″ O         | Niederungsburg | Spätmittelalterliche Burg des Fürstentums Lüneburg, 1519 zerstört. Keine Reste, |      |
| Burg Hausfreden         | Freden 51° 54′ 59″ N, 9° 55′ 5″ O              | Spornburg      | Durch die Herren von Freden 1344 erbaut. 1382 an das Fürstentum Grubenhagen. 1402 zerstört. Rechteckige Ringmauer mit Abschnittsgraben. Mauerreste vorhanden. |      |
| Schloss Henneckenrode   | Holle 52° 3′ 32″ N, 10° 7′ 44″ O               | Schloss        | Das Schloss wurde 1579 durch Heinrich von Saldern im Stil der Weserrenaissance erbaut. Der Schlossgarten wurde im folgenden Jahr nach italienischem Vorbild angelegt. Das Schloss wurde 1838 in ein Waisenhaus umgewandelt und wird heute von der Kinder- und Jugendhilfe des Caritasverbandes der Diözese Hildesheim genutzt. |      |
| Hohe Schanze            | Winzenburg 51° 56′ 23″ N, 9° 57′ 54″ O         | Wallburg       | Bergsporn durch Abschnittswälle in vier Areale geteilt. Nördlichster Wall aus der Eisenzeit, Rest aus dem 9./10. Jahrhundert. Hauptburg zwischenwestlichen und mittleren Wall, dort Zangentor. Kapellenfundament ergraben. |      |
| Läsekenburg             | Winzenburg 51° 56′ 16″ N, 9° 58′ 25″ O         | Spornburg      | Langovale Ringmauerburg des 11. Jahrhunderts. Mit Bergfried und Abschnittsbefestigungen. Wall- und Graben sind erhalten |      |
| Lippoldshöhle           | Brunkensen 51° 58′ 59″ N, 9° 45′ 19″ O         | Höhlenburg     | Wohl Ende des 13. Jahrhunderts durch Lippold von Rössing erbaut. 1466 erwähnt. Vergrößerung eines natürlichen Höhlensystems. Erst seit einer Sprengung Ende der 50er Jahre nach außen offen. |      |
| Marienburg (Hildesheim) | Hildesheim 52° 6′ 52″ N, 9° 58′ 56″ O          | Wasserburg     | 1349 durch das Bistum Hildesheim gegen die Stadt errichtet. 1810 Domäne. Bergfried, Palas und Brauhaus aus dem 14. Jahrhundert erhalten. Starke Umbauten in den folgenden Jahrhunderten. Vorburg wurde zum Wirtschaftshof. |      |
| Schloss Nettlingen      | Nettlingen 52° 9′ 44″ N, 10° 9′ 21″ O          | Schloss        | Das Schloss war um 1570 von Kurt von Saldern an der Stelle eines ehemaligen Wallhofes erbaut worden. Später erwarb die Familie von Cramm das Schloss, verkaufte es aber vor dem Zweiten Weltkrieg wieder. Das Gebäude ist heute an mehrere Parteien vermietet. |      |
| Burg Poppenburg         | Burgstemmen 52° 8′ 52″ N, 9° 46′ 6″ O          | Niederungsburg | 1049 erwähnte Burggründung der Billunger. Später an das Bistum Hildesheim. Heute wohnturmartiger Palas des 14./16. Jahrhunderts sowie spätmittelalterliche und frühneuzeitliche Gebäude. Bergfried, Ringmauer und Graben sind verschwunden. |      |
| Burg Rautenberg         | Harsum-Rautenberg 52° 13′ 18″ N, 10° 2′ 11″ O  | Turmhügelburg  | Motte des 13. Jahrhunderts der Niederadelsfamilie Rautenberg, 1480 Teil der Ortsbefestigung, spätestens im Dreißigjährigen Krieg aufgegeben, heute Burgstall |      |
| Schloss Rheden          | Rheden 52° 3′ 26″ N, 9° 47′ 24″ O              | Schloss        | Das Schloss wurde 1729 als Herrenhaus der Familie von Rheden erbaut. Die Familie entsprang einem alten Adelsgeschlecht des Bistums Hildesheim, das im Jahr 1251 erstmals urkundlich genannt wurde. Das Schloss wurde 1899 zur heutigen Form umgebaut, es befindet sich in Privatbesitz. |      |
| Schloss Rössing         | Nordstemmen 52° 11′ 2″ N, 9° 48′ 57″ O         | Schloss        | Seit dem Anfang des 12. Jahrhunderts im Besitz der Herren von Rössing. Burg dreimal zerstört. 1579/89 erbautes und im 18.–20. Jahrhundert mehrfach verändertes Renaissanceschloss. |      |
| Ruther Burg             | Sarstedt 52° 14′ 50″ N, 9° 50′ 6″ O            | Niederungsburg | Im 13. Jahrhundert durch das Bistum Hildesheim gegründet. 1521 zerstört, danach Gut. 1751/1755 Errichtung eines Schlosses, 1891 abgebrannt. 1898 Bau der Pfarrkirche auf dem Burgplatz. |      |
| Schloss Söder           | Holle 52° 3′ 23″ N, 10° 5′ 22″ O               | Schloss        | Ursprung der Schlossanlage ist eine kleine Burg mit einem landwirtschaftlichen Gut, das den Herren von Bortfeld gehörte. 1690 wurde das Gut Jobst Edmund von Brabeck übertragen, der an dieser Stelle 1741 bis 1742 das Schloss errichten ließ. Das Schloss beherbergte eine umfangreiche Kunstsammlung, die Friedrich Moritz von Brabeck ab 1788 zusammengetragen hatte. Die Kunstsammlung wurde 1859 verkauft. Das Schloss befindet sich heute in Privatbesitz und ist öffentlich nicht zugänglich.                                                                                                  |      |
| Burg Steuerwald         | Hildesheim 52° 10′ 9″ N, 9° 55′ 39″ O          | Wasserburg     | 1310 errichtete Burg des Bistums Hildesheim. 1803 Domäne. Von der mittelalterlichen Burg sind Teile der Ringmauer, zwei Flügel des Palas, der Torturm und die Kapelle erhalten. |      |
| Burg Steinbrück         | Steinbrück 52° 13′ 6″ N, 10° 13′ 5″ O          | Burg           | Die Wasserburg wurde 1383 erbaut, sie liegt direkt an dem Fluss Fuhse. Die Burg grenzt das Hochstift Hildesheim vom Herzogtum Braunschweig ab. In den 1950er Jahren wurde der Batterieturm Kehrwiederturm zu einer Kirche ausgebaut. |      |
| Tiebenburg              | Winzenburg 51° 56′ 51″ N, 9° 56′ 30″ O         | Wallburg       | Wallburg vom Anfang des 11. Jahrhunderts auf einem Bergsporn. Rundliche Anlage mit Sohlgraben. Fundamente eines Steingebäudes ausgegraben. |      |
| Schloss Volkersheim     | Volkersheim                                    | Schloss        | 1775 für die Herren von Cramm erbaute Schlossanlage. Bereits seit dem 13. Jahrhundert hatte die Familie von Cramm, neben anderen, hier Besitz- oder Lehensrechte. Seit 1948 ist in dem Schloss ein Seniorenheim untergebracht. |      |
| Burg Winzenburg         | Winzenburg 51° 56′ 35″ N, 9° 56′ 42″ O         | Burg           | Von der Burg sind im Wesentlichen nur Teile des Burgfrieds noch vorhanden. Entstanden ist die Burg von 1130 bis 1150, allerdings muss vorher hier schon eine Burg gestanden haben, denn die erste urkundliche Erwähnung war im Jahr 1109. |      |
| Wittenburg              | Wittenburg 52° 8′ 30″ N, 9° 42′ 22″ O          | Höhenburg      | Abschnittsburg des 11. Jahrhunderts. Im 12. Jahrhundert an das Domstift Hildesheim geschenkt. Dann Klostergründung. Kurze Strecken des Ringabschnittswalls mit vorgelagertem Graben erhalten. |      |
| Burg Wohldenberg        | Holle 52° 3′ 31″ N, 10° 9′ 11″ O               | Burgruine      | Die ehemalige Burg steht am Eingang des Ambergaus. Unterhalb der Burg verliefen wichtige Handsrouten in Nord-Süd- und West-Ost-Richtung. Erbaut wurde die Burg von 1153 bis 1160. Heute befindet sich hier eine Jugendbildungsstätte. |      |
| Schloss Wrisbergholzen  | Wrisbergholzen 52° 1′ 45″ N, 9° 54′ 52″ O      | Schloss        | Errichtet zwischen 1740 und 1745 von Freiherr Johann Rudolph von Wrisberg im Stile des Barocks. |      |
| Burg Wülfingen          | Elze 52° 9′ 7″ N, 9° 44′ 36″ O                 | Niederungsburg | Im Spätmittelalter errichteter Stammsitz der Bock von Wülfingen. 1641 abgebrannt. |      |

## Landkreis Holzminden
| Name                          | Ort / Lage                                          | Typ            | Bemerkungen | Bild |
| ----------------------------- | --------------------------------------------------- | -------------- | --- | ---- |
| Schloss Bevern                | Bevern 51° 51′ 26″ N, 9° 29′ 46″ O                  | Schloss        | Der Schlossbau gehört zu den bedeutendsten Baudenkmälern der Weserrenaissance und wurde von 1603 bis 1612 durch Statius von Münchhausen an der Stelle eines alten Herrensitzes erbaut. Heute ist in der Schlossanlage ein Museum und Kulturzentrum.                                                        |      |
| Schloss Bodenburg             | Bodenburg 52° 1′ 37″ N, 10° 0′ 27″ O                | Schloss        | Schlossbau aus einer Burg des 12. Jahrhunderts. Ab Mitte des 14. Jahrhunderts als Lehen des Bischofs von Hildesheim an die von Steinberg. Durch die Heirat der letzten Erbtochter der Grafen von Steinberg ging Schloss Bodenburg 1905 auf die Freiherren von Cramm über, die es bis heute bewirtschaften. |      |
| Gut Deensen                   | Deensen 51° 51′ 42″ N, 9° 35′ 23″ O                 | Wasserburg     | 1496 erhielten die von Campe die Genehmigung, anstelle des wüst gefallenen Dorfes Deensen ein Rittergut mit Wasserburg zu errichten. Neubau 1602. Heute, klassizistisches Herrenhaus von 1825 über alten Kellern. Bis 1970 im Besitz der von Campe.                                                        |      |
| Eringaburg                    | Delligsen 51° 54′ 41″ N, 9° 49′ 9″ O                | Wallburg       | Wahrscheinlich 1007 erwähnt. Bogenförmige Abschnittsbefestigung schneidet einen Sporn ab. Wall stark verschliffen, Graben erhalten. |      |
| Burg Everstein                | Negenborn 51° 52′ 37″ N, 9° 32′ 40″ O               | Höhenburg      | Die Anlage der „Burg Everstein auf dem Burgberg“ wird 1226 erstmals erwähnt. |      |
| Domäne Forst                  | Bevern 51° 52′ 48″ N, 9° 28′ 19″ O                  | Niederungsburg | 1494 Verlegung des Amtssitzes der Herzöge von Braunschweig hierhin. Ab 1807 Domäne. Meisten heutigen Gebäude ab dem 16. Jahrhundert. |      |
| Schloss Fürstenberg           | Fürstenberg (Weser) 51° 43′ 53″ N, 9° 23′ 52″ O     | Spornburg      | 1355 im Besitz des Herzogs von Braunschweig-Göttingen erwähnt. Um 1600 zum Schloss im Stil der Weserrenaissance umgebaut. Seit 1747 Heimat der Porzellanmanufaktur Fürstenberg. Heute ist in der Schlossanlage das Museum Schloss Fürstenberg.                                                             |      |
| Gleneburg                     | Delligsen 51° 58′ 48″ N, 9° 45′ 6″ O                | Höhenburg      | Trapezförmig mit einem Ausmaß von 65 × 28–42 m. Umlaufender Graben, im Südosten als Halsgraben, an den Flanken als Terrasse ausgebildet. Kellereintiefungen. |      |
| Wasserschloss Hehlen          | Hehlen 51° 59′ 15″ N, 9° 28′ 28″ O                  | Wasserschloss  | Das Schloss wurde von 1579 bis 1584 vom Obristen Fritz von der Schulenburg und seiner Ehefrau Ilse von Saldern erbaut. Es stand bis 1956 im Besitz derer von der Schulenburg. 1958 erwarb es der Inhaber des hannoverschen Unternehmens Machwitz Kaffee, dessen Familie es heute noch besitzt.             |      |
| Heiligenberg (Heyen)          | Heyen 51° 59′ 46″ N, 9° 30′ 48″ O                   | Wallburg       | 83 × 75 m großer Ringwall aus Sandsteinplatten mit vorgelagertem Graben. Verschwundener Vorwall. Außerhalb des Walls Kapelle des 11. Jahrhunderts. Evtl. Bezug der Anlage zum Kloster Kemnade. |      |
| Burg Hohenbüchen              | Hohenbüchen (Delligsen) 51° 58′ 13″ N, 9° 45′ 45″ O | Niederungsburg | Im 13. Jahrhundert durch die Edelherren von Hohenbüchen erbaut. 1310 zerstört, erst 1454 wieder aufgebaut. 1553 endgültig zerstört. Erkennbares Areal von Hauptburg und Vorburg von insg. 170 m Länge. Nur noch ein Teil des Walls vorhanden.                                                              |      |
| Burg Holzminden               | Holzminden 51° 49′ 37″ N, 9° 26′ 39″ O              | Niederungsburg | Im 13. Jahrhundert durch die Grafen von Everstein errichtete Stadtburg mit wechselvoller Besitzgeschichte. Im 17./18. Jahrhundert abgegangen. Nur noch Burgplateau erkennbar. |      |
| Homburg                       | Stadtoldendorf 51° 54′ 7″ N, 9° 38′ 33″ O           | Höhenburg      | Die Homburg ist im Besitz der Stiftung Braunschweigischer Kulturbesitz. |      |
| Lauenburg                     | Bodenwerder 51° 59′ 44″ N, 9° 31′ 11″ O             | Spornburg      | Burgstall, Burghügel und Burggraben erhalten |      |
| Herrenhaus Meinbrexen         | Meinbrexen 51° 41′ 16″ N, 9° 23′ 54″ O              | Wasserschloss  | Die barocke Gutsanlage stammt aus dem späten 17. Jahrhundert und ist seit dieser Zeit im Besitz der Familie von Mansberg. Das 1699 erbaute Herrenhaus wird von einem Wassergraben umgeben. Kleiner englischer Garten jenseits des Grabens.                                                                 |      |
| Schloss Münchhausen           | Bodenwerder 51° 58′ 34″ N, 9° 30′ 48″ O             | Herrenhaus     | Schloss von Baron Münchhausen. Seit dem Jahr 1936 steht das Gebäude in städtischem Besitz und ist seither das Rathaus. Zudem gibt es im Haus ein kleines Museum. |      |
| Jagdschloss Neuhaus (Solling) | Neuhaus im Solling 51° 45′ 12″ N, 9° 31′ 24″ O      | Jagdschloss    | 1791 wurde das Jagdschloss unter Georg III. errichtet. Es war Dienst- und Wohngebäude für Verwalter und Personal des Gestüts. Schloss und Nebengebäude bilden ein großes Rechteck mit Innenhof. Das Schloss kann nicht besichtigt werden.                                                                  |      |
| Burg Ottenstein               | Ottenstein 51° 56′ 44″ N, 9° 24′ 36″ O              | Wasserburg     | Um 1300 gegründete Burg der Grafen von Everstein. Ab 1408 permanent verpfändete Burg des Herzogtums Braunschweig-Lüneburg. 1701 abgerissen. Heute steht noch Gebäude aus der Mitte des 17. Jahrhunderts.                                                                                                   |      |
| Burgruine Polle               | Polle 51° 53′ 50″ N, 9° 24′ 25″ O                   | Höhenburg      | Die 1285 erstmals urkundlich als „Eversteiner Burg“ erwähnte Anlage war Sitz der Eversteiner Grafen. Die Burgruine Polle hoch über der Weser kann besichtigt werden. |      |
| Poppenburg                    | Holzen 51° 56′ 22″ N, 9° 40′ 28″ O                  | Burgstall      | Wall- und Grabenreste einer abgegangenen Spornburg, erst 1984 wiederentdeckt |      |
| Schulenburg (Bodenwerder)     | Bodenwerder 51° 58′ 36″ N, 9° 30′ 50″ O             | Turmburg       | Wahrscheinlich identisch mit der im Spätmittelalter für Bodenwerder nachgewiesenen Burg. Seit dem 16. Jahrhundert im Besitz der Münchhausen. 1772 auf das Doppelte vergrößerte Turmburg an der Stadtmauer. Heute Münchhausen-Museum.                                                                       |      |

## Landkreis Leer
| Name                | Ort / Lage                              | Typ            | Bemerkungen | Bild |
| ------------------- | --------------------------------------- | -------------- | --- | ---- |
| Bunder Burg         | Bunde 53° 11′ 6″ N, 7° 15′ 47″ O        | Steinhaus      | Ausgrabung mit Funden des 12.-14. Jahrhunderts. Turmhügel von 30 m Durchmesser und 2 m Höhe mit Vorburg. Darauf Steinhaus evtl. mit hölzernem Vorgänger. Wassergraben mit schiffbarer Verbindung zur Ems. Hügel erkennbar.                    |      |
| Steinhaus Bunderhee | Bunderhee 53° 11′ 57″ N, 7° 16′ 59″ O   | Steinhaus      | Häuptlingssitz vom Ende des 14. Jahrhunderts. Steinhaus wurde m 1500 zu Wohnzwecken umgestaltet. Anbau von 1712. Wassergraben im 17. Jahrhundert verfüllt.                                                                                    |      |
| Esseburg            | Ihrhove 53° 10′ 3″ N, 7° 27′ 26″ O      | Niederungsburg | 1407 erwähnte Burg des Hisko Abdena von Emden. 1409 durch die tom Brok zerstört. Mit Doppelgraben umgeben. Teile der Gräben erhalten. |      |
| Evenburg            | Loga 53° 13′ 52″ N, 7° 29′ 41″ O        | Wasserschloss  | Die erste Evenburg ließ Oberst Erhard Reichsfreiherr von Ehrentreuter als barockes Wasserschloss erbauen. Das aufwendig gestaltete Hauptgebäude ist auf einer Schlossinsel, die von einem breiten Wassergraben umgeben ist, errichtet worden. |      |
| Fockenburg          | Leer 53° 13′ 41″ N, 7° 26′ 39″ O        | Niederungsburg | 1421 durch Focko Ukena errichtet. 1430 durch den Freiheitsbund der Sieben Ostfrieslande zerstört. Mächtige Doppelgräben in Baugrube aufgefunden.                                                                                              |      |
| Harderwykenburg     | Leer 53° 13′ 46″ N, 7° 26′ 54″ O        | Burg           | Um 1470 durch Häuptling Hajo Unkenunter dem Namen Unkenburg errichtet. 1588 gibf sie ab Dietrich Harderwyk. Steinhaus wurde durch ihn zu Wohnzwecken erweitert.                                                                               |      |
| Haneburg            | Leer 53° 13′ 38″ N, 7° 26′ 36″ O        | Schloss        | 1570 von dem Drosten Claes Frese erbaut. Anschließend gelangte der Herrensitz in den Besitz der heute namensgebenden Familie Hane. 1621 und 1670 erweitert.                                                                                   |      |
| Festung Leerort     | Leer 53° 12′ 43″ N, 7° 25′ 35″ O        | Festung        | 1432/35 erste Errichtung einer kleinen Burg durch die Stadt Hamburg. 1453 ausgebaut und Übergang an die Grafschaft Ostfriesland. Um 1500 Errichtung eines Renaissanceschlosses, 1712 abgebrochen. 1749 Festung aufgegeben. Wallreste.         |      |
| Burg Oldersum       | Oldersum 53° 19′ 41″ N, 7° 20′ 14″ O    | Niederungsburg | 1381 erwähnte Häuptlingsburg der tom Brok. Mehrere Besitzerwechsel und dreiflügeliger Ausbau. Vom 17. bis 20. Jahrhundert nach und nach abgerissen. Keine Reste, überbaut.                                                                    |      |
| Philippsburg        | Loga 53° 14′ 15″ N, 7° 29′ 49″ O        | Schloss        | Freiherr Philipp von Wedel ließ die Philippsburg im Jahre 1730 errichten. |      |
| Schlüsselburg       | Detern 53° 12′ 40″ N, 7° 40′ 26″ O      | Niederungsburg | Burg der friesischen Landgemeinden gegen die Grafschaft Oldenburg, 1427 erwähnt. Mehrfach zerstört. Nach der Mitte des 15. Jahrhunderts aufgegeben. Keine Reste.                                                                              |      |
| Burg Stickhausen    | Detern 53° 13′ 5″ N, 7° 38′ 36″ O       | Niederungsburg | Durch Ulrich Cirksena 1450 als Gegenburg gegen die Schlüsselburg der Stadt Hamburg errichtet. 1514 in der Sächsischen Fehde erobert. Ursprünglich befestigtes Steinhaus, bis zum 17. Jahrhundert zur Festung ausgebaut. Wehrturm mit Museum.  |      |
| Burg Stürmünster    | Völlen 53° 6′ 38″ N, 7° 23′ 0″ O        | Niederungsburg | Im Grenzkonflikt mit dem Bistum Münster 1494 durch die Grafschaft Ostfriesland errichtete Burg. Nach Ende des Konflikts 1497 abgebrochen. Keine Reste                                                                                         |      |
| Burg Uplengen       | Großsander 53° 17′ 58″ N, 7° 48′ 21″ O  | Niederungsburg | Erbauer unbekannt. 1430 durch die Cirksena als Grenzburg gegen die Grafschaft Oldenburg ausgebaut. Amtssitz der Grafschaft Ostfriesland. 1538 abgerissen. Rest des Burgwalls vorhanden.                                                       |      |
| Volnesborch         | Rhauderfehn 53° 11′ 29″ N, 7° 33′ 17″ O | Niederungsburg | 1409 erwähnt. Bietzebarg genannte Burgstelle aus drei Hügeln von 30–40 m Durchmesser. Westlichster trug Steinhaus und war mit Ringmauer, Wall und Graben befestigt. Keramik des 10.–14. Jahrhunderts.                                         |      |

## Landkreis Lüchow-Dannenberg
| Name                                | Ort / Lage                                  | Typ            | Bemerkungen | Bild |
| ----------------------------------- | ------------------------------------------- | -------------- | --- | ---- |
| Schloss Dannenberg mit Waldemarturm | Dannenberg 53° 5′ 58″ N, 11° 5′ 52″ O       | Schloss        | Slawischer Burgwall vom 9. bis Mitte 12. Jahrhundert. Von 1153 bis 1303 Sitz der Grafen von Dannenberg, danach an die Herzöge von Braunschweig-Lüneburg. 1569 zum Residenzschloss ausgebaut. Im 18. Jh. abgerissen außer dem Bergfried. |      |
| Schloss Gartow                      | Gartow 53° 1′ 21″ N, 11° 28′ 6″ O           | Herrenhaus     | Burg des 13. Jahrhunderts der Herren von Gartow. Später zeitweise an den Johanniterorden und die Herren von Bülow. Um 1700 durch Barockschloss ersetzt.                                                                                 |      |
| Jagdschloss Göhrde                  | Göhrde 53° 8′ 26″ N, 10° 52′ 42″ O          | Jagdschloss    | Das Jagdschloss wurde von 1706 bis 1709 errichtet. Die Schlossanlage bestand aus einem zweiflügligen und einem dreigeschossigen Hauptbau. Die Nutzung ist unklar, es ist aber geplant, das ein Seminarzentrum erbaut wird.              |      |
| Burg Grabow (Lüchow)                | Lüchow 53° 0′ 33″ N, 11° 7′ 32″ O           | Wasserburg     | 1466 durch die Herren von Plato erbaut. Rechteckige Anlage mit breiten Wassergräben. 1911 abgerissen. Teil der Anlage Familienfriedhof. Wassergräben noch erkennbar.                                                                    |      |
| Schloss Hitzacker                   | Hitzacker 53° 9′ 4″ N, 11° 2′ 54″ O         | Schloss        | 1330 erwähnte Stadtburg des Herzogtums Braunschweig-Lüneburg. 1601 Neubau eines Schlosses mit angrenzendem Bibliotheksgebäude. 1655 abgerissen. Überbaut.                                                                               |      |
| Schloss Lüchow                      | Lüchow 52° 57′ 57″ N, 11° 9′ 20″ O          | Schloss        | Slawischer Burgwall von 1037, danach spätestens 1144 Burg der Grafen von Lüchow. Ab dem Ende des 15. Jahrhunderts Ausbau zum Schloss. 1811 abgebrannt. Bergfried steht noch.                                                            |      |
| Burg Pölitz                         | Gedelitz 53° 3′ 33″ N, 11° 19′ 42″ O        | Motte          | Motte des 12. Jahrhunderts. Im Spätmittelalter abgegangen. Hügel und Graben noch vorhanden. |      |
| Burg Pretzetze                      | Pretzetze 53° 4′ 13″ N, 11° 18′ 18″ O       | Motte          | 1330 erwähnt. 1376 Neubau nach Zerstörung im Besitz der Herren von Bülow. Mitte des 15. Jahrhunderts abgegangen. Überbautes Burgplateau sichtbar.                                                                                       |      |
| Burg Restorf                        | Höhbeck 53° 2′ 31″ N, 11° 26′ 48″ O         | Motte          | Burg des 12./13. Jahrhunderts wahrscheinlich der Herren von Restorf. Im Spätmittelalter abgegangen. Hügel noch erkennbar. |      |
| Schnackenburg                       | Schnackenburg 53° 2′ 12″ N, 11° 34′ 5″ O    | Niederungsburg | Burg des 12. Jahrhunderts der Herren von Schnackenburg. Wechselhafte Besitzgeschichte. Im 15. Jahrhundert zum Schloss ausgebaut, im 17. Jahrhundert abgegangen. Keine Reste.                                                            |      |
| Gut Schnega                         | Schnega 52° 53′ 30″ N, 10° 53′ 40″ O        | Niederungsburg | Kurzlebige welfische Landesburg, 1328 abgerissen. Danach Rittergut. Unterteil eines Torturms erhalten. Gutshaus vom Ende des 19. Jahrhunderts.                                                                                          |      |
| Schwedenschanze (Höhbeck)           | Höhbeck 53° 4′ 20″ N, 11° 26′ 11″ O         | Wallburg       | Auf die Zeit um/nach 730 dendrodatierte Wallburg mit unklarer Identität der Erbauer. Im 10. Jahrhundert durch Slawen wiederverwendet. Halbkreisförmiger Abschnittswall mit vorgelagertem Spitzgraben.                                   |      |
| Vietzer Schanze                     | Höhbeck 53° 4′ 20″ N, 11° 26′ 11″ O         | Wallburg       | Identisch mit dem von 808 bis 811 in den Quellen erscheinenden Kastell Höhbeck Karls des Großen. 170 × 70 m große, rechteckige Wall-Graben-Anlage.                                                                                      |      |
| Burg Warpke                         | Schnega 52° 51′ 44″ N, 10° 52′ 10″ O        | Motte          | Sitz der 1124 erwähnten Grafen von Warpke. Später Besitz des Fürstentums Lüneburg. 1328 Neubau, 1548 abgerissen. Burghügel ist planiert, heute Gutshof.                                                                                 |      |
| Weinbergsburg                       | Hitzacker (Elbe) 53° 9′ 15″ N, 11° 2′ 37″ O | Höhenburg      | Slawische Burg vom 9. bis 11./12. Jahrhundert, danach Burg der Welfen bis um 1500. Rekonstruierte Gebäudefundamente. |      |

## Landkreis Lüneburg
| Name                  | Ort / Lage                               | Typ            | Bemerkungen | Bild |
| --------------------- | ---------------------------------------- | -------------- | --- | ---- |
| Artlenburg            | Artlenburg 53° 22′ 25″ N, 10° 29′ 14″ O  | Niederungsburg | Nach 1181 Verlegung der Ertheneburg vom Nord- an das Südufer der Elbe, wohl in den Bereich der Kirche. Im 13. Jahrhundert Verlegung der Burg des Herzogtums Sachsen-Lauenburg in den Bereich des Amtshauses von 1843 am Elbdeich.                 |      |
| Elbschloss Bleckede   | Bleckede 53° 17′ 46″ N, 10° 43′ 41″ O    | Schlossanlage  | Im Schloss haben seit einer umfassenden Sanierung im Jahre 2000 das Informationszentrum für das Biosphärenreservat Niedersächsische Elbtalaue (Biosphaerium Elbtalaue) sowie die örtliche Tourist-Information ihren Sitz                          |      |
| Cocarescem            | Kaarßen (Keine Kartierung vorhanden)     | Wallburg       | Nicht lokalisierte Burg der Billunger. In einer Chronik für die 2. Hälfte des 10. Jahrhunderts erwähnt. |      |
| Dahlenburg            | Dahlenburg 53° 11′ 21″ N, 10° 43′ 58″ O  | Niederungsburg | Burg der Welfen aus dem Ende des 12. Jahrhunderts. Im Spätmittelalter abgegangen bis auf die Kapelle. |      |
| Schloss Lüdersburg    | Lüdersburg 53° 19′ 18″ N, 10° 34′ 19″ O  | Schloss        | Schloss Lüdersburg dient heute als Hotel mit angeschlossenem Golfplatz. Die umgebenden Wirtschaftsgebäude stammen aus dem 19. Jahrhundert. |      |
| Burg Lüdershausen     | Brietlingen 53° 20′ 59″ N, 10° 27′ 19″ O | Niederungsburg | Burg der Herzöge von Braunschweig-Lüneburg, 1347 erstmals erwähnt. lange Zeit an die Stadt Lüneburg verpfändet. Nach 1648 abgerissen. Keine Reste.                                                                                                |      |
| Burg Lüneburg         | Lüneburg 53° 14′ 55″ N, 10° 23′ 46″ O    | Höhenburg      | Mitte des 10. Jahrhunderts auf dem Kalkberg errichtete Burg der Billunger. Später im Besitz der Welfen. 1371 zerstört. Danach Wartturm der Stadt Lüneburg. 1639 zur Festung ausgebaut, die nach 1802 bis auf sehr geringe Reste abgerissen wurde. |      |
| Stadtschloss Lüneburg | Lüneburg 53° 15′ 2″ N, 10° 24′ 30″ O     | Schloss        | Hier befindet sich heute das Landgericht Lüneburg. |      |
| Burg Neuhaus          | Amt Neuhaus 53° 17′ 18″ N, 10° 55′ 36″ O | Schloss        | 1369 erwähnte Burg des Herzogtums Sachsen-Lauenburg. Um 1600 Schlossneubau mit Festung. Von 1581 bis 1689 Nebenresidenz. Um 1700 abgerissen. Mauern und Reste der Festungswälle vorhanden.                                                        |      |
| Thomasburg            | Thomasburg 53° 13′ 53″ N, 10° 39′ 30″ O  | Wallburg       | Burg des 10./11. Jahrhunderts. Bis zu 25 m breiter, 7 m hoher Abschnittswall. 1124 erstmals erwähnte Kirche, vorher wurde die Burg aufgegeben. |      |
| Schloss Wehningen     | Amt Neuhaus 53° 10′ 4″ N, 11° 10′ 1″ O   | Schloss        | Um 1285 durch Hermann Ribe errichtet. Später an die Herzöge von Sachsen-Lauenburg. Mehrfach zerstört. Um 1600 durch die von Bülow durch ein Wasserschloss ersetzt. 1888 Neubau. 1979 durch die DDR-Grenztruppen abgerissen.                       |      |

## Landkreis Nienburg/Weser
| Name                           | Ort / Lage                                       | Typ            | Bemerkungen | Bild |
| ------------------------------ | ------------------------------------------------ | -------------- | --- | ---- |
| Rittergut Brokeloh             | Landesbergen-Brokeloh 52° 33′ 3″ N, 9° 12′ 33″ O | Rittergut      | Das Schloss als zentraler Teil des Ritterguts ist eine Vierflügelanlage. Neben dem Wohngebäude umschließen drei Gebäudeflügel aus Fachwerk einen etwa 15 × 10 Meter großen Innenhof. Früher umgab den Gebäudekomplex ein doppelter Wassergraben.      |      |
| Brunsburg                      | Heemsen 52° 41′ 44″ N, 9° 16′ 48″ O              | Wallburg       | Wallburg des 9. Jahrhunderts. Spornlage mit Abschnittswällen, die deutlich größer als die teilweise verschwundenen Randbefestigungen dimensioniert sind. Hauptburg mit 300 m langer Vorburg.                                                          |      |
| Burg bei Deblinghausen         | Deblinghausen 52° 35′ 21″ N, 8° 57′ 24″ O        | Wallburg       | Lage auf einem Sandrücken 250 × 80 m Größe, der von drei Dünenkuppen geprägt ist. Im Osten und Nordosten Wall von 15–20 m Breite und 2,50–3,0 m Höhe. Ansonsten kleinere Wälle.                                                                       |      |
| Burg Diepenau                  | Diepenau 52° 25′ 8″ N, 8° 43′ 19″ O              | Niederungsburg | 1382 durch Graf Erich I. von Hoya als Grenzburg gegen das Bistum Minden erbaut. Später Amtssitz, Amtshaus wurde 1883 abgebrochen. Keine Reste. |      |
| Düsselburg                     | Rehburg 52° 29′ 8″ N, 9° 11′ 3″ O                | Wallburg       | 150 × 120 m großer Ringwall mit Spitzgraben, Vorwall und hölzernem Kammertor. 8. bis 10. Jahrhundert. |      |
| Schloss Eickhof                | Liebenau 52° 35′ 44″ N, 9° 5′ 31″ O              | Schloss        | Schloss Eickhof liegt an einer Biegung der Großen Aue. Es beherbergt heute ein Zen-Kloster und ist nicht öffentlich zugänglich. |      |
| Burg Hodenberg                 | Altenbücken 52° 47′ 29″ N, 9° 9′ 17″ O           | Wasserburg     | Sitz der seit 1147 nachgewiesenen Edelherren von Hodenberg. Im 13. Jahrhundert abgegangen. Burghügel 1815 abgetragen. Heute keine Reste, nur Gedenkstein.                                                                                             |      |
| Schloss Hoya                   | Hoya 52° 48′ 20″ N, 9° 8′ 47″ O                  | Schloss        | Die dreiflügelige Anlage befindet sich heute auf dem östlichen Weserufer. Sie lag zusammen mit der Kirche ursprünglich auf einer Weserinsel, die erst Ende des 17. Jahrhunderts durch Zuschütten des Weserarmes mit dem Ort vereinigt wurde.          |      |
| Schlossplatz bei Husum         | Husum 52° 34′ 37″ N, 9° 11′ 50″ O                | Wallburg       | Befestigter Hof mit Fundgut von um 900 bis ins 12. Jahrhundert. Stark verschliffene Wall-Graben-Befestigung von 50 × 37 m Ausdehnung auf einem niedrigen Sporn.                                                                                       |      |
| Burg Liebenau                  | Liebenau 52° 36′ 11″ N, 9° 5′ 37″ O              | Niederungsburg | Im 13. Jahrhundert errichtete Burg der Grafen von Hoya. Ab 1343 Residenz. 1512 zerstört, danach nur noch Amtssitz. Überbaut. |      |
| Luccaburg                      | Loccum 52° 27′ 6″ N, 9° 9′ 17″ O                 | Niederungsburg | Burg des 12. Jahrhunderts der Grafen von Lucca. Spätestens 1163 aufgegeben. Von Ringmauer umgebener, 4 m hoher Hügel mit 55 m Durchmesser und vorgelagertem Graben. 1818 Einbau eines Grabdenkmals.                                                   |      |
| Burg Neuhaus                   | Liebenau 52° 35′ 14″ N, 9° 6′ 35″ O              | Niederungsburg | 1242 errichtete Burg des Bistums Minden. 1335 zerstört, Reste 1850 abgetragen. |      |
| Schloss Nienburg mit Stockturm | Nienburg/Weser 52° 38′ 16″ N, 9° 12′ 14″ O       | Schloss        | Schloss Nienburg war eine Schlossanlage auf dem heutigen Schloßplatz in Nienburg/Weser, die in die mittelalterliche Stadtbefestigung Nienburg einbezogen war. Bis auf den Stockturm haben sich keine baulichen Reste erhalten.                        |      |
| Alte Schanze bei Oyle          | Marklohe 52° 38′ 51″ N, 9° 8′ 6″ O               | Wallburg       | Rechteckige Wallburg von 70 × 120 m Größe in Spornlage, durch zwei Abschnittswälle gesichert. Vermutlich 9. bis 11. Jahrhundert. |      |
| Burg Rehburg                   | Rehburg 52° 28′ 27″ N, 9° 13′ 47″ O              | Burg           | Abgegangene etwa im 13. Jahrhundert erbaute Burganlage in Rehburg. Sie war eine Trutzburg der Welfen gegen die Grafen von Hoya, ebenso gegen die Grafen von Schaumburg und den Bischof von Minden.                                                    |      |
| Burg Steyerberg                | Steyerberg 52° 34′ 22″ N, 9° 0′ 45″ O            | Motte          | 1259 erwähnte Motte der Grafen von Hoya, mit dem Bistum Minden umstritten. Wohl im 15. Jahrhundert ins Tal verlegt. |      |
| Burg Stolzenau                 | Stolzenau 52° 30′ 40″ N, 9° 4′ 46″ O             | Niederungsburg | Mitte 14. Jahrhundert errichtete Burg der Grafen von Hoya. Zwischen 1530 und 1569 Ausbau zum Residenzschloss. 1627 zerstört, anschließend Amtssitz. Keine Reste.                                                                                      |      |
| Burg Stumpenhusen              | Wietzen 52° 42′ 47″ N, 9° 5′ 56″ O               | Turmhügelburg  | 1091 von den Edelherren von Stumpenhusen errichtet. Nach 1231 abgegangen. Mitte des 19. Jahrhunderts einplaniert. |      |
| Burg Wölpe                     | Nienburg/Weser 52° 39′ 44″ N, 9° 15′ 11″ O       | Motte          | Burg der Grafen von Wölpe aus dem Beginn des 12. Jahrhunderts. Ab 1302 Amtssitz des Herzogtums Braunschweig-Lüneburg. 1519/23 zerstört, danach als Schloss unterhalb des Turmhügels wieder aufgebaut. 1877 abgebrochen. Turmhügel ist noch vorhanden. |      |

## Landkreis Northeim
| Name                             | Ort / Lage                                          | Typ            | Bemerkungen | Bild |
| -------------------------------- | --------------------------------------------------- | -------------- | --- | ---- |
| Burg Barberg                     | Dassel 51° 51′ 1″ N, 9° 45′ 44″ O                   | Spornburg      | Hochmittelalterliche Abschnittsbefestigung mit Turmrest. |      |
| Burg Brunstein                   | Langenholtensen 51° 43′ 33″ N, 10° 2′ 20″ O         | Spornburg      | 1349 erwähnte Burg des Herzogtums Braunschweig-Göttingen. 1694 aufgegeben, 1764 aufgegeben, Schuttwälle und Schutthügel. |      |
| Alte Burg (Bühle)                | Bühle 51° 39′ 11″ N, 9° 59′ 49″ O                   | Motte          | Wallburg der vorrömischen Eisenzeit. Darin Mottenhügel von ca. 20 × 30 m Größe und ca. 2,5 m Höhe mit Graben und Turmfundament. 1440 als Oldenburg erwähnt. |      |
| Dunieburg                        | Uslar 51° 38′ 40″ N, 9° 38′ 20″ O                   | Wallburg       | Ringwall von ca. 90 × 60 m Größe mit Vorburg im Südwesten. Keramik des 9.–11. Jahrhunderts. Schlecht erhalten. |      |
| Erichsburg                       | Dassel 51° 49′ 21″ N, 9° 43′ 6″ O                   | Burg           | Die Erichsburg war früher durch einen breiten Wassergraben und hohe Wälle geschützt. Neben ihr lag ein landwirtschaftliches Vorwerk. Die Burg ist in wesentlichen Teilen erhalten. |      |
| Schlossruine Freudenthal         | Uslar 51° 39′ 30″ N, 9° 37′ 53″ O                   | Schloss        | Die im Stil der Weserrenaissance gebaute Anlage brannte 53 Jahre nach Baubeginn nach einem Blitzschlag aus und wurde nicht wieder aufgebaut. Von der Schlossruine sind im heutigen Uslarer Schlosspark noch Mauern des Sockelgeschosses vorhanden. |      |
| Burg Gandersheim                 | Bad Gandersheim 51° 52′ 19″ N, 10° 1′ 41″ O         | Wasserburg     | 1318 erwähnte Burg der Welfen als Vögte des Stiftes Gandersheim. Heutiger Bau von 1530. Wassergraben ist zugeschüttet. |      |
| Burg Gladebeck                   | Gladebeck 51° 37′ 9″ N, 9° 51′ 9″ O                 | Wasserburg     | 1427 erwähnte Burg der Herren von Gladebeck. Im Dreißigjährigen Krieg zerstört. 1840 Errichtung eines Herrenhauses auf dem Vorburggelände. Ansonsten Wallreste. |      |
| Burg Greene                      | Kreiensen 51° 51′ 15″ N, 9° 56′ 4″ O                | Burg           | Die 1308 hoch über dem Leinetal erbaute Burg Greene besteht heute im Wesentlichen aus dem 25 m hohen Bergfried. |      |
| Burg Grubenhagen                 | Einbeck 51° 45′ 53″ N, 9° 49′ 2″ O                  | Burg           | Die Burg wurde wahrscheinlich im 13. Jahrhundert durch Heinrich den Löwen erbaut. Seit Ende des 16. Jahrhunderts wurde sie nicht mehr genutzt. Erhalten sind der 19 m hohe Bergfried und ein daneben stehender ehemaliger Pferdestall aus dem 19./20. Jahrhundert. Beide Gebäude wurden in den 1980er Jahren wieder hergerichtet und sind öffentlich zugänglich.                      |      |
| Burg Hardegsen                   | Hardegsen 51° 39′ 4″ N, 9° 49′ 34″ O                | Burg           | Der erhaltene Wohnturm, das sogenannte Muthaus, wurde 1324 durch die Herren von Rosdorf erbaut und kam 1379 an Herzog Otto von Braunschweig zu Göttingen; er diente ihm und später anderen Mitgliedern des Welfenhauses als Wohnsitz. |      |
| Burg Hardenberg                  | Nörten-Hardenberg 51° 37′ 47″ N, 9° 56′ 57″ O       | Doppelburg     | Burg Hardenberg ist eine Doppelburg, die in Vorder- und Hinterhaus Hardenberg benannt wurde. Die eine Linie der Herren von Hardenberg bewohnte den älteren Teil der Burganlage, das sogenannte Hinterhaus. Die andere Linie bewohnte den nördlichen Teil, das Vorderhaus. Zur Wahrung des Friedens und zur Einhaltung der Verpflichtungen schlossen beide Parteien einen Burgfrieden. |      |
| Schloss Hardenberg               | Nörten-Hardenberg 51° 38′ 3″ N, 9° 56′ 46″ O        | Schloss        | Schloss Hardenberg, auch Vorderhaus genannt, ist der private Wohnsitz der Grafen von Hardenberg. Die barocke Gutsanlage liegt am westlichen Fuß des Burgbergs etwa 600 m nordwestlich der Burgruine Hardenberg. Das Herrenhaus wurde 1701–1710 erbaut, Baumeister war Georg Sigismund Schmidt aus Hannover.                                                                           |      |
| Heldenburg                       | Einbeck 51° 47′ 59″ N, 9° 54′ 45″ O                 | Burg           | Am Fuß der Burg befindet sich eine Salzquelle, zum Schutz dieser Quelle wurde die Burg im 13. Jahrhundert errichtet. Heute finden Gottesdienste und Veranstaltungen auf der Burg statt. |      |
| Hüburg                           | Greene 51° 50′ 58″ N, 9° 57′ 10″ O                  | Spornburg      | Wohl 980 existent. Vorläuferin der Burg Greene. Doppelte Abschnittsbefestigung, die in einer zweiten Phase um das ganze Burgplateau erweitert wurde. Keramik des 10. bis 12. Jahrhunderts. Wälle und Gräben erkennbar. |      |
| Burg Hunnesrück                  | Dassel 51° 49′ 16″ N, 9° 40′ 57″ O                  | Burg           | Die Burg Hunnesrück wurde im 13. Jahrhundert erbaut und 1521 während der Hildesheimer Stiftsfehde zerstört. Erhalten sind Graben-, Mauer- und Wallreste. |      |
| Katlenburg                       | Katlenburg-Lindau 51° 40′ 40″ N, 10° 6′ 1″ O        | Spornburg      | Die im 11. Jahrhundert als Spornburg entstandene Anlage war in ihrer wechselhaften Geschichte die längste Zeit ein Kloster und Sitz einer landwirtschaftlichen Domäne, später Bildungsstätte. Seit 1990 ist die Anlage als Bücherburg bekannt geworden. |      |
| Neue Burg Lindau                 | Lindau 51° 39′ 9″ N, 10° 7′ 23″ O                   | Niederungsburg | Heute existiert von der Burg Lindau nur noch ein einziges Gebäude, das sogenannte Mushaus. Errichtet wurde es vermutlich Anfang des 14. Jahrhunderts als Wohnturm (Palas) den Hildesheimer Bischof Otto II. |      |
| Löwenburg                        | Lauenberg 51° 45′ 58″ N, 9° 45′ 20″ O               | Spornburg      | 1388 erwähnte Burg der Welfen, wahrscheinlich Gründung der Grafen von Dassel. Nach 1530 abgegangen. Markanter Ruinenrest eines Wohnbaus. |      |
| Burg Moringen                    | Moringen 51° 41′ 49″ N, 9° 52′ 8″ O                 | Wasserburg     | 1157 erwähnte Keimzelle der Stadt Moringen. Welfischer Amtssitz. 1720 Bau des barocken Amtshauses. Ein mittelalterliches Burggebäude und Rest des Wassergrabens. |      |
| Schloss Nienover                 | Nienover 51° 40′ 50″ N, 9° 31′ 22″ O                | Jagdschloss    | Schloss Nienover ist ein zwischen 1640 und 1656 errichtetes, dreiflügeliges Jagdschloss im Solling. Es entstand an der Stelle einer mittelalterlichen Burg, die 1626 während des Dreißigjährigen Kriegs zerstört wurde. |      |
| Schloss Oldershausen             | Oldershausen (Kalefeld) 51° 47′ 30″ N, 10° 5′ 21″ O | Schloss        | Das im 19. Jahrhundert im neugotischen Stil erbaute Schloss der Familie von Oldershausen verfällt seit den 1980er Jahren. |      |
| Turmhügelburg Trögen             | Hardegsen 51° 40′ 31″ N, 9° 49′ 5″ O                | Motte          | Mottenhügel von 35 m Durchmesser, durch eine doppelte Abschnittsbefestigung geschützt. |      |
| Burgstall Vogelsburg (Vogelbeck) | Vogelbeck 51° 47′ 28″ N, 9° 56′ 55″ O               | Wallburg       | Doppelter Ringwall, zusätzlich durch eine Abschnittsbefestigung geschützt. Zwei frühmittelalterliche Phasen, aber Ursprung wahrscheinlich in der Eisenzeit. |      |
| Burg Westerhof                   | Kalefeld 51° 46′ 13″ N, 10° 6′ 55″ O                | Höhenburg      | Burg der Welfen vom Ende des 12. Jahrhunderts, später an das Bistum Hildesheim. Ab 1523 welfischer Amtssitz. |      |

## Landkreis Oldenburg
| Name                  | Ort / Lage                                         | Typ            | Bemerkungen | Bild |
| --------------------- | -------------------------------------------------- | -------------- | --- | ---- |
| Schloss Harpstedt     | Harpstedt 52° 54′ 32″ N, 8° 35′ 25″ O              | Schloss        | Die Burg wurde um 1300 durch die Grafen von Neubruchhausen errichtet. 1384 ging sie an die Grafen von Hoya. 1554 Ausbau zum Schloss. 1739 abgebrannt. 1741 bis 1743 Bau des bestehenden Amtshofs Harpstedt, der 1981 um einen Westflügel erweitert wurde. |      |
| Heidenwall (Dehlthun) | Ganderkesee 53° 1′ 41″ N, 8° 29′ 37″ O             | Wallburg       | Wallburg des 9. Jahrhunderts, Rundovaler Wall noch bis zu 4 m hoch erhalten. Davor Graben und mehrere, z. T. verschwundene Vorwälle. |      |
| Welsburg              | Dötlingen 53° 0′ 30″ N, 8° 28′ 20″ O               | Niederungsburg | 1359 erwähnte Burg der Grafschaft Delmenhorst. 1407 zerstört, danach wiederaufgebaut. 1479 endgültig zerstört. Hauptburg und zwei Vorburgen mit Wällen, Gräben und Palisaden befestigt. Gebäude aus Holz und Fachwerk.                                    |      |
| Westerburg            | Westerburg (Wardenburg) 53° 1′ 24″ N, 8° 14′ 13″ O | Niederungsburg | 1359 durch die Grafschaft Oldenburg als Ersatz für die zerstörte Wardenburg errichtet. Mehrfach zerstört, das letzte mal 1538. 1835 abgetragen. Kaum mehr erkennbar.                                                                                      |      |
| Burg Wildeshausen     | Wildeshausen 52° 53′ 42″ N, 8° 26′ 19″ O           | Motte          | Um 1150 errichtete Stammburg der Wildeshausener Linie der Grafen von Oldenburg. Eine der größten Motten Niedersachsens. Im 17./18. Jahrhundert abgerissen. 60 × 45 m großes und 5–6 m hohes Burgplateau. Ringmauer und Bergfried sind verschwunden.       |      |

## Stadt Oldenburg
| Name              | Ort / Lage                           | Typ                               | Bemerkungen | Bild |
| ----------------- | ------------------------------------ | --------------------------------- | --- | ---- |
| Burg Beverbäke    | Oldenburg 53° 9′ 1″ N, 8° 13′ 56″ O  | Motte                             | Abgegangene Motte (Turmhügelburg) im Oldenburger Stadtteil Donnerschwee aus dem 13. Jahrhundert. Die erste urkundliche Erwähnung der Herren von Beverbäke ist im Jahr 1233. |      |
| Burg Donnerschwee | Oldenburg 53° 8′ 35″ N, 8° 14′ 33″ O | Niederungsburg                    | Abgegangene Niederungsburg im Oldenburger Stadtteil Donnerschwee aus dem 11. Jahrhundert. Der Burgplatz war auf einer Luftaufnahme aus dem Jahr 1952 noch zu erkennen und hatte eine Größe von etwa 30 × 40 Metern.                                                                              |      |
| Heidenwall        | Oldenburg 53° 8′ 28″ N, 8° 15′ 4″ O  | Ringwallanlage                    | Der Heidenwall war eine im 11. Jahrhundert entstandene Ringwallanlage, deren hölzerne Reste sich im Boden erhalten haben. Die Befestigungsanlage nahe der Hunte diente vermutlich der Kontrolle einer Furt am Fluss, über den ein Handelsweg von Süden bzw. von Bremen nach Ostfriesland führte. |      |
| Schloss Oldenburg | Oldenburg 53° 8′ 16″ N, 8° 13′ 0″ O  | ehemals Wasserburg, heute Schloss | Die ehemalige Residenz der Grafen, Herzöge und Großherzöge von Oldenburg beherbergt heute das Landesmuseum für Kunst und Kulturgeschichte Oldenburg, ein Mehrspartenmuseum mit Sammlungen, deren Ursprünge teilweise im frühen 19. Jahrhundert liegen.                                           |      |

## Landkreis Osnabrück
| Name                                | Ort / Lage                                            | Typ                 | Bemerkungen | Bild |
| ----------------------------------- | ----------------------------------------------------- | ------------------- | --- | ---- |
| Alte Burg (Holte)                   | Bissendorf 52° 13′ 20″ N, 8° 11′ 4″ O                 | Wallburg            | Motte der Herren von Holte aus der 1. Hälfte des 11. Jahrhunderts. Dort 1245 Gründung eines Klosters. |      |
| Herrenhaus Altenhagen               | Hagen am Teutoburger Wald 52° 12′ 11″ N, 7° 59′ 59″ O | Rittergut           | Eingeschossiges Herrenhaus mit hohem Walmdach, Vorburg mit Tordurchfahrt. 1717 Bau des heutigen Herrenhauses. |      |
| Schloss Antensburg                  | Ostercappeln                                          | Rittergut           | Schloss Antensburg war ein Rittergut, das sich im niedersächsischen Ostercappeln befand. Namentlich bekannte Besitzer waren von 1830 bis 1874 die Grafen zu Münster, von 1901 bis 1911 die Herren von Bar. Das Schloss existiert heute nicht mehr, vorhanden sind nur noch einige wenige, ehemalige Wirtschaftsgebäude. |      |
| Rittergut Arenshorst                | Bohmte 52° 21′ 28″ N, 8° 17′ 22″ O                    | Wasserburg          | Eine Burg Arenshorst wurde erstmals 1354 erwähnt, als sie Helembert von der Horst der Familie von Quernheim vererbte. Später Aufsplitterung des Besitzes und Bau mehrerer Herrenhäuser. Heutiges Schlossgebäude um 1740 errichtet. |      |
| Schloss Astrup                      | Belm 52° 19′ 8″ N, 8° 9′ 32″ O                        | Motte               | Gut der Herren von Astrup, spätestens um 1400 zur Burg ausgebaut. Vermutlich ursprünglich eine Motte. Keine Reste, auch vom Gut. |      |
| Herrenhaus Auburg                   | Melle                                                 | Rittergut           | |      |
| Bardenburg                          | Georgsmarienhütte 52° 11′ 29″ N, 8° 2′ 40″ O          | Wallburg            | 260 m lange Wallburg aus Vor- und Hauptburg. Zweiphasig. Vermutlich 9. Jahrhundert. |      |
| Wasserburg Alt Barenaue             | Bramsche 52° 25′ 20″ N, 8° 7′ 30″ O                   | Wasserburg          | Die Burg Alt Barenaue gehört zu den Wasserburgen mit rundem Grundriss, die bis zur Mitte des 14. Jahrhunderts die übliche Bauweise im Osnabrücker Land darstellten. |      |
| Schloss Neu Barenaue                | Bramsche 52° 24′ 35″ N, 8° 6′ 53″ O                   | Schloss             | Die Familie von Bar ließ das zweistöckige zweigeschossige Herrenhaus in den Jahren 1857 bis 1862 erbauen. Sie lebte zuvor in der Wasserburg Alt Barenaue, die sich heute auf der anderen Seite des Mittellandkanals befindet. |      |
| Haus Bissendorf                     | Bissendorf 52° 14′ 10″ N, 8° 10′ 13″ O                | Festes Haus         | Stammsitz der seit 1182 genannten Herren von Bissendorf. Erstes Herrenhaus 10./11. Jahrhundert. Aus dem Spätmittelalter stammt der Kern des heutigen Baus, der ursprünglich umgräftet war. |      |
| Haus Borgloh                        | Hilter                                                | Herrensitz          | |      |
| Herrenhaus Borgwedde                | Ostercappeln                                          | Rittergut           | |      |
| Haus Brinke                         | Georgsmarienhütte                                     | Herrensitz          | |      |
| Schloss Bruche                      | Melle 52° 12′ 18″ N, 8° 21′ 25″ O                     | Wasserburg, Schloss | Der Adelssitz Bruche entstand 1350 aus dem Meierhof zu Broke, er war Stammsitz des ab 1180 nachweisbaren Geschlechts von Broke. Das heutige Herrenhaus besteht aus einem zweistöckigen Rechteckbau mit leicht vorspringendem, übergiebelten Mittelrisalit und Freitreppe. |      |
| Burg Bruchmühlen                    | Melle-Bruchmühlen 52° 12′ 1″ N, 8° 27′ 13″ O          | Wasserburg          | Die in einer feuchten Niederung der Else erbaute Wasserburg war namensgebend für den Ort Bruchmühlen. Sie wurde erstmals 1322 als Offenhaus der Grafen von Ravensberg erwähnt. |      |
| Herrenhaus Buddemühlen              | Bad Essen                                             | Rittergut           | |      |
| Diedrichsburg                       | Melle 52° 13′ 57″ N, 8° 21′ 5″ O                      | Höhenburg           | Die heutige Burg wurde Mitte des 19. Jahrhunderts im neogotisch sowie neoromanischen Stil als Nachahmung eines mittelalterlichen Wehrturmes erbaut. Sie besteht aus einem 26 m hohen Turm nach Art eines Bergfriedes, flankiert von zwei eingeschossigen Seitenflügeln nach Art eines Palas. |      |
| Schloss Eggermühlen                 | Bersenbrück-Eggermühlen 52° 33′ 53″ N, 7° 48′ 54″ O   | Wasserschloss       | Schloss Eggermühlen geht auf einen Rittersitz aus dem 13. Jahrhundert zurück, der aber in der ursprünglichen Form nicht erhalten geblieben ist. Zu der barocken Schlossanlage gehören auch eine aus Ziegeln errichtete Orangerie von Johann Conrad Schlaun und eine Schlosskapelle. Die zugehörigen Ländereien werden land- und forstwirtschaftlich genutzt, die Nebengebäude auch als Ferienanlager.                                                                                        |      |
| Herrenhof Engelgarten               | Melle                                                 | Herrensitz          | |      |
| Felddieksboll                       | Nortrup 52° 35′ 18″ N, 7° 52′ 29″ O                   | Motte               | Turmhügel mit 70 m Durchmesser und 6 m Höhe. Umgebender Doppelgraben mit Wall. Wahrscheinlich Vorgänger des Guts Loxten. |      |
| Schloss Fürstenau (Fürstenau)       | Fürstenau 52° 30′ 58″ N, 7° 40′ 22″ O                 | Landesburg          | Fürstenau ist eine ehemalige Landesburg des Hochstifts Osnabrück, die im 14. Jahrhundert gegründet wurde und im 16./17. Jahrhundert als Residenz des Fürstbischofs diente. Es wird heute als Verwaltungssitz der Stadt und Samtgemeinde Fürstenau genutzt. |      |
| Schloss Gesmold                     | Melle 52° 12′ 57″ N, 8° 16′ 44″ O                     | Wasserburg          | Das heutige Schloss bestand anfangs nur aus einem Wohn- und Fliehturm, der noch zum ursprünglichen Baubestand aus der 2. Hälfte des 12. Jahrhunderts gehören dürfte. In den Jahren 1544 bis 1559 wurde er zu einem Schloss ausgebaut. Die Schlossanlage hatte zwei Vorburgen und war von drei Befestigungsgräben umgeben. Über diese führte jeweils eine Zugbrücke zum Hauptgebäude. |      |
| Burg Grönenberg                     | Melle 52° 12′ 19″ N, 8° 19′ 40″ O                     | Motte               | Der Burghügel liegt inmitten des heutigen Grönenbergparks, ein Naherholungsgebiet, in dem die Landesturnschule von Niedersachsen und das Grönegaumuseum ihren Sitz haben. |      |
| Burg Haslage                        | Hasbergen 52° 13′ 28″ N, 7° 55′ 35″ O                 | Niederungsburg      | 1292 erwähnter Ministerialensitz. Zu einem unbekannten Zeitpunkt ist die Burg abgerissen worden, danach existierte nur noch ein mittlerweile abgegangenes Gut. |      |
| Herrenhaus Herringhausen            | Bohmte                                                | Rittergut           | |      |
| Holter Burg                         | Bissendorf 52° 12′ 53″ N, 8° 11′ 12″ O                | Höhenburg           | Die Holter Burg ist die älteste Burganlage in der Gemeinde Bissendorf. |      |
| Hünenburg (Riemsloh)                | Melle-Riemsloh 52° 11′ 15″ N, 8° 26′ 25″ O            | Wallburg            | Die zweiteilige Wallburg liegt im Zwickel zweier Bäche, wodurch sie an zwei Seiten durch steile Hänge von 8–10 m Höhe geschützt wird. |      |
| Schloss Hünnefeld                   | Bad Essen 52° 20′ 2″ N, 8° 20′ 4″ O                   | Wasserburg          | Das heutige Herrenhaus wurde mit seinem nördlichen Seitenflügel als Teil einer Dreiflügelanlage von 1610 bis 1614 errichtet, geplant war aber ursprünglich eine Vierflügelanlage. Der südliche Seitenflügel wurde 1658 ergänzt. |      |
| Burg Hunteburg                      | Bohmte 52° 26′ 20″ N, 8° 16′ 40″ O                    | Wasserburg          | Die Burg Hunteburg wurde erstmals urkundlich 1324 erwähnt. Die noch erhaltene „Bogenbrücke“ vor dem heutigen Amtshaus aus dem Jahr 1424 ist das älteste Bauwerk in Hunteburg. |      |
| Schloss und Benediktinerabtei Iburg | Bad Iburg 52° 9′ 29″ N, 8° 2′ 31″ O                   | Höhenburg           | Die Iburg entstand 1070 auf einer Anhöhe als Burg mit Holzkapelle, das Benediktinerkloster in ihr wurde 1080 gegründet. Vom 11. bis Ende des 17. Jahrhunderts residierten die Bischöfe von Osnabrück in der Doppelanlage aus Schloss und Kloster. Kunstgeschichtlich bemerkenswert ist der Rittersaal aus dem 17. Jahrhundert wegen seiner Deckenmalerei in perspektivischer Scheinarchitektur. Iburg ist die älteste Ritterburg und neben der Holter Burg die einzige Bergburg des Bistums. |      |
| Jagdschlösschen Iburg               | Bad Iburg 52° 9′ 44″ N, 8° 2′ 13″ O                   | Jagdschloss         | Nach der Säkularisation im Jahr 1803 wurde das Jagdschlösschen Wohnhaus der Revierförster. Sie durften darin eine Gaststätte mit Ausschank betreiben. |      |
| Schloss Ippenburg                   | Bad Essen 52° 20′ 25″ N, 8° 21′ 41″ O                 | Wasserburg          | Schloss Ippenburg ist ein Adelswohnsitz im Stil der Neugotik. Er ist seit mehr als 600 Jahren im Besitz der Familie von dem Bussche-Ippenburg. Bekannt sind das Schloss Ippenburg und sein Park durch die seit 1998 alljährlich stattfindenden Gartenfestivals. |      |
| Gut Kaldenhof                       | Ostercappeln 52° 20′ 0″ N, 8° 14′ 55″ O               | Motte               | Mottenhügel nur auf alten Karten eingezeichnet. Gut 1360 erstmals erwähnt. Letztes Herrenhaus im 17. Jahrhundert erbaut und 1910 angerissen. Heute Ruine. Geburtsort des Zentrumspolitikers Ludwig Windthorst. |      |
| Schloss Königsbrück                 | Melle-Neuenkirchen 52° 7′ 57″ N, 8° 24′ 18″ O         | Wasserburg          | Heute ist von dem Renaissanceschloss noch ein dreigeschossiger, 45 m langer Flügel mit Hausdurchfahrt und repräsentativem Südgiebel erhalten. |      |
| Herrenhaus Krebsburg                | Ostercappeln 52° 20′ 57″ N, 8° 12′ 6″ O               | Rittergut           | Die Krebsburg wird als Lehen der Grafschaft Bentheim 1346/47 erstmals erwähnt. Von der alten Burg sind nördlich des heutigen Herrenhauses in sumpfigem Gelände noch Reste des Wassergrabens und der Fundamente erhalten. Auf einer Anhöhe entstand um 1750 das heutige Herrenhaus mit zwei Wirtschaftsgebäuden. |      |
| Herrenhaus Krietenstein             | Bad Essen                                             | Rittergut           | |      |
| Herrenhaus Kuhof                    | Ostercappeln                                          | Rittergut           | |      |
| Herrenhaus Langelage                | Bohmte 52° 22′ 10″ N, 8° 14′ 38″ O                    | Rittergut           | Das alte Herrenhaus des Gutes stammt aus dem 16. Jahrhundert. 1724 wurde 100 m östlich ein weiteres Herrenhaus mit dazugehöriger Orangerie errichtet. 1936 sind die Nebengebäude durch einen modernen Baukomplex ersetzt worden. |      |
| Schloss Ledenburg                   | Bissendorf 52° 14′ 4″ N, 8° 14′ 33″ O                 | Wasserschloss       | Heute besteht das von Wassergräben umgebene Schloss Ledenburg aus zwei Flügeln des Haupthauses mit einem vorgebauten Turm. Westlich steht die aus Torhaus und Nebengebäuden gebildete Vorburg. |      |
| Rittergut Lonne                     | Fürstenau-Bippen                                      | Rittergut           | |      |
| Rittergut Loxten                    | Nortrup 52° 35′ 35″ N, 7° 52′ 11″ O                   | Rittergut           | Möglicherweise war die südlich gelegene Motte Felddieksboll die Vorgängeranlage des Schlosses. Das Schloss Loxten wurde 1474 durch Johann von Dinklage auf einem existierenden Hof erbaut. |      |
| Moorburg                            | Menslage 52° 41′ 35″ N, 7° 47′ 33″ O                  | Wallburg            | Im 11. Jahrhundert gegründete Wallburg, die in der zweiten Hälfte des 12. Jahrhunderts wieder aufgegeben wurde. 90 × 60 m umfassende Holz-Erde-Befestigung mit Spitzgraben. Nur noch Plateau sichtbar. |      |
| Rittergut Ostenwalde                | Melle 52° 14′ 36″ N, 8° 20′ 45″ O                     | Wasserburg          | Seit 1343 im Besitz der Herren von Vincke. Wasserburg mit Vorburg. Herrenhaus besteht aus einem Dreiflügelbau des 17.-20. Jahrhunderts. |      |
| Rittergut Osthoff                   | Georgsmarienhütte                                     | Rittergut           | |      |
| Schloss Palsterkamp                 | Bad Rothenfelde 52° 6′ 45″ N, 8° 10′ 36″ O            | Wasserburg          | Die Burganlage ist in den 1880er Jahren abgerissen worden. Das heutige Herrenhaus entstand zwischen 1786 und 1790. Umgeben ist die Anlage heute noch von einer ringförmigen Gräfte und einem Außenwall. |      |
| Burg Quakenbrück                    | Quakenbrück 52° 40′ 29″ N, 7° 57′ 34″ O               | Niederungsburg      | Zwischen 1227 und 1234 vom Hochstift Osnabrück als Grenzburg gegen die Grafschaft Tecklenburg errichtet. Um 1500 abgerissen. Keine Reste. |      |
| Herrenhaus Rabingen                 | Melle                                                 | Rittergut           | |      |
| Burg Schagen                        | Bramsche 52° 23′ 6″ N, 7° 57′ 3″ O                    | Niederungsburg      | 1186 Sitz der Herren von Schagen, Ende 15. Jahrhundert aufgegeben. Im 19. Jahrhundert bis auf einen Mauerrest abgetragen. |      |
| Burg Scheventorf                    | Bad Iburg 52° 8′ 13″ N, 8° 2′ 7″ O                    | Wasserburg          | Ein Teil der Burganlage aus der Bauzeit um 1552 gilt als älteste bestehende Fachwerkkonstruktion des Osnabrücker Landes. |      |
| Schloss Schelenburg                 | Bissendorf-Schledehausen 52° 16′ 59″ N, 8° 13′ 36″ O  | Wasserburg          | Die Burg wurde 1160 zum ersten Mal urkundlich erwähnt, wird aber auf das 11. Jahrhundert geschätzt. Ihr ältester Teil ist der gotische Wohnturm aus dem 12. Jahrhundert. Im Mittelalter war er rundum von Wasser umgeben und konnte nur über eine Leiter zum ersten Stockwerk erreicht werden. |      |
| Schleppenburg                       | Bad Iburg 52° 7′ 53″ N, 8° 2′ 11″ O                   | Wasserburg          | Wie Burg Scheventorf befand sich die Schleppenburg bis zur Säkularisation 1803 im Besitz des Bistums Osnabrück und war anschließend domänenfiskalischer Besitz. Die Güter Schleppenburg und Scheventorf wurden 1885 in den heutigen Bad Iburger Stadtteil Ostenfelde eingegliedert. |      |
| Schloss Schlichthorst               | Neuenkirchen-Merzen                                   | Schloss             | |      |
| Herrenhaus Schwegerhoff             | Ostercappeln                                          | Rittergut           | |      |
| Schloss Sögeln                      | Bramsche 52° 27′ 0″ N, 8° 0′ 25″ O                    | Wasserburg          | Ortsadelsgeschlecht ab 1236 nachgewiesen, Burg ausdrücklich ab 1344. Im Besitz diverser Ministerialengeschlechter. 1793 Zuschüttung des Grabens und Bau des heutigen klassizistischen Herrenhauses. |      |
| Gut Sondermühlen                    | Melle 52° 9′ 52″ N, 8° 20′ 50″ O                      | Wasserburg          | Am Ende des 15. Jahrhunderts an einer Mühle errichtet. Wassergraben mit Torhaus und Kapelle. Baubestand 16./17. Jahrhundert. |      |
| Rittergut Stockum                   | Bissendorf 52° 15′ 25″ N, 8° 9′ 51″ O                 | Rittergut           | Die Burg Stockum erscheint erstmals 1259 im Besitz des Hugo von Bar in der historischen Überlieferung, dessen Nachfahren sich dann nach der Burg „von Stockum“ nannten. |      |
| Rittersitz Streithorst              | Bohmte                                                | Adelssitz           | |      |
| Herrenhaus Uhlenbrook               | Ostercappeln                                          | Rittergut           | |      |
| Burg Vinkemühlen                    | Melle-Insingdorf 52° 10′ 25″ N, 8° 23′ 22″ O          | Niederungsburg      | 1340 erwähnter Stammsitz der Herren von Vinke. Nach 1461 nur noch Gut. Abgegangen. |      |
| Herrenhaus Vorwalde                 | Ostercappeln                                          | Rittergut           | |      |
| Herrenhaus Wahlburg                 | Ostercappeln 52° 22′ 42″ N, 8° 11′ 52″ O              | Rittergut           | 1368 wurde die Wahlburg als Burg im Besitz der Herren von Bar erstmals erwähnt. Im Folgenden wechselte die Anlage sehr häufig den Besitzer. Das heutige Herrenhaus stammt aus dem Jahr 1774, die Nebengebäude sind jünger. |      |
| Gut Warmenau                        | Schiplage-St. Annen 52° 9′ 8″ N, 8° 26′ 46″ O         | Rittergut           | Torhaus und Herrenhaus sind bewohnt. Landwirtschaftliche Nebengebäude auf der Gräfteninseln, meist in Fachwerkbauweise errichtet. Gräfte und Garten sind naturnah angelegt. |      |
| Gut Wallenbrück                     | Schiplage-St. Annen 52° 9′ 2″ N, 8° 26′ 34″ O         | Rittergut           | Die älteste urkundliche Erwähnung des Gutes Wallenbrück erfolgte in der Urkunde der Nonne Demod 1096. 1750 oder nach anderen Quellen 1842 wurden die letzten Gebäude von Gut Wallenbrück abgebrochen. |      |
| Wehlburg                            | Wehdel 52° 50′ 57″ N, 8° 3′ 26″ O                     | Wasserburg          | Im 14. Jahrhundert errichtet, Ende des 14. Jahrhunderts im Besitz der Herren von Dincklage. 1444 abgerissen. An der Stelle entstand 1750 ein Gehöft, das in das Museumsdorf Cloppenburg transloziert wurde. |      |
| Wittekindsburg (Bramsche)           | Bramsche 52° 22′ 4″ N, 8° 3′ 15″ O                    | Niederungsburg      | Die Burg besteht aus einer 24 × 13 m großen, ungefähr rechteckigen Aufschüttung, die zwei Bauphasen aufweist. |      |
| Wittekindsburg (Rulle)              | Wallenhorst 52° 19′ 34″ N, 8° 5′ 0″ O                 | Höhenburg           | Die Wittekindsburg im Nettetal bei Rulle im Osnabrücker Bergland besaß eine Fläche von ca. 16 Hektar und gilt als größte frühmittelalterliche Befestigungsanlage (Höhenburg) Niedersachsens. Heute besteht sie nur noch aus einer Reihe von Grundmauern. |      |
| Wittekindsburg (Rüssel)             | Ankum 52° 31′ 54″ N, 7° 53′ 59″ O                     | Wallburg            | Frühmittelalterliche Wallburg, die im 20. Jahrhundert mit Ausnahme der Vorwälle zerstört wurde. Rechteckiges Kernwerk von 70 × 115 m Größe mit Sohlgraben. |      |
| Burg Wittlage                       | Bad Essen 52° 19′ 15″ N, 8° 22′ 25″ O                 | Festung             | Die Burg Wittlage wurde 1309 vom Osnabrücker Bischof Engelbert (II.) von Weihe als Stiftsburg zur Sicherung der östlichen Landesgrenze gegen Ravensberg gebaut. |      |

## Stadt Osnabrück
| Name                  | Ort / Lage                                      | Typ             | Bemerkungen | Bild |
| --------------------- | ----------------------------------------------- | --------------- | --- | ---- |
| Schloss Eversburg     | Osnabrück-Eversburg 52° 18′ 32″ N, 7° 59′ 42″ O | Gutshof         | Die Eversburg ist aus dem Hof Eversfeld hervorgegangen, der 1223 an das Domkapitel Osnabrück verkauft wurde. Sie war das bedeutendste der domkapitularischen Güter und diente als Sommerresidenz der Osnabrücker Dompröpste. Mit der Säkularisation von 1802 fiel sie an den Staat.                                                                                  |      |
| Haus Gartlage         | Osnabrück-Dodesheide 52° 17′ 38″ N, 8° 4′ 45″ O | Herrenhaus      | Die älteste urkundliche Erwähnung der Gartlage als Besitzung des Hochstifts Osnabrück stammt aus dem Jahr 1190. |      |
| Schloss Honeburg      | Osnabrück-Haste 52° 18′ 35″ N, 8° 1′ 53″ O      | Wasserburg      | Die spätmittelalterliche Gestalt der Burg ist unbekannt. Das Gut besteht heute aus einem Herrenhaus, zwei Wirtschaftsgebäuden, dem Torhaus und der Kapelle. |      |
| Ledenhof              | Osnabrück 52° 16′ 20″ N, 8° 2′ 43″ O            | Palas           | Der Ledenhof war im Mittelalter der Stadtsitz des Patrizier- und Adelsgeschlechts von Leden. Von der einst umfangreichen Hoflage sind das siebengeschossige Steinwerk und ein Palas mit Treppenturm erhalten. Der Ledenhof ist seit 2002 Sitz der Deutschen Stiftung Friedensforschung.                                                                              |      |
| Gut Leye              | Osnabrück-Atter 52° 17′ 46″ N, 7° 57′ 51″ O     | Gutshof         | Gut Leye ist eine Gutsanlage mit Herrenhaus im großen Wald- und Landschaftsgebiet „Leye“ in Osnabrück-Atter. Es befindet sich seit 1680 im Besitz der Familie Ostman von der Leye. |      |
| Petersburg            | Osnabrück 52° 16′ 6″ N, 8° 3′ 34″ O             | Zitadelle       | Die Petersburg war eine Zitadelle im Südosten der Stadt Osnabrück. Sie bestand in der ersten Hälfte des 17. Jahrhunderts während des Dreißigjährigen Krieges und sollte helfen, die Gegenreformation in der Stadt durchzusetzen. |      |
| Schloss Osnabrück     | Osnabrück 52° 16′ 17″ N, 8° 2′ 39″ O            | Residenzschloss | Das Osnabrücker Schloss war die Residenz des protestantischen Osnabrücker Fürstbischofs Ernst August I. von Braunschweig-Lüneburg und seiner Frau Sophie von der Pfalz. Es ist seit 1974 Sitz der Verwaltung der Universität Osnabrück. Das Gebäude samt Gartenanlage, die Skulpturen im Schlossgarten einschließlich des Lyra-Denkmals stehen unter Denkmalschutz.  |      |
| Schloss Sandfort      | Osnabrück-Voxtrup                               |                 | |      |
| Schloss Sutthausen    | Osnabrück-Sutthausen 52° 14′ 10″ N, 8° 1′ 38″ O | Gutshof         | Das Gut Sutthausen wurde im Jahr 1282 das erste Mal urkundlich erwähnt. Zu dem Anwesen gehören die 1893 erbaute Schlosskapelle und die Mühle aus dem Jahr 1589. Das Gelände ist von einem weitläufigen Park mit Teichen umgeben. Heute ist im Schloss eine Berufsfachschule. Die Trägerschaft der Schule ging 2018 auf die Schulstiftung des Bistums Osnabrück über. |      |
| Schloss Wulften       | Osnabrück-Sutthausen 52° 13′ 37″ N, 8° 1′ 47″ O | Gutshof         | Die erste urkundliche Erwähnung des Gutes Wulften ist aus dem Jahr 1147. Nach häufigem Besitzerwechsel wurde das Schloss 1929 von der Stadt Osnabrück gekauft. Heute umfasst das Gebäude 20 Wohnungen und ein Geschäft für englische Antiquitäten. |      |
| Wehrturm Wulfter Turm | Osnabrück-Sutthausen                            | Wartturm        | Der Wulfter Turm entstand um 1300 während der Errichtung der Osnabrücker Landwehr. Es ist der letzte erhaltene Wartturm in Osnabrück. Ein Teil der Osnabrücker Landwehr mit Wällen und Gräben ist noch in der Umgebung des Turms zu erkennen. |      |

## Landkreis Osterholz
| Name               | Ort / Lage                             | Typ            | Bemerkungen | Bild |
| ------------------ | -------------------------------------- | -------------- | --- | ---- |
| Dammgut Ritterhude | Ritterhude 53° 10′ 57″ N, 8° 45′ 28″ O | Wasserburg     | Zu Beginn des 14. Jahrhunderts durch die Ritter von Hude an einer Furt über die Hamme errichtete Burg. 1757 zerstört. 1775 an den Bremer Bürgermeister Georg Gröning, der es zum Schlossgut ausbaute. |      |
| Burg Hude          | Ritterhude 53° 10′ 59″ N, 8° 45′ 50″ O | Niederungsburg | Im 12. Jahrhundert errichtete Burg des Erzstifts Bremen. 1305 durch die Stadt Bremen zerstört. Keine Reste. Sitz der Herren von Hude als Vorläufer des Dammguts.                                      |      |

## Landkreis Peine
| Name                 | Ort / Lage                                        | Typ                   | Bemerkungen | Bild |
| -------------------- | ------------------------------------------------- | --------------------- | --- | ---- |
| Burg Duttenstedt     | Duttenstedt 52° 20′ 37″ N, 10° 17′ 50″ O          | Niederungsburg        | abgegangen |      |
| Schloss Fürstenau    | Vechelde-Fürstenau 52° 18′ 8″ N, 10° 19′ 59″ O    | Lustschloss           | abgerissen, erhalten blieb ein Abschnitt des Schlossgrabens |      |
| Burg Neubrück        | Wendeburg-Neubrück 52° 22′ 18″ N, 10° 24′ 54″ O   | Wasserburg            | 1321 erwähnte Burg der Herren von Meinersen auf einer Insel in der Oker. Dann die Braunschweiger Herzöge. Wohl 1492 zerstört. Danach Amtssitz. Keine Reste.                                                                              |      |
| Schloss Oberg        | Ilsede-Oberg 52° 15′ 11″ N, 10° 15′ 6″ O          | Burg                  | Das heutige Schloss Oberg liegt auf einer 55 × 45 m großen Insel. Das zweistöckige Herrenhaus stammt aus dem Jahr 1855 |      |
| Ölsburg              | Ilsede-Ölsburg 52° 15′ 43″ N, 10° 12′ 34″ O       | Burgstall             | Schutzburg aus dem 9. bis 10. Jahrhundert, nach 1000 durch ein Chorherrenstift überbaut, erst im Jahr 2019 wurde der archäologische Nachweis der Ölsburg erbracht                                                                        |      |
| Burg Peine           | Peine 52° 19′ 27″ N, 10° 13′ 25″ O                | Niederungsburg        | ab 1659 festungsartig ausgebaut, zwischen 1803 und 1816 Abbruch sämtlicher Burggebäude, erhalten blieb ein Abschnitt des Burggrabens, Reste einer Kasematte und einer Eskarpemauer                                                       |      |
| Burg Rosenthal       | Peine 52° 19′ 28″ N, 10° 13′ 25″ O                | Wasserburg            | Ortsadelsgeschlecht 1205 bezeugt, Burg ausdrücklich 1223. Später vom Bistum Hildesheim als Gegenburg zur Burg Peine ausgebaut. 1255 zerstört. Wassergraben von 160 × 140 m Größe mit Wällen, darin späteres Gut mit Herrenhaus von 1854. |      |
| Schloss Sophiental   | Wendeburg-Sophiental 52° 18′ 37″ N, 10° 21′ 5″ O  | Jagd- und Lustschloss | abgetragen |      |
| Schloss Vechelde     | Vechelde 52° 15′ 40″ N, 10° 22′ 44″ O             | Jagd- und Lustschloss | 1880 abgerissen und durch ein neoklassizistisches Gebäude ersetzt |      |
| Wasserburg Vöhrum    | Vöhrum 52° 20′ 38″ N, 10° 11′ 15″ O               | Motte                 | untertägige Reste |      |
| Motte von Wipshausen | Edemissen-Wipshausen 52° 22′ 42″ N, 10° 21′ 21″ O | Motte                 | abgegangen |      |

## Landkreis Rotenburg (Wümme)
| Name                   | Ort / Lage                                   | Typ            | Bemerkungen | Bild |
| ---------------------- | -------------------------------------------- | -------------- | --- | ---- |
| Altenburg              | Sandbostel 53° 24′ 0″ N, 9° 7′ 27″ O         | Wallburg       | Wahrscheinlich karolingerzeitlicher Ursprung. Im Hochmittelalter wohl Stammsitz der Herren von Ochtenhusen. Rundliches Kernwerk mit großer Vorburg. Mächtige Wälle.                                                                              |      |
| Schloss Bremervörde    | Bremervörde 53° 28′ 59″ N, 9° 9′ 5″ O        | Burg           | Die erste Burganlage wurde im 12. Jahrhundert erbaut. Im Jahre 1682 wurde die Burg geschleift, nur das Kanzleigebäude blieb stehen. Heute befindet sich hier das Bachmann-Museum mit der Moorleiche aus Bremervörde Gnattenbergswiesen.          |      |
| Burg Clüversborstel    | Reeßum 53° 8′ 0″ N, 9° 13′ 58″ O             | Wasserburg     | Die Burg wurde um 1478 von einem Angehörigen des Ministerialengeschlechts der Familie Clüver erbaut und 1645 zerstört. Wall-Graben-Anlage ist gut erhalten.                                                                                      |      |
| Heilsburg              | Heeslingen 53° 18′ 16″ N, 9° 21′ 52″ O       | Wallburg       | Wallburg des 9. Jahrhunderts, die in einer zweiten Phase erweitert wurde. Kernwerk mit 70 m Durchmesser. Umfangreiche Vorbefestigungen. |      |
| Burg Kettenburg        | Visselhövede 52° 57′ 27″ N, 9° 33′ 55″ O     | Motte          | 1347 erwähnte Grenzburg des Herzogtums Braunschweig-Lüneburg. 1383 abgerissen. 1470 Neuerrichtung durch die Herren von der Kettenburg. 1744 aufgegeben. 1875 Schloss in geringer Entfernung errichtet, 1960 abgerissen. Geringe Reste.           |      |
| Burg Lauenbrück        | Lauenbrück 53° 12′ 8″ N, 9° 32′ 53″ O        | Landesburg     | 1358 erwähnte Landesburg des Herzogtums Braunschweig-Lüneburg. In der Neuzeit im Besitz der Herren von Bothmer. Herrenhaus 1775 abgebrannt. Wassergraben erhalten.                                                                               |      |
| Radesbroke             | Visselhövede 53° 2′ 32″ N, 9° 34′ 25″ O      | Motte          | Im 12. Jahrhundert vom Stammvater der Grafen von Hoya errichtete Motte. Keine Reste. |      |
| Burg Rhade             | Rhade 53° 19′ 31″ N, 9° 7′ 17″ O             | Motte          | Große Motte mit Vorburg des 12. Jahrhunderts der Edelherren von Rahden. 1325 zerstört. Sehr geringe Reste. |      |
| Burg Rotenburg (Wümme) | Rotenburg (Wümme) 53° 6′ 28″ N, 9° 23′ 45″ O | Niederungsburg | 1198 errichtete Grenzburg des Bistums Verden, die zur Keimzelle der Stadt Rotenburg wurde. Zum Schloss mit Festung ausgebaut. Im 19. Jahrhundert bis auf geringe Reste abgebrochen. Heute steht ein transloziertes Bauernhaus auf dem Burgplatz. |      |
| Seeburg                | Karlshöfen 53° 20′ 52″ N, 9° 1′ 9″ O         | Inselburg      | Sitz der Familie von Issendorf. Kurz nach 1394 durch das Erzbistum Bremen zerstört. Lage auf einer Insel in einem heute verlandeten See. |      |

## Stadt Salzgitter
| Name                        | Ort / Lage                                           | Typ                  | Bemerkungen | Bild |
| --------------------------- | ---------------------------------------------------- | -------------------- | --- | ---- |
| Burg Gebhardshagen          | Salzgitter-Gebhardshagen 52° 6′ 15″ N, 10° 21′ 31″ O | Wasserburg           | Ersterwähnung 1186, die Befestigungsanlage war Stammsitz derer von Hagen. Nach dem dreißigjährigen Krieg wurde die Burg wieder aufgebaut und wurde als landwirtschaftliche Domäne geführt. Heute ist die Anlage im Besitz der Stadt Salzgitter und wird vornehmlich für Veranstaltungen genutzt. |      |
| Ringwall Gebhardshagen      | Salzgitter-Gebhardshagen 52° 6′ 16″ N, 10° 20′ 34″ O | Fliehburg (Ringwall) | frühmittelalterliche Fliehburg, Trockenmauer-Ringwall 1933 dokumentiert |      |
| Burg Lichtenberg            | Salzgitter-Lichtenberg 52° 7′ 17″ N, 10° 17′ 19″ O   | Burg                 | Die Burg wurde durch Heinrich den Löwen erbaut und diente der Sicherung seines Reiches gegen das Hochstift Hildesheim und die Stadt Goslar. Die Burg wurde 1552 durch die Truppen des Grafen Vollrad von Mansfeld zerstört. Ende des 19. Jahrhunderts wurde die Fundamente freigelegt und der Bergfried als Aussichtsturm wiederaufgebaut.                                                                                            |      |
| Schloss und Park Ringelheim | Salzgitter-Ringelheim 52° 2′ 4″ N, 10° 18′ 39″ O     | Schloss              | Das Schloss ist aus dem 941 gegründeten Kloster Ringelheim hervorgegangen. Dieses wurde 1803 säkularisiert und nach 1817 durch Adolf von der Decken zum heutigen Herrensitz ausgebaut. Die Reichswerke Hermann Göring übernahmen das Schloss 1938 als Verwaltungssitz, später gehörte es dem Land Niedersachsen. Seit 2002 ist das Schloss im privaten Besitz.                                                                        |      |
| Schloss Salder              | Salzgitter-Salder 52° 8′ 9″ N, 10° 20′ 15″ O         | Schloss              | Das Renaissanceschloss wurde 1608 durch David Sachse gebaut, einen fürstlich-braunschweigischer Obristen und Geheimrat. Herzog August Wilhelm von Braunschweig kaufte das Schloss 1695 und ließ es nach Plänen des Landesbaumeisters Hermann Korb umbauen. 1939 wurden das Schloss und die Domäne von den Reichswerken übernommen. Seit 1954 gehört das Schloss der Stadt Salzgitter, die hier 1962 ihr städtisches Museum eröffnete. |      |
| Stederburg                  | Salzgitter-Thiede 52° 11′ 36″ N, 10° 28′ 19″ O       | Burgstall            | Schutzburg aus dem 10. Jahrhundert, wahrscheinlich auf Veranlassung von Heinrich I. (um 876–936) zur Abwehr der Einfälle der Ungarn gebaut. Nach 1000 durch das Stift Steterburg überbaut. |      |

## Landkreis Schaumburg
| Name                     | Ort / Lage                                        | Typ             | Bemerkungen | Bild |
| ------------------------ | ------------------------------------------------- | --------------- | --- | ---- |
| Schloss Arensburg        | Rinteln-Steinbergen 52° 13′ 7″ N, 9° 7′ 5″ O      | Höhenburg       | Der mittelalterliche Bau besteht aus einem dreistöckigen Palas mit zweigeschossigem Fachwerkaufbau und polygonalem Treppenturm. |      |
| Jagdschloss Baum         | Bückeburg-Rusbend 52° 19′ 48″ N, 9° 3′ 8″ O       | Jagdschloss     | Schloss Baum wurde 1760/1761 im Auftrag des Grafen Wilhelm zu Schaumburg Lippe errichtet. Dabei wurde das Untergeschoss des Vorgängerbaus genutzt. |      |
| Bruchhof                 | Stadthagen 52° 18′ 19″ N, 9° 11′ 5″ O             | Turmburg        | Älteste bekannte Herrensitz des Landkreises Schaumburg, 1115 erwähnt. 1167 an das Bistum Minden. heutiges Gebäude integriert einen mittelalterliche Turm. Gräfte erkennbar. |      |
| Schloss Bückeburg        | Bückeburg 52° 15′ 32″ N, 9° 2′ 37″ O              | Residenzschloss | Schloss Bückeburg ist der Stammsitz des Hauses Schaumburg-Lippe, das bis 1918 regierende Fürstenhaus des Landes Schaumburg-Lippe. |      |
| Alte Bückeburg           | Obernkirchen 52° 16′ 5″ N, 9° 8′ 40″ O            | Höhenburg       | Burg der Billunger, die als Erbe 1106 an die Askanier kam. Spätestens 1236 aufgegeben. Burgplatz noch erkennbar. |      |
| Rittergut Exten          | Rinteln-Exten 52° 10′ 23″ N, 9° 5′ 52″ O          | Herrensitz      | Das Gut Exten erscheint erstmals 1224 in der historischen Überlieferung. |      |
| Herrenhaus Gut Gallhof   | Niedernwöhren-Meerbeck 52° 20′ 27″ N, 9° 7′ 55″ O | Wasserburg      | 1332 erwähnter Wohnturm der Grafen von Holstein-Schaumburg. heutiges Gebäude von 1670. |      |
| Schloss Hagenburg        | Hagenburg 52° 26′ 9″ N, 9° 19′ 11″ O              | Wasserburg      | Die kleine Schlossanlage war lange Zeit die Sommerresidenz des Hauses Schaumburg-Lippe. Es ist mit dem Steinhuder Meer durch den 1,2 Kilometer langen Hagenburger Kanal am Rande des Hagenburger Moores verbunden. |      |
| Schloss Hammerstein      | Apelern 52° 17′ 31″ N, 9° 20′ 14″ O               | Herrenhaus      | Das bereits 1055 erwähnte billungische Erbgut Apelern hatte eine wechselvolle Besitzergeschichte, bevor das Gut um 1550 als Lehen der Grafen von Holstein-Schaumburg in den Besitz des Freiherrn Jobst von Münchhausen überging. |      |
| Heisterburg              | Lauenau 52° 17′ 47″ N, 9° 24′ 20″ O               | Wallburg        | Wallburg des 10. bis 11. Jahrhunderts. Quadratische Hauptburg mit hinterschütteter Ringmauer und Zangentoren. 500 m lange Vorburg. Gut erhalten. |      |
| Heisterschlösschen       | Beckedorf 52° 20′ 6″ N, 9° 18′ 48″ O              | Wallburg        | Ringwall von 70 m Durchmesser aus einer hinterschütteten Mauer und Spitzgraben. 9. bis 11. Jahrhundert. |      |
| Wasserschloss Hülsede    | Hülsede 52° 14′ 59″ N, 9° 21′ 47″ O               | Wasserschloss   | Das Wasserschloss Hülsede besteht aus einer 35 × 32 m großen Dreiflügelanlage um einen rechteckigen Innenhof, die von einer 10–15 m breiten Gräfte umgeben ist. Die Nordwestseite wird durch ein schmales Torgebäude abgeschlossen. |      |
| Hühnenburg               | Rinteln-Todenmann 52° 12′ 47″ N, 9° 4′ 31″ O      | Wallburg        | Wallburg des 11./12. Jahrhunderts. Ovale Hauptburg von 35 × 27 m Größe mit Ringmauer in opus spicatum-Technik, Palas und Kapelle. Vorburg mit Turm. Fundamente aufgemauert. |      |
| Hünenburg                | Rinteln-Steinbergen 52° 12′ 2″ N, 9° 7′ 40″ O     | Wallburg        | Chronikalisch für die Zeit um 900 überliefert. Sporn mit Abschnittsbefestigung. Teilweise zerstört. |      |
| Hus Aren                 | Bückeburg 52° 17′ 5″ N, 9° 0′ 47″ O               | Niederungsburg  | Ringmauerburg des 12. Jahrhunderts der Herren von Arnheim. Um 1300 zerstört. Keine Reste. |      |
| Herrenhaus Landsberg     | Stadthagen                                        | Herrensitz      | |      |
| Schloss Lauenau          | Lauenau 52° 16′ 27″ N, 9° 21′ 50″ O               | Wasserburg      | 1307 erwähnte Grenzburg der Herzöge von Braunschweig-Lüneburg. 1331 an die Grafen zu Holstein-Schaumburg. 1519 zerstört. 1568 Bau des vierflügeligen Schlosses. |      |
| Schloss Meysenbug        | Lauenau 52° 16′ 22″ N, 9° 21′ 57″ O               | Wasserburg      | 1499 erwähnte Burg der Herren von Zerssen. 1519 zerstört. 1610 als Rittergut wiederaufgebaut. 1867/97 Neubau im Stil der englischen Neogotik und Verfüllung der Gräften. |      |
| Osterburg                | Deckbergen 52° 12′ 36″ N, 9° 10′ 21″ O            | Motte           | 1127/40 erwähnt. Um 1200 aufgegeben. Jeweils aus Haupt- und Vorburg bestehende Doppelmotte. Gut erhalten. |      |
| Posteburg                | Hülsede 52° 14′ 33″ N, 9° 23′ 29″ O               | Wasserburg      | Wahrscheinlich 1384 erwähnte Burg der Herren von Post. Funde vom Ende des 14. und dem beginnenden 15. Jh. Quadratische Hauptburg mit Vorburg. Keine Reste. |      |
| Rittergut Remeringhausen | Stadthagen 52° 19′ 43″ N, 9° 16′ 13″ O            | Rittergut       | Das Ensemble wird von dem 1599 im Stil der Weserrenaissance errichteten Schlösschen und dem 1701 errichteten barocken Herrenhaus geprägt. Man erreicht den Innenhof über eine Brücke und ein Torhaus. Das Rittergut ist im Privatbesitz und wird landwirtschaftlich genutzt. Außerdem finden auf dem Gelände Ausstellungen und Veranstaltungen statt. |      |
| Schloss Rodenberg        | Rodenberg 52° 18′ 50″ N, 9° 21′ 23″ O             | Wasserburg      | Das Ständehaus ist das einzig erhaltene Gebäude der einstigen Burg. Es liegt auf einer Insel, die vom wasserführenden Burggraben umgeben ist. Ursprünglich handelte es sich um den Palas innerhalb des Burgkomplexes, der sich als fast geschlossene Vierflügelanlage darstellte. Im Ständehaus ist heute ein Heimatmuseum. |      |
| Wasserburg Sachsenhagen  | Sachsenhagen 52° 23′ 38″ N, 9° 15′ 57″ O          | Wasserburg      | An Gebäuden sind heute noch der wuchtige Bergfried, ein Nebengebäude und das frühere Amthaus des Amtes Sachsenhagen vorhanden. Das frühere Amtshaus befindet sich seit 1969 in Privatbesitz und wird für Wohnzwecke genutzt, ebenso das Nebengebäude. Im Bergfried finden heute kulturelle Veranstaltungen des Heimatvereins Sachsenhagen-Auhagen statt. |      |
| Schaumburg               | Rinteln 52° 12′ 4″ N, 9° 12′ 3″ O                 | Höhenburg       | Von der mittelalterlichen Anlage stehen noch drei der ursprünglich vier Türme, darunter der mächtige aus dem 14. Jahrhundert stammende Bergfried, der heute als Aussichtsturm bestiegen werden kann. Im ehemaligen Herren- und früheren Amtshaus, das auch als Schloss Schaumburg bezeichnet wird, war von 1873 bis 2017 eine Gaststätte eingerichtet. Vom ehemaligen kleinen Burgmuseum sind noch Waffen und Rüstungsteile erhalten. Der überwiegende Teil der Sammlung befindet sich heute im Schloss Bückeburg. |      |
| Schloss Stadthagen       | Stadthagen 52° 19′ 15″ N, 9° 12′ 23″ O            | Wasserburg      | Schloss Stadthagen wurde in den Jahren 1535–1539 von Graf Adolf XI. an der Stelle einer Vorläuferanlage errichtet. Dabei handelte es sich um eine 1224 erbaute Wasserburg. Heute ist das Schloss Sitz des Finanzamtes von Stadthagen. Eine Besichtigung des Schlosses ist nach vorheriger Anmeldung beim Finanzamt möglich. |      |

## Landkreis Stade
| Name                  | Ort / Lage                             | Typ            | Bemerkungen | Bild |
| --------------------- | -------------------------------------- | -------------- | --- | ---- |
| Schloss Agathenburg   | Agathenburg 53° 33′ 42″ N, 9° 32′ 5″ O | Herrenhaus     | Schloss Agathenburg war der Landsitz des Grafen Hans Christoph von Königsmarck. Das Renaissanceschloss dient heute als kulturelles Zentrum.                                                                                                  |      |
| Burg Brobergen        | Kranenburg 53° 35′ 50″ N, 9° 10′ 14″ O | Niederungsburg | Um 1270 gegründete Burg der Herren von Brobergen. 1536 in ein Gut umgewandelt. 1584 Neubau des Herrenhaus, das 1941 abgerissen wurde. Randhausanlage mit Bergfried. Keine Reste.                                                             |      |
| Burg im Dannsee       | Beckdorf 53° 24′ 26″ N, 9° 34′ 7″ O    | Inselburg      | Die Burg wurde noch vor ihrer Fertigstellung im Zuge von Kampfhandlungen völlig zerstört. |      |
| Schloss Esteburg      | Moorende 53° 30′ 31″ N, 9° 44′ 3″ O    | Herrenhaus     | Mit der Errichtung des heutigen Baus wurde 1607 begonnen. Die Gründungsarbeiten erwiesen aufgrund des moorigen Marschbodens als so aufwendig, dass diese am Ende ebenso teuer waren wie der eigentliche Bau selbst.                          |      |
| Burg Harsefeld        | Harsefeld 53° 27′ 13″ N, 9° 30′ 6″ O   | Wallburg       | Die Burg wurde 969 in Harsefeld (auch Rossenfeld genannt) von Heinrich von Stade erbaut, der nach dem Tod Wichmann des Jüngeren 967 die Grafschaft Stade erhielt.                                                                            |      |
| Burg Horneburg        | Horneburg 53° 30′ 35″ N, 9° 35′ 16″ O  | Wasserburg     | Die Horneburg ist als Wasserburg im Sietland der Lühe errichtet. Dort beherrschte sie den Zugang vom Alten Land entlang der Lühe auf die Stader Geest.                                                                                       |      |
| Ohrensburg            | Bargstedt 53° 27′ 46″ N, 9° 27′ 57″ O  | Wallburg       | Wallburg des 8./9. Jahrhunderts. Abschnittsbefestigung, die anderen Seiten durch Sumpf geschützt. Durch Friedhof überbaut, Wall fast vollständig zerstört.                                                                                   |      |
| Burgwall bei Ottensen | Buxtehude 53° 26′ 27″ N, 9° 40′ 20″ O  | Wallburg       | Abschnittsbefestigung auf einem Geestsporn. |      |
| Schwedenschanze       | Stade 53° 34′ 40″ N, 9° 26′ 37″ O      | Wallburg       | Erbaut im 7. Jahrhundert, fälschlicherweise der schwedischen Besatzung im Dreißigjährigen Krieg zugeschrieben |      |
| Burg Stade            | Stade 53° 36′ 11″ N, 9° 28′ 36″ O      | Wallburg       | Wallburg auf dem Spiegelberg kurz nach 900 erbaut. 1017 als Motte durch die Grafen von Stade erneuert, die 1154 und 1216 durch das Erzbistum Bremen vergrößert wurde. Vor 1286 abgegangen. Durchmesser des Ringwalls 100 m, Wallbreite 25 m. |      |
| Wehrtscher Hof        | Borstel 53° 32′ 30″ N, 9° 41′ 7″ O     | Rittergut      | |      |

## Landkreis Uelzen
| Name                | Ort / Lage                                             | Typ                          | Bemerkungen | Bild |
| ------------------- | ------------------------------------------------------ | ---------------------------- | --- | ---- |
| Biangibudiburg      | Bienenbüttel 53° 8′ 36″ N, 10° 29′ 25″ O               | Burg                         | Zwischen 1039 und 1054 erwähnte, nicht lokalisierte Burg. |      |
| Burg Bodenteich     | Bad Bodenteich 52° 50′ 4″ N, 10° 40′ 59″ O             | Burg                         | Die ehemalige Wasserburg wurde 1250 erbaut. Bei der Hildesheimer Stiftsfehde wurde die Burg zerstört und in der heutigen Gestalt wieder aufgebaut. Heute wird die Burg für kulturelle Veranstaltungen genutzt.                                            |      |
| Bodwede             | Hanstedt 53° 1′ 39″ N, 10° 20′ 14″ O                   | Wallburg                     | Angenommener Stammsitz der 1138 nachgewiesenen Edelherren von Bodwede. Ringwall von 40 m Durchmesser mit Doppelgraben. |      |
| Schloss Grünhagen   | Bienenbüttel 53° 9′ 18″ N, 10° 27′ 27″ O               | Schloss                      | Befestigtes spätmittelalterliches Schloss der Äbte des Michaelsklosters in Lüneburg. 1578 Neubau, 1711 abgerissen. Dreiflügelbau mit Ecktürmen und Vorburg. Keine Reste.                                                                                  |      |
| Schloss Holdenstedt | Uelzen-Holdenstedt 52° 55′ 2″ N, 10° 30′ 58″ O         | Burg, später Schloss         | Wasserburg aus dem Ende des 12. Jh. von Wasserschloss Ende des 16. Jh. ersetzt. 1708 barocker Schlossneubau. Heute Heimatmuseum |      |
| Wehrturm Suhlendorf | Suhlendorf 52° 56′ 0″ N, 10° 49′ 59″ O                 | Kleinburg, später Wehrkirche | Vermutlich im 11. Jahrhundert errichtete Kleinburg, die später zum Kirchturm umgewandelt wurde. Diente ursprünglich als Kleinburg innerhalb eines sächsischen Ringwalls. Wurde 1903 für den Bau der heutigen Marienkirche abgerissen.                     |      |
| Gut Veerßen         | Veerßen 52° 57′ 15″ N, 10° 32′ 25″ O                   | Wallburg, Schloss            | Die Ottenburg ging im 13. Jh. von den Herren von Hitzacker an die Herren von Estorff. 1485 zerstört. Errichtung eines Wasserschlosses 100 m nördlich. 1700 Neubau des heutigen Herrenhauses. 150 × 100 m große Wallburg gut erhalten. Vorburg abgegangen, |      |
| Wichmannsburg       | Bienenbüttel-Wichmannsburg 53° 7′ 57″ N, 10° 30′ 41″ O | Wasserburg                   | Die Wichmannsburg wurde vermutlich in der ersten Hälfte des 10. Jahrhunderts durch Wichmann I. errichtet. Überreste der Burg sind nicht erhalten. |      |
| Burg Woltersburg    | Uelzen 52° 58′ 56″ N, 10° 36′ 46″ O                    | Wallburg                     | Vermutlich Burg eines 1259 erwähnten Bartold von Woltersburg, schon vor 1330 abgegangen. 130 × 100 m große Hauptburg mit Wassergraben zur Vorburg. Teilweise erhalten.                                                                                    |      |

## Landkreis Vechta
| Name                | Ort / Lage                                    | Typ              | Bemerkungen | Bild |
| ------------------- | --------------------------------------------- | ---------------- | --- | ---- |
| Arkeburg            | Goldenstedt 52° 45′ 34″ N, 8° 23′ 9″ O        | Wallburg         | Doppelter Ringwall von insg. 350 × 260 m Durchmesser, mit der Radiokarbonmethode in die 2. Hälfte des 8. Jahrhunderts datiert. Teilweise rekonstruiert.                                                                                     |      |
| Haus Daren          | Bakum 52° 43′ 15″ N, 8° 13′ 42″ O             | Wasserburg       | Im 14. Jahrhundert auf einer Insel im Vechtaer Bach errichtet. Im Besitz diverser Ministerialengeschlechter. 1752/55 wurde das heutige Herrenhaus im Stil des norddeutschen Barock errichtet. Wassergräben der Burg existieren noch.        |      |
| Dersaburg           | Holdorf 52° 33′ 12″ N, 8° 10′ 51″ O           | Wallburg         | Wallburg mit komplizierter Befestigung, wohl im Frühmittelalter gegründet und bis ins Hochmittelalter genutzt. |      |
| Burg Dinklage       | Dinklage 52° 39′ 15″ N, 8° 8′ 12″ O           | Kloster und Burg | Im Jahr 1394 wurde die Dietrichsburg gebaut. Seit 1941 befindet sich hier ein Kloster der Benediktinerinnen. |      |
| Ferdinandsburg      | Dinklage 52° 39′ 9″ N, 8° 8′ 35″ O            | Motte            | Nicht vor 1373 belegte, große Motte. In diesem Jahr zerstört. Großer Mottenhügel, der mit den Wall-Graben-Befestigungen eine Fläche von ca. 140 m Durchmesser einnimmt.                                                                     |      |
| Gut Füchtel         | Vechta 52° 43′ 40″ N, 8° 18′ 36″ O            | Wasserburg       | Burg des Bistums Münste, 1327 an die Grafen von Neubruchhausen, danach an die von Elmendorff. Doppelter Wassergraben. Heutiges Herrenhaus ist ursprünglich ein Gesindehaus vom Anfang des 17. Jahrhunderts.                                 |      |
| Herbordsburg        | Dinklage 52° 39′ 11″ N, 8° 8′ 11″ O           | Wasserburg       | Um 1394 erbaute Burg der Herren von Dinklage. An der Stelle der burg steht heute die Alte Rentei von 1677. |      |
| Burg Hopen          | Lohne 52° 39′ 26″ N, 8° 13′ 42″ O             | Wasserburg       | Die Wasserburg wurde 1517 errichtet und diente ab 1954 eine Zeit lang auch als Jugendherberge. Seit 1964 ist sie wieder in privater Nutzung und wurde 2014 aufwendig saniert.                                                               |      |
| Hugoburg            | Dinklage 52° 39′ 17″ N, 8° 8′ 13″ O           | Wasserburg       | Um 1394 errichtete Burg der Herren von Dinklage. 1670 abgebrochen. An ihrer Stelle steht heute die Burgkapelle der Burg Dinklage. |      |
| Lohburg             | Bakum 52° 42′ 44″ N, 8° 10′ 8″ O              | Motte            | Im 12. Jahrhundert errichtete Burg der Herren von Schagen. 1375 zerstört. Motte mit Doppelgrabenanlage und Vorburg. Keine Reste. |      |
| Gut Lohe            | Bakum 52° 45′ 2″ N, 8° 12′ 50″ O              | Wasserburg       | Von den Herren von Schagen nach 1375 als Nachfolgerin der zerstörten Lohburg errichtet. Neubau von 1737 im Jahr 1829 abgebrochen. Keine Reste.                                                                                              |      |
| Sierhauser Schanzen | Damme 52° 29′ 19″ N, 8° 11′ 35″ O             | Wallburg         | Drei kleine, zusammengehörige Befestigungsanlagen auf einer in das Große Moor ragenden Landzunge. Wohl 1. Hälfte 9. des Jahrhunderts. Gut erhalten.                                                                                         |      |
| Burg Vechta         | Vechta 52° 43′ 37″ N, 8° 16′ 41″ O            | Turmburg         | Um 1150 durch die Grafen von Calveslage-Ravensberg errichtete Motte. Später Burg des Bistums Münster. 1687 gesprengt. Stark ausgebaute Turmburg, Rekonstruiert.                                                                             |      |
| Burg Vörden         | Neuenkirchen-Vörden 52° 30′ 42″ N, 8° 4′ 7″ O | Schloss          | Um 1365 als jüngste Landesburg des Bistums Osnabrück gegründet. Im 17. Jahrhundert zum Schloss mit Festung ausgebaut. 1685 entfestigt, 1842 abgebrannt. Südflügel aus der Zeit um 1400 existiert noch unter dem Namen „Niels-Stensen-Haus“. |      |

## Landkreis Verden
| Name                 | Ort / Lage                                 | Typ            | Bemerkungen | Bild |
| -------------------- | ------------------------------------------ | -------------- | --- | ---- |
| Schloss Etelsen      | Etelsen 52° 59′ 43″ N, 9° 6′ 45″ O         | Herrenhaus     | Schloss Etelsen ein in Neorenaissance-Architektur errichtetes Schloss. In den Jahren 1885–1887 wurde es von den Brüdern von Heimbruch als Ersatz eines älteren Gutshauses erbaut. Heute gehört es dem Landkreis.                                               |      |
| Hünenburg            | Baden 52° 59′ 53″ N, 9° 3′ 50″ O           | Wallburg       | Vermutlich vom Erzbistum Bremen im 11. Jahrhundert errichtet. Lage auf dem nördlichen Steilufer der Weser, auf drei Seiten durch einen Wall von 25 m Breite und 4,5 m Höhe geschützt.                                                                          |      |
| Burg Langwedel       | Langwedel 52° 58′ 23″ N, 9° 11′ 55″ O      | Niederungsburg | 1226 errichtete Burg des Erzbistums Bremen. Ursprünglich eine Motte, später ausgebaut. Im Dreißigjährigen Krieg zur Festung ausgebaut. 1644 geschleift, anschließend wieder aufgebaut, 1675 aufgegeben. Geringe Reste, größtenteils überbaut.                  |      |
| Mesenstedt           | Oenigstedt 52° 58′ 42″ N, 8° 58′ 19″ O     | Motte          | Noch 1 m hoher Turmhügel mit rechteckigem Plateau von 20 × 25 m Größe. Breiter Graben und ein Vorwall. Verhältnis zum nahe gelegenen Gut Oenigstedt ungeklärt.                                                                                                 |      |
| Burg Ottersberg      | Ottersberg 53° 6′ 19″ N, 9° 8′ 20″ O       | Niederungsburg | 1305 durch das Erzbistum Bremen wahrscheinlich am Ort der um 1180 durch die Herren von Boberg errichteten Burg Boberg erbaut. Im 16./17. Jahrhundert zur Festung ausgebaut. Teilweise erhalten.                                                                |      |
| Burg Thedinghausen   | Thedinghausen 52° 57′ 37″ N, 9° 1′ 43″ O   | Niederungsburg | Im letzten Viertel des 13. Jhs. vom Bremer Erzbistum gegründet. Vor allem Pfandobjekt. 1526 Neubau. 1681 verfallen, Bau von Amtsgebäuden. 1839 abgerissen. 1846 Bau des jetzigen Amtshauses. Keine Reste der Burg erhalten.                                    |      |
| Erbhof Thedinghausen | Thedinghausen 52° 57′ 41″ N, 9° 1′ 50″ O   | Schloss        | Vermutlich spätmittelalterlicher Burgsitz der Familie Korlehake. 1613 an das Erzbistum Bremen. 1619 Bau des heutigen Schlossgebäudes im Stil der späten Weserrenaissance.                                                                                      |      |
| Alte Burg Verden     | Verden (Aller) 52° 54′ 36″ N, 9° 14′ 23″ O | Wallburg       | Vermutlich karolingerzeitliche Wallburg, im 10./11. Jahrhundert ausgebessert. Lage am Steilhang zur Allerniederung, deshalb halbkreisförmiger Wall von 16 m breite mit vorgelagertem Spitzgraben. Fläche ca. 215 × 170 m. Im 19. Jh. zerstört, heute überbaut. |      |
| Burg Wunnenhagen     | Langwedel 52° 58′ 40″ N, 9° 7′ 54″ O       | Niederungsburg | Vermutlich Sitz der ab der Mitte des 12. Jahrhunderts belegten Herren von Hagen. 1315 erwähnt. 20 × 30 m großes Plateau mit doppelter Wall-Graben-Befestigung.                                                                                                 |      |

## Landkreis Wesermarsch
| Name                       | Ort / Lage                              | Typ                   | Bemerkungen | Bild |
| -------------------------- | --------------------------------------- | --------------------- | --- | ---- |
| Burg Altena                | Elsfleth 53° 13′ 24″ N, 8° 27′ 10″ O    | Niederungsburg        | Der Burg Altena war nur eine kurze Existenz beschieden. |      |
| Burg Dornebbe              | Dornebbe 53° 20′ 1″ N, 8° 25′ 31″ O     | Motte                 | Mottenhügel von 40 × 35 m Größe und nur noch 70 cm Höhe ohne historische Überlieferung. |      |
| Burg Eiswürden             | Eckwarden 53° 31′ 44″ N, 8° 13′ 20″ O   | friesisches Steinhaus | Abgegangener ostfriesischer Häuptlingssitz, der heute auf dem Grund der Nordsee vor der Gemeinde Butjadingen liegt. Ursprünglich lag sie an der Mündung der Ahne in die Jade.                                                                                   |      |
| Burg Ellwürden             | Ellwürden 53° 28′ 39″ N, 8° 27′ 8″ O    | Niederungsburg        | Das Gelände ist zugänglich, von der ehemaligen Burg aber nichts mehr zu sehen. |      |
| Jagdschloss Elsfleth       | Elsfleth 53° 14′ 0″ N, 8° 28′ 0″ O      | Jagdschloss           | 1655–1657 erbauter zweigeschossiger Putzbau mit abgewalmten Dach. Der parkartige Garten wurde nach 1886 angelegt. 2003–2006 Sanierung und Errichtung eines Altenheims im rückwärtigen Teil.                                                                     |      |
| Finkenburg                 | Golzwarden 53° 21′ 3″ N, 8° 27′ 50″ O   | Niederungsburg        | |      |
| Friedeburg                 | Nordenham 53° 29′ 30″ N, 8° 28′ 6″ O    | Niederungsburg        | Zwingburg Bremens gegen die Friesen in Stadland und Butjadingen. |      |
| Burg Gutzwarden            | Butjadingen 53° 32′ 38″ N, 8° 15′ 35″ O | Festungsanlage        | Die Festungsanlage von Gutzwarden ist 1499 errichtet worden, nachdem Graf Johann V. von Oldenburg Butjadingen erobert hatte. In ihrer kurzen Geschichte wechselte die kleine Festung aufgrund ihrer Grenzlage häufig den Besitzer.                              |      |
| Harrierburg                | Brake 53° 19′ 40″ N, 8° 29′ 7″ O        | Niederungsburg        | Abgegangene, kurzzeitig bestandene Burg des Oldenburger Grafen Gerd des Mutigen |      |
| Hasenburg (Butjadingen)    | Süllwarden 53° 34′ 26″ N, 8° 19′ 22″ O  | Niederungsburg        | Die Stätte der Burg ist ein annähernd rundes Podest, das einen Durchmesser von etwa 75 m hat. Das Podest hebt sich 1,5 m von der Umgebung ab. Über die Hasenburg sind keine historischen Quellen bekannt.                                                       |      |
| Burg Hoskenwurt            | Esenshamm 53° 28′ 18″ N, 8° 25′ 33″ O   | Niederungsburg        | Abgegangener spätmittelalterlicher Häuptlingssitz |      |
| Johanniterkommende Inte    | Inte 53° 29′ 39″ N, 8° 22′ 39″ O        | friesisches Steinhaus | Inte war Standort einer Kommende des Johanniterordens in der Wesermarsch, in der Nähe des Jadebusens. Später gingen aus Inte ein gräfliches Vorwerk und ein Rittergut hervor.                                                                                   |      |
| Steinhaus Langwarden       | Langewarden 53° 36′ 13″ N, 8° 18′ 23″ O | friesisches Steinhaus | Im Gegensatz zu vielen anderen, deren aufragendes Mauerwerk ganz aus Backstein besteht, wurde hier das Erdgeschoss in der ersten Hälfte des 14. Jahrhunderts überwiegend aus Sandstein und Tuffstein errichtet.                                                 |      |
| Lauenburg                  | Berne 53° 11′ 12″ N, 8° 28′ 31″ O       | Niederungsburg        | Die Lauenburg in Berne war die zweite Landesburg der Grafen von Oldenburg in Berne, die erste Burg Berne wurde 1234 nach der Schlacht von Altenesch in Holz errichtet.                                                                                          |      |
| Lichtenberg                | Elsfleth 53° 12′ 14″ N, 8° 27′ 0″ O     | Niederungsburg        | Laut einer konkurrierenden Überlieferung in der Rasteder Chronik ist die Burg Lichtenberg im Zuge eines Aufstandes der Stedinger zwischen 1158 und 1184 zerstört worden.                                                                                        |      |
| Lienenburg                 | Elsfleth 53° 15′ 20″ N, 8° 28′ 17″ O    | Niederungsburg        | Um 1200 ließ der Oldenburger Graf Moritz I. zum Schutz vor den Stedingern zwei Burgen in Lienen und Lichtenberg bauen. |      |
| Oldeborch                  | Ruhwarden 53° 35′ 26″ N, 8° 16′ 52″ O   | Niederungsburg        | Wahrscheinlich um 1400 im Besitz der Häuptlingsfamilie Lubben. Heute als 120 × 80 m großes Podest von 2,50 m Höhe erkennbar. |      |
| Burg Ovelgönne             | Ovelgönne 53° 20′ 33″ N, 8° 25′ 29″ O   | Festung               | Der südliche Burggraben ist noch in seinem ursprünglichen Verlauf vorhanden, Form und Breite sind aber gegenüber dem Zustand des 17. Jahrhunderts verändert worden.                                                                                             |      |
| Johanniterkommende Roddens | Roddens 53° 32′ 53″ N, 8° 17′ 13″ O     | friesisches Steinhaus | In Roddens befand sich ein Johannitergut, das erstmals 1420 im Stader Kopiar, einem Bremer Archidiakonatsregister, als Rodenste erwähnt wird. Die Johanniterkommende wurde in der Reformationszeit 1531 vom Landesherrn Graf Anton I. von Oldenburg eingezogen. |      |
| Santborch                  | Elsfleth 53° 14′ 0″ N, 8° 28′ 0″ O      | Niederungsburg        | |      |
| Sievertsborch              | Langwarden 53° 35′ 19″ N, 8° 18′ 58″ O  | Niederungsburg        | Abgegangene mittelalterliche Burg aus dem 11. Jahrhundert. |      |
| Burg Versfleth             | Lemwerder 53° 11′ 5″ N, 8° 32′ 29″ O    | Niederungsburg        | Die Burg in Versfleth wurde von Geschlecht der Grafen von Versfleth errichtet, das zwischen 1130 und 1196 in den Urkunden erscheint. |      |
| Vri-Jade                   | Jade 53° 19′ 41″ N, 8° 14′ 58″ O        | Niederungsburg        | Die Burg wurde im Jahr 1401 von Graf Dietrich (Der Glückliche) von Oldenburg und seinem Bruder Christian westlich der Jade errichtet. |      |
| Burg Weyhausen             | Altenesch 53° 7′ 51″ N, 8° 37′ 8″ O     | Wasserburg            | |      |

## Stadt Wilhelmshaven
| Name             | Ort / Lage                                                  | Typ            | \| Bemerkungen                                                                          | Bild |
| ---------------- | ----------------------------------------------------------- | -------------- | --------------------------------------------------------------------------------------- | ---- |
| Blockhaus Dauens | Wilhelmshaven (Keine Kartierung vorhanden)                  | Niederungsburg | kurzlebige Burg des Oldenburger Grafen Gerd des Mutigen (heute im Jadebusen)            |      |
| Steinhaus Dauens | Wilhelmshaven 53° 30′ 51″ N, 8° 10′ 8″ O                    | Steinhaus      | abgegangene spätmittelalterliche ostfriesische Häuptlingsburg (heute im Jadebusen)      |      |
| Heddoburg        | Wilhelmshaven 53° 35′ 26″ N, 8° 1′ 11″ O                    | Steinhaus      | abgegangener spätmittelalterlicher ostfriesischer Häuptlingssitz                        |      |
| Burg Innhausen   | Wilhelmshaven-Sengwarden-Inhausen 53° 34′ 32″ N, 8° 3′ 7″ O | Niederungsburg | abgegangener spätmittelalterlicher ostfriesischer Häuptlingssitz                        |      |
| Knipens          | Wilhelmshaven 53° 33′ 6″ N, 8° 3′ 28″ O                     | Niederungsburg | abgegangener spätmittelalterlicher ostfriesischer Häuptlingssitz                        |      |
| Burg Kniphausen  | Wilhelmshaven 53° 33′ 2″ N, 8° 3′ 11″ O                     | Niederungsburg | Spätmittelalterlicher Adelssitz, spätere Restbebauung typische Spätrenaissance          |      |
| Putzwei          | Wilhelmshaven 53° 35′ 53″ N, 8° 0′ 52″ O                    | Niederungsburg | abgegangener spätmittelalterlicher oder frühneuzeitlicher ostfriesischer Häuptlingssitz |      |
| Sengwarden       | Wilhelmshaven-Sengwarden 53° 35′ 40″ N, 8° 2′ 54″ O         | Steinhaus      | abgegangener spätmittelalterlicher ostfriesischer Häuptlingssitz                        |      |
| Siebetsburg      | Wilhelmshaven 53° 31′ 55″ N, 8° 6′ 25″ O                    | Niederungsburg | „Seeräuberburg“ Edo Wiemkens                                                            |      |

## Landkreis Wittmund
| Name             | Ort / Lage                             | Typ            | \| Bemerkungen | Bild |
| ---------------- | -------------------------------------- | -------------- | --- | ---- |
| Burg Bedden      | Berdum 53° 37′ 44″ N, 7° 48′ 49″ O     | Steinhaus      | Für das Jahr 1373 wird eine Burg in Berdum erwähnt. Vor 1500 saß auf der Burg die Familie von Bassen, 1523 ging sie an die von Bothmer. Steinhaus mit Wall und Doppelgraben. Wurt ist heute noch von Wall und Graben umgeben. Gebäude von 1800.             |      |
| Burg Borgholt    | Ardorf 53° 31′ 38″ N, 7° 42′ 31″ O     | Niederungsburg | Lage an der Grenze zwischen Harlinger- und Östringerland. Evtl mit der Burg identisch, die die Harlinger 1149 auf ihrem Feldzug gegen die Östringer belagert haben. Haupt- und Vorburg mit Wall und Graben. Funde 12. bis 14. Jh. Geringe Reste.            |      |
| Burg Edenserloog | Werdum 53° 39′ 37″ N, 7° 43′ 29″ O     | Steinhaus      | Um 1327 errichtete Burg der Häuptlinge von Werdum. Steinhaus mit Ringmauer und Wassergraben. 1491 Errichtung eines zweiten Wohngebäudes, das heute noch existiert. Das Steinhaus wurde Anfang des 19. Jahrhunderts abgebrochen.                             |      |
| Burg Esens       | Esens 53° 38′ 41″ N, 7° 36′ 57″ O      | Wasserburg     | 1426 errichtete Burg des Häuptlings Wibet von Stedesdorf. In der 2. Hälfte des 16. Jahrhunderts durch die Herren von Rietberg zum Schloss ausgebaut. 1581 an die Grafschaft Ostfriesland. 1755 abgerissen. Burgplatz ist überbaut.                          |      |
| Burg Friedeburg  | Friedeburg 53° 26′ 49″ N, 7° 50′ 37″ O | Festung        | Ursprünglich ein Steinhaus aus der Mitte des 14. Jahrhunderts, nach 1440 zur Wasserburg vergrößert. Ab 1548 wurde die Burg durch die Grafschaft Ostfriesland zur größten Landesfestung ausgebaut. 1763 geschleift. Hügel und Wälle existieren noch.         |      |
| Ihnkeburg        | Funnix 53° 38′ 59″ N, 7° 39′ 52″ O     | Wasserburg     | In der 1. Hälfte des 15. Jahrhunderts errichtete Burg der Häuptlinge von Wittmund. Burgstelle ist heute als 1,5 m hohe Warft von 75 × 60 m Größe mit einem viereckigen Wassergraben erkennbar. An der Stelle der Burg steht nur noch ein Gulfhaus von 1736. |      |
| Burg der Kankena | Wittmund 53° 34′ 35″ N, 7° 46′ 56″ O   | Wasserburg     | Erstmals 1377 als Burg der Wittmunder Häuptlingsfamilie Kankena erwähnt. 1457 erober und abgebrochen. Das mit Wall und 16 m breitem Wassergraben umgebene Burgareal bestand aus drei Steinhäusern und der Kirche. Keine Reste. Funde des 14./15. Jhs.       |      |
| Burg Thunum      | Thunum 53° 38′ 46″ N, 7° 39′ 29″ O     | Steinhaus      | Sitz der Häuptlinge von Thunum im 14. Jahrhundert, später in den Händen der Häuptlinge von Stedesdorf. Das dreistöckige Steinhaus wurde 1485 abgerissen. Heute steht auf der Burgstelle ein Gulfhaus von 1839.                                              |      |
| Burg Wittmund    | Wittmund 53° 34′ 22″ N, 7° 47′ 7″ O    | Wasserburg     | 1461 durch den Häuptling Sibet Attena errichtet. 1537 abgebrannt und als Schloss wiederaufgebaut. Im 16. Jahrhundert über die Grafen von Rietberg an die Grafschaft Ostfriesland. 1754 mit Ausnahme des inneren Walls abgerissen.                           |      |

## Landkreis Wolfenbüttel
| Name                           | Ort / Lage                                       | Typ            | Bemerkungen | Bild |
| ------------------------------ | ------------------------------------------------ | -------------- | --- | ---- |
| Burg Ampleben                  | Kneitlingen 52° 10′ 37″ N, 10° 44′ 43″ O         | Burgstall      | Die von einem Wassergraben umgebene Burg wurde im 12. Jahrhundert erbaut. Anfang des 15. Jahrhunderts wurde die Burg, die als Sitz von Straßenräubern galt, zerstört. Der Überlieferung nach wurde hier um 1300 Till Eulenspiegel getauft. |      |
| Asseburg                       | Wittmar 52° 8′ 22″ N, 10° 38′ 7″ O               | Höhenburg      | Die Asseburg ist eine Höhenburg, sie wurde zwischen 1218 und 1223 unter Gunzelin von Wolfenbüttel erbaut. Die Anlage war etwa 180 m lang und 50 m breit und damit eine der größten Höhenburgen Norddeutschlands. Sie war durch fünf hintereinander liegende Tore und Quermauern gesichert und galt als uneinnehmbar. 1492 wurde die Burg in der Fehde zwischen dem Braunschweiger Herzog Heinrich dem Älteren und der Stadt Braunschweig von der Besatzung aufgegeben und in Brand gesetzt, die Ruinen aus dieser Zeit sind noch heute erhalten.                                                                      |      |
| Asselburg                      | Burgdorf 52° 8′ 39″ N, 10° 12′ 47″ O             | Burg           | Die Burg war Stammsitz der Grafen von Assel und gilt als Geburtsort des späteren Bischofs Bernward von Hildesheim, der 933 oder um 950/960 geboren wurde. Nach dem Tod des letzten männlichen Erbes derer von Assel 1171/75 übernahm Heinrich der Löwe die Burg. Unter ihm ging die Schutzfunktion der Burg an die Burg Lichtenberg über und die Asselburg verfiel. |      |
| Brunkelburg                    | Lucklum 52° 12′ 42″ N, 10° 44′ 46″ O             | Abschnittswall | Im Frühmittelalter durch die Errichtung einer zweiten Befestigungslinie wiederverwendete Wallburg der Vorrömischen Eisenzeit. Abschnittsbefestigung auf einem langschmalen Sporn. Keramik des 7./8. bis 9./10. Jahrhunderts. |      |
| Burg Cramme                    | Cramme 52° 6′ 47″ N, 10° 27′ 16″ O               | Wasserburg     | Wahrscheinlich Stammsitz der Herren von Cramm. Bei ihrer Ersterwähnung 1366 im Besitz der Herren von Salder. 1368 durch das Bistum Hildesheim erobert und abgebrochen. Neubau 1399 abgebrochen. Keine Reste. |      |
| Schloss Destedt                | Destedt 52° 14′ 23″ N, 10° 42′ 37″ O             | Wasserburg     | Ursprung des Schlosses ist eine im Mittelalter entstandene Wasserburg. Sie ist der Stammsitz des braunschweigischen Ministerialengeschlechts derer von Veltheim. Der heutige Bau wurde 1693 durch Joachim Ludolf von Veltheim im Barockstil errichtet. Ab 1750 wurde im Norden den Schlosses eine Parkanlage angelegt, die seit 1953 unter Landschaftsschutz steht und öffentlich zugänglich ist. |      |
| Burg Hornburg                  | Hornburg 52° 1′ 44″ N, 10° 36′ 26″ O             | Burg           | Die auf einem Felsen oberhalb der Stadt gelegene Burg wurde 994 erstmals urkundlich erwähnt. Sie diente dem Bistum Halberstadt zur Sicherung der Handelswege von Halberstadt nach Braunschweig und nach Hildesheim. Im Dreißigjährigen Krieg wurde die Burg mehrmals angegriffen und 1645 zerstört. Ab 1922 wurde die Burg anhand alter Stiche teilweise wiederaufgebaut. Die Anlage befindet sich heute im Privatbesitz. |      |
| Krimmelburg                    | Evessen 52° 12′ 42″ N, 10° 44′ 46″ O             | Wallburg       | Im Frühmittelalter durch die Erneuerung des Hauptwalls wiederverwendete Wallburg der Vorrömischen Eisenzeit. Aug drei Seiten befestigter Sporn. Keramik des 7./8. bis 10. Jahrhunderts. Kleiner befestigter Einbau um 1300 vermutlich des Deutschen Ordens. |      |
| Kukeriulenburg                 | Gielde 52° 2′ 51″ N, 10° 29′ 14″ O               | Wallburg       | Die 65 × 105 Meter große Wallanlage liegt auf einer Kuppe des Burgberges nördlich von Gielde. Die Anlage wurde wahrscheinlich im frühen Mittelalter errichtet. Es wird angenommen, dass sie der etwa 4 km entfernten Königspfalz Werla als Fluchtburg diente. |      |
| Schloss Oelber                 | Oelber am weißen Wege 52° 6′ 6″ N, 10° 14′ 16″ O | Schloss        | Die kreisrunde Schlossanlage wurde um 1580 auf den Fundamenten einer früheren Wasserburg aus dem 12. Jahrhundert im Stil eines Renaissanceschlosses errichtet. Das Schloss gehörte von Anbeginn der Adelsfamilie von Cramm, die sich den Besitz aber bis 1766 mit anderen Adelsfamilien teilte. Die Anlage wurde 1974 aufwändig renoviert und ist bei Veranstaltungen, wie Messen und Ausstellungen, für die Öffentlichkeit zugänglich. |      |
| Schloss Salzdahlum             | Salzdahlum 52° 11′ 32″ N, 10° 34′ 58″ O          | Schloss        | Früheres Lustschloss in Salzdahlum, 1688 bis 1694 durch Herzog Anton Ulrich von Braunschweig-Wolfenbüttel erbaut. Aus Kostengründen entstanden die Gebäude fast ausschließlich in Holzbauweise, bei der Verkleidungen den Eindruck eines Bauwerks aus Sandstein erweckten. 1813 wurde das Schloss wegen Baufälligkeit abgerissen. |      |
| Schloss Sambleben              | Sambleben 52° 9′ 48″ N, 10° 47′ 6″ O             | Schloss        | 1377 erwähnte Wasserburg der Herren von Sambleben. Im 16. Jahrhundert an die Herzöge von Braunschweig-Lüneburg, im 17. Jahrhundert an die Herren von Cramm. 1701 wurde der bestehende Vierflügelbau nach Plänen von Hermann Korb errichtet. |      |
| Schalksburg                    | Groß Flöthe 52° 5′ 44″ N, 10° 30′ 7″ O           | Wallburg       | Die Wallanlage ist vermutlich im 8. Jahrhundert entstanden. Die von einem Graben und einem 1 bis 2 Meter hohen Wall umgebene Anlage hat einen Durchmesser von 100 bis 120 Metern und gilt als sehr gut erhalten. Wahrscheinlich wurde die Anlage als Fluchtburg genutzt und diente bei Kriegsgefahr als Rückzugsort. |      |
| Burg Schladen                  | Schladen 52° 1′ 26″ N, 10° 32′ 28″ O             | Niederungsburg | Um 1100 errichtete Grenzburg des Bistums Hildesheim, bis 1362 an die Grafen von Schladen verlehnt, danach Amtssitz, Gut und seit 1802 Domäne. Von der Ringmauerburg mit Bergfried sind keine Reste vorhanden. |      |
| Schloss Schliestedt            | Schliestedt 52° 8′ 11″ N, 10° 48′ 19″ O          | Schloss        | Entstanden aus einem 1449 erwähnten Burghof. 1733 erster Schlossbau durch die Herren von Streithorst. An dessen Stelle von 1748 bis 1760 unweit der ursprünglichen Burgstelle Bau eines Rokokoschlosses. |      |
| Schloss Veltheim               | Veltheim (Ohe) 52° 13′ 8″ N, 10° 41′ 8″ O        | Wasserschloss  | Ursprung war eine im 12. Jahrhundert erbaute Wasserburg der Familie von Veltheim, die 1430 von Braunschweiger Bürgern zerstört worden war. Die Familie von Veltheim verkaufte die Anlage 1494 an die Familie von Honrodt, die 1555 hier das im Renaissancestil gehaltene und von einem Wassergraben umgebene Schloss erbaute. Nach Aussterben der Familie von Honrodt erstand die Familie von Veltheim das Schloss 1832 wieder und bewohnt es bis heute. |      |
| Burg Weferlingen               | Dettum 52° 9′ 14″ N, 10° 41′ 23″ O               | Wallburg       | 1266erwähnte Burg der Herren von der Asseburg. 1301 zerstört. Erhalten haben sich zwei parallele Wälle in Nord-Süd-Richtung, zwischen denen ein etwa fünf Meter breiter Graben verläuft. Im Norden und Süden sind weitere Befestigungsspuren vorhanden. |      |
| Königspfalz Werla              | Werlaburgdorf 52° 2′ 16″ N, 10° 33′ 17″ O        | Königspfalz    | Die Pfalz war aus einer im 9. Jahrhundert angelegten Wohnanlage hervorgegangen, die später mit einem Wall umgeben und zu einer befestigten Pfalz ausgebaut wurde. Im 10. Jahrhundert war sie ein wichtiger Stützpunkt der Ottonen und wurde zwischen 924 und 1013 von allen Kaisern besucht. Nach Gründung der Kaiserpfalz Goslar verlor Werla an Bedeutung und verfiel ab dem 14. Jahrhundert. Im 19. Jahrhundert wurde die Anlage wiederentdeckt und seitdem umfassend erforscht. Seit 2010 wird die Anlage in Teilen rekonstruiert und ist öffentlich zugänglich.                                                  |      |
| Schloss Wolfenbüttel           | Wolfenbüttel 52° 9′ 46″ N, 10° 31′ 48″ O         | Schloss        | Das ursprünglich als Wasserschloss erbaute Gebäude diente den Herzögen von Braunschweig-Lüneburg bis 1754 als Wolfenbütteler Residenz. Der heutige Renaissancebau des 1074 erstmals erwähnten Schlosses wurde 1553 von Herzog Heinrich dem Jüngeren begonnen, der Hausmannsturm wurde 1613 erbaut. Die Fachwerksfassade erhielt das Schloss 1714–1716 unter dem Baumeister Hermann Korb. Nach 1754 stand das Schloss lange Zeit leer, bis hier 1866 eine Mädchenschule gegründet wurde, aus der das heutige Gymnasium im Schloss hervorging. Die ehemaligen Repräsentationsräume beherbergen heute das Schlossmuseum. |      |
| Kleines Schloss (Wolfenbüttel) | Wolfenbüttel 52° 9′ 43″ N, 10° 31′ 49″ O         | Schloss        | Das neben dem Schloss Wolfenbüttel gelegene Kleine Schloss wurde 1643 als Wohnsitz der Erbprinzen von Braunschweig und Lüneburg erbaut. Von 1687 bis 1712 beherbergte es die Rudolph-Antoniana, eine Ritterakademie für die Söhne adliger Familien. Das Schloss wurde 1791 verkauft. 1830 wurde das Schloss verkleinert, nur der Westflügel blieb erhalten und erhielt das heutige Aussehen. |      |
| Wurtgarten                     | Evessen 52° 12′ 42″ N, 10° 44′ 46″ O             | Wallburg       | Frühmittelalterliche Wallburg von ca. 120 m Durchmesser. Wall mit Blendmauer. Südliche Hälfte von 1858 bis 1886 eingeebnet. |      |

## Stadt Wolfsburg
| Name                 | Ort / Lage                                           | Typ            | Bemerkungen | Bild |
| -------------------- | ---------------------------------------------------- | -------------- | --- | ---- |
| Schloss Fallersleben | Stadtteil Fallersleben 52° 25′ 2″ N, 10° 42′ 59″ O   | Wasserschloss  | Schloss Fallersleben wurde im Jahre 1551 fertig gestellt. In der Mitte des 17. Jahrhunderts wurde das Schloss Amtssitz, ab 1855 waren öffentliche Verwaltungen im Gebäude. Heute befindet sich hier das Hoffmann-von-Fallersleben-Museum.                                                  |      |
| Burg Neuhaus         | Stadtteil Neuhaus 52° 24′ 56″ N, 10° 51′ 23″ O       | Burg           | Burg Neuhaus wurde im Jahre 1371 das erste Mal erwähnt. Die Burg schützte wichtige Handelsstraßen zwischen Lüneburg und Leipzig und Bremen und Magdeburg |      |
| Burg Rothehof        | Stadtteil Rabenberg 52° 24′ 30″ N, 10° 46′ 58″ O     | Motte          | Von den Herren von Bartensleben wahrscheinlich um 1200 erbaut, 1304 erstmals erwähnt. Ende 14. Jahrhundert aufgegeben. Backsteinturm, der im unteren Teil eingemottet war. Graben mit Vorwall.                                                                                             |      |
| Burg Vorsfelde       | Stadtteil Vorsfelde 52° 26′ 22″ N, 10° 51′ 3″ O      | Niederungsburg | Wohl der Stammsitz der ab 1217 nachgewiesenen Herren von Vorsfelde. Funde des 12./13. Jahrhunderts. Kreisförmige, mit zwei konzentrischen Wällen umgebene Anlage von ca. 50 m Durchmesser. Mit einer südlich gelegenen, viereckigen Wallanlage durch zwei Dammwege verbunden. Keine Reste. |      |
| Schloss Wolfsburg    | Stadtteil Alt-Wolfsburg 52° 26′ 21″ N, 10° 47′ 58″ O | Schloss        | Die Wolfsburg wurde das erste Mal im Jahre 1302 erwähnt. Seit dem 17. Jahrhundert ist die Burg ein vierseitiger massiver Bau. Schloss Wolfsburg war Namensgeber für die Stadt Wolfsburg.                                                                                                   |      |